# Lescar
Vous lisez un « article de qualité » labellisé en 2018.
Pour les articles homonymes, voir Lescar.
Lescar (prononcé /lɛskaʁ/ en français et /leska/  en béarnais) est une commune française située dans le département des Pyrénées-Atlantiques en région Nouvelle-Aquitaine. Elle s'étend sur les contreforts de la chaîne des Pyrénées, principalement au sein de la vallée du gave de Pau. La ville médiévale se développe sur un promontoire rocheux (Cité), surplombant le gave au sud, et se trouve délimitée par le ruisseau du Lescourre au nord puis par la plaine du Pont-Long. Lescar est l'héritière de la cité aquitano-romaine de Beneharnum, première capitale du peuple des Venarni qui donne son nom à l'ancien État souverain du Béarn. Des traces de cette occupation antique sont retrouvées lors de fouilles menées, notamment dans le quartier du Bialé, mais aussi avec la découverte des restes de la villa Sent-Miquèu (Saint-Michel). La cité est en partie détruite durant le IXe siècle lors des raids vikings.
Ayant perdu son rôle de capitale béarnaise, au profit de Morlaàs, la cité se reconstruit à la fin du Xe siècle sous l'impulsion du duc de Gascogne Guillaume Sanche. Il fait construire, en Haute-Ville, une chapelle dédiée à sainte Marie qui est consacrée cathédrale en 1062. Elle devient le siège des évêques de Lescar, faisant suite à la cathédrale primitive de Saint-Julien en Basse-Ville. Participant à la Reconquista au XIIe siècle, l'évêque Guy de Lons remplace la chapelle-cathédrale par l'actuelle cathédrale Notre-Dame-de-l'Assomption de style roman. L'évêché structure la vie lescarienne jusqu'à la Révolution, avec la construction d'un palais épiscopal au XIVe siècle. Le Béarn devient un État protestant au XVIe siècle sous la figure de Jeanne d'Albret. Symbole du pouvoir catholique, la cathédrale subit le saccage de l'armée de Montgommery en 1569 durant les guerres de Religion. Finalement, Lescar perd le siège de son diocèse en 1790 dans le cadre d'un regroupement avec Bayonne et Oloron. De cette période, Lescar garde plusieurs éléments patrimoniaux dont ses remparts, en partie antiques, avec la porte de l'Esquirette et certaines tours les constituant. En 1929, la crypte renfermant les dépouilles de neuf rois, reines, princes et princesses du royaume de Navarre est découverte dans la cathédrale.
Lescar devient un centre éducatif, tout d'abord avec l'installation de l'Académie protestante du Béarn en 1562, puis avec la décision d'Henri IV d'implanter un collège de Barnabites. Ce collège, construit au XVIIIe siècle, est l'ancêtre de l'actuel lycée Jacques-Monod. Après la Révolution, la commune perd de son influence et devient un satellite de Pau avec une importante activité agricole. La démographie lescarienne reste stable jusqu'aux années 1960, avant une période d'expansion sous l'effet de la périurbanisation. Aujourd'hui, Lescar est une commune d'environ 10 000 habitants située au cœur de l'aire urbaine de Pau. Outre sa fonction résidentielle, la commune a développé une forte activité commerciale autour de la zone commerciale Lescar Soleil. L'histoire agricole de la commune se poursuit toujours, avec la présence du siège social du groupe coopératif Euralis. Lescar est l'une des étapes de la via Tolosana du pèlerinage de Saint-Jacques-de-Compostelle.

## Géographie

### Localisation
Lescar est localisée à 6,5 km à vol d’oiseau à l'ouest de Pau, chef-lieu de l’arrondissement auquel appartient la localité. Elle est également à 52,1 km au nord d'Urdos, qui permet le passage vers l'Espagne (via le col du Somport), et à 87,4 km à l'est de Capbreton sur la côte Atlantique. La commune est implantée sur la rive droite du gave de Pau, sa partie nord s'étendant sur la plaine du Pont-Long.

### Communes limitrophes
Le territoire de la commune est limitrophe de sept autres communes :
Les communes limitrophes sont  Artiguelouve, Laroin, Lons, Poey-de-Lescar, Sauvagnon, Serres-Castet et Uzein.
| Uzein          | Sauvagnon | Serres-Castet |
| Poey-de-Lescar | Lescar    | Lons          |
| Artiguelouve   | Laroin    |               |

### Relief et géologie

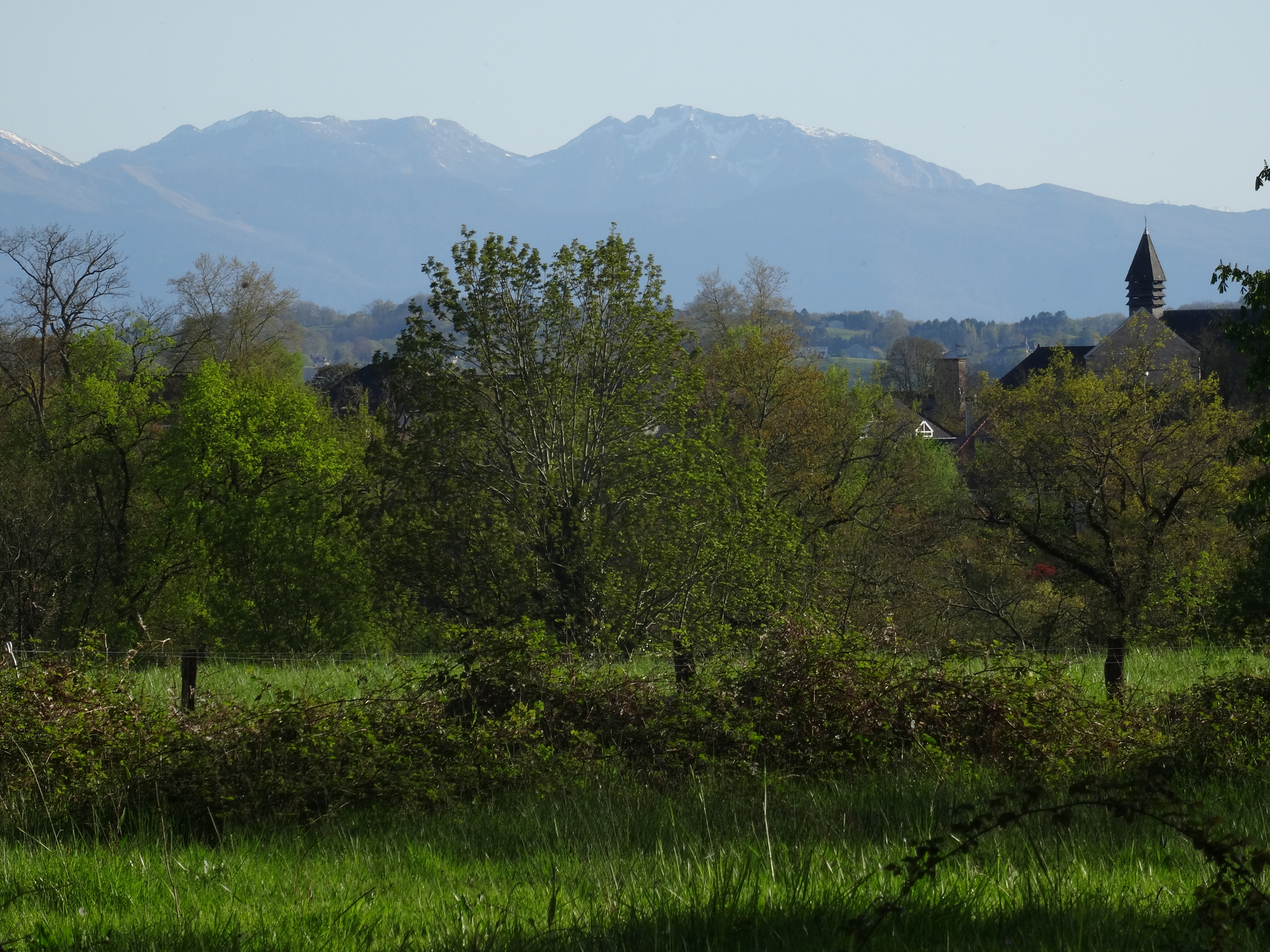
Lescar est bâtie sur le piémont pyrénéen.

La superficie de la commune est de 2 650 hectares, son altitude varie entre 142 et 203 mètres. Lescar se situe à cheval entre la vallée du gave de Pau et la plaine du Pont-Long. Les sols traversés par le gave sont à dominante alluvionnaire, composés en grande partie par des matériaux d'érosion : molasses et nappes de cailloutis. La basse-ville de Lescar repose ainsi sur la plaine alluviale du gave. Elle a été  recouverte de dépôts durant la période du Quaternaire, lors de la divagation des différents glaciers et cours d'eau de la chaîne des Pyrénées.
Ces anciens glaciers ont également donné naissance à plusieurs séries sédimentaires, formant un système de terrasses successives, entrecoupées de cours d'eau. La Haute-Ville, constituée notamment de la Cité, repose sur l'une de ces terrasses. Le nord de la commune repose sur une autre terrasse, nommée « nappe de Pont Long ». Cette dernière est considérée comme l'une des plus importantes du piémont béarnais. Elle est constituée de galets altérés entourés d'une gangue argileuse ocre.

### Hydrographie

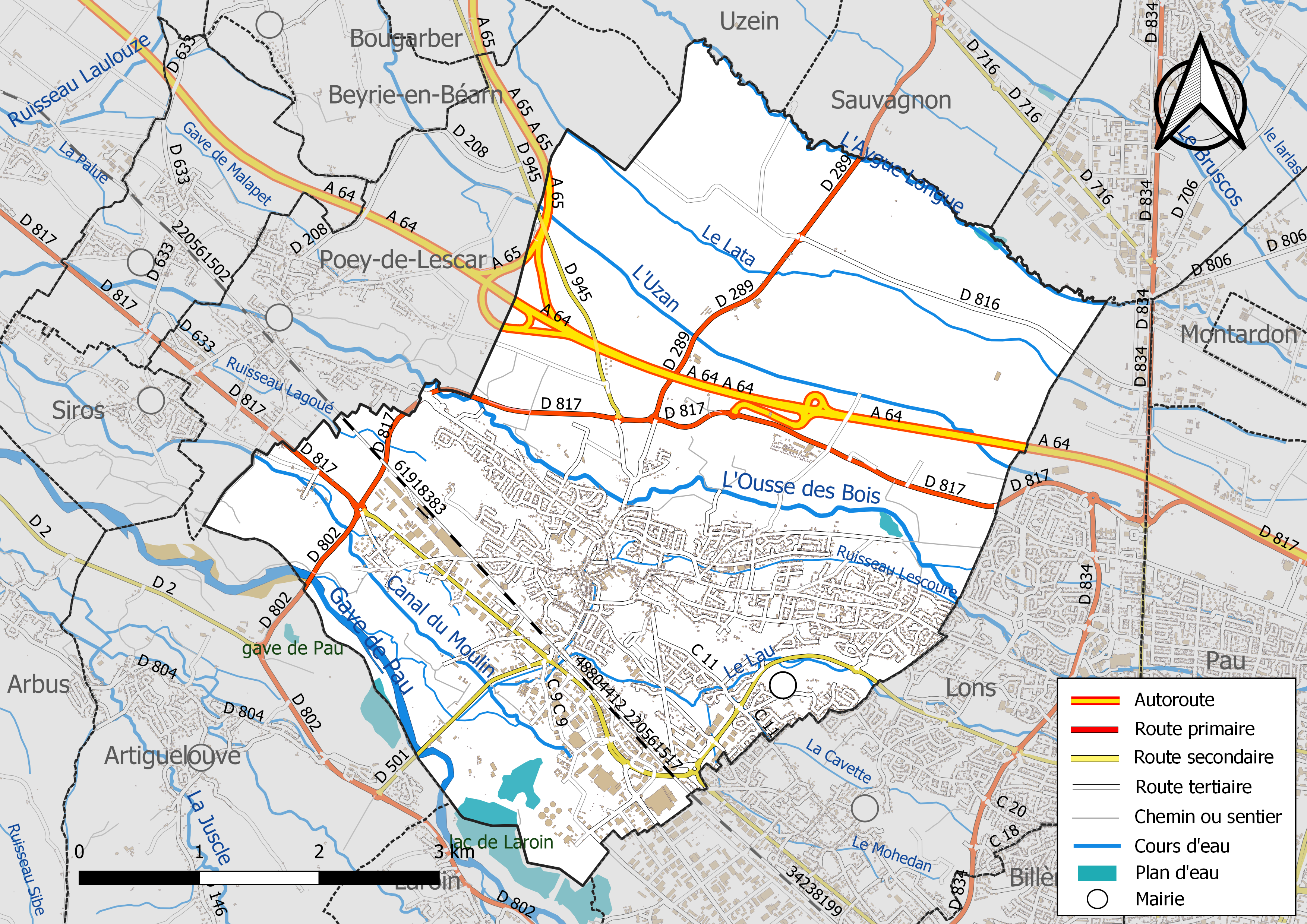
Réseaux hydrographique et routier de Lescar.

La commune est drainée par le gave de Pau, l'Ousse des Bois, l'Aïgue Longue, L'Uzan, le Lata, le Lau, un bras du canal du Moulin, un bras du Lau, un bras du Lescoure, la Cavette, le Mohedan, le ruisseau Lagoué, le ruisseau le lescourre, et par divers petits cours d'eau, constituant un réseau hydrographique de 42 km de longueur totale,.
Le gave de Pau, d'une longueur totale de 192,8 km, prend sa source dans la commune de Gavarnie-Gèdre et s'écoule du sud-est vers le nord-ouest. Il traverse la commune et se jette dans l'Adour à Saint-Laurent-de-Gosse, après avoir traversé 88 communes.
L'Ousse des Bois, d'une longueur totale de 32,3 km, prend sa source dans la commune de Limendous et s'écoule d'est en ouest. Il traverse la commune et se jette dans le gave de Pau à Denguin, après avoir traversé 13 communes.
L'Aïgue Longue, d'une longueur totale de 24,4 km, prend sa source dans la commune de Pau et s'écoule du sud-est vers le nord-ouest. Il traverse la commune et se jette dans le Luy de Béarn à Momas, après avoir traversé 13 communes.

#### Bassin du Luy de Béarn
Au nord de l'A64, le bassin du Luy de Béarn est représenté par deux réseaux hydrographiques : l'Uzan et son affluent (la Louse) ainsi que l'Ayguelongue et son affluent (l'Uillède, ou Lata). L'Uzan est un cours d'eau de plaine à pente faible et peu encaissé. Il prend sa source sur le territoire de la commune de Pau, au niveau de la forêt de Bastard, à 225 mètres d'altitude. L'Uzan parcourt 23 km avant de confluer avec le Luy de Béarn, sur le territoire de la commune d'Uzan. La Louse est un affluent qui prend source à Lons, avant de confluer avec l'Uzan à Lescar, après 1,5 km. Ces deux cours d'eau traversent la commune principalement sur des parcelles agricoles destinées à la culture du maïs et des zones boisées. La même constatation est réalisée concernant l'Ayguelongue, qui prend sa source à Morlàas, et parcourt 24,4 km avant sa jonction avec le Luy de Béarn.

#### Bassin du gave de Pau

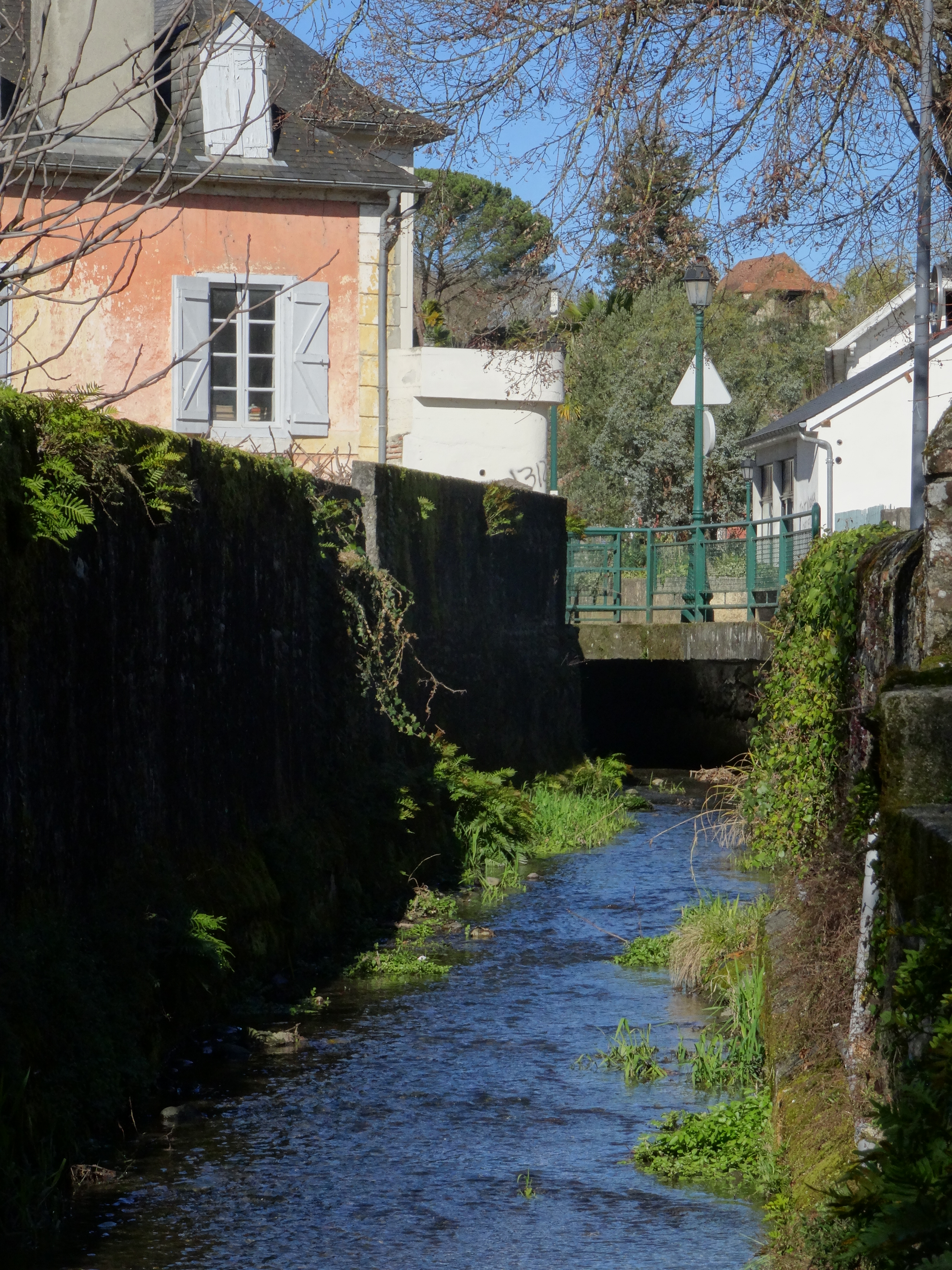
Le Lescourre.

Au sud de l'A64, le bassin du gave de Pau — gave est le nom donné à un torrent dans les Pyrénées — comprend trois réseaux : l'Ousse des Bois et son affluent (le Perlic) ; le Lescourre, son affluent (le Laü), ses sous-affluents (le Mohédan et le Lacabette) et une dérivation (le canal des Moulins) ainsi qu'un affluent à cette dérivation (le Lagoué) ; et le réseau du gave de Pau.
L'Ousse des Bois prend sa source à Soumoulou à 385 mètres d'altitude. Il parcourt 31,4 km sur les landes du Pont-Long avant de rejoindre le gave de Pau à Denguin. Sur le territoire lescarien, le cours d'eau retrouve son lit naturel, après avoir été canalisé à Lons. Le Perlic prend lui sa source à Pau, puis parcourt 2,8 km avant de se jeter dans l'Ousse des Bois à Lescar, il traverse une zone agricole de la commune.
Le Lescourre est une dérivation de l'Ousse des Bois, qui prend sa source à Lons. Il parcourt ensuite 6,5 km avant de rejoindre le gave de Pau. En 2000, un redimensionnement du Lescourre est réalisé dans le bourg de Lescar, à la suite d’inondations intervenues en 1988 et 1993. Le Laü prend sa source entre Sendets et Idron, il fait office de collecteur principal des eaux pluviales des communes d'Idron, Lons, Lescar, Billère et Pau. Le Laü rejoint le Lescourre à 153 mètres d'altitude, il est en quasi-totalité urbanisé à partir de Pau. À Lescar, il est essentiellement à ciel ouvert. Le Mohédan ainsi que le Lacabette sont deux affluents du Laü qui passent en zone urbanisée à Lescar ; ils servent également de collecteurs des eaux pluviales. Le canal des Moulins est un ancien canal usinier ; il s'agit aujourd'hui d'une dérivation du Lescourre, qui parcourt ensuite plus de 8 km le long du gave, avant de rejoindre l'Ousse des Bois à Denguin. Le canal est aussi alimenté par le Lagoué, qui prend sa source sur les coteaux Lanusse à Lescar et traverse le quartier Gourreix dans la commune.
Le gave de Pau prend sa source au cirque de Gavarnie (Hautes-Pyrénées) et est le principal affluent de l'Adour, dans laquelle il se jette après avoir parcouru 190,7 kilomètres. Il traverse la commune de Lescar sur 4,5 km. Le lit du gave n'est pas fixe, la mobilité du lit de la rivière est quasi permanente dans la saligue,.

### Climat
Pour des articles plus généraux, voir Climat de la Nouvelle-Aquitaine et Climat des Pyrénées-Atlantiques.
Historiquement, la commune est exposée à un climat de montagne.
En 2020, Météo-France publie une typologie des climats de la France métropolitaine dans laquelle la commune est toujours exposée à un climat de montagne et est dans la région climatique Pyrénées atlantiques, caractérisée par une pluviométrie élevée (>1 200 mm/an) en toutes saisons, des hivers très doux (7,5 °C en plaine) et des vents faibles.
Pour la période 1971-2000, la température annuelle moyenne est de 13,2 °C, avec une amplitude thermique annuelle de 14,6 °C. Le cumul annuel moyen de précipitations est de 1 194 mm, avec 11,4 jours de précipitations en janvier et 8,1 jours en juillet. Pour la période 1991-2020, la température moyenne annuelle observée sur la station météorologique la plus proche, située sur la commune d'Uzein à 7 km à vol d'oiseau, est de 13,7 °C et le cumul annuel moyen de précipitations est de 1 093,8 mm,. Pour l'avenir, les paramètres climatiques de la commune estimés pour 2050 selon différents scénarios d’émission de gaz à effet de serre sont consultables sur un site dédié publié par Météo-France en novembre 2022.

### Paysages

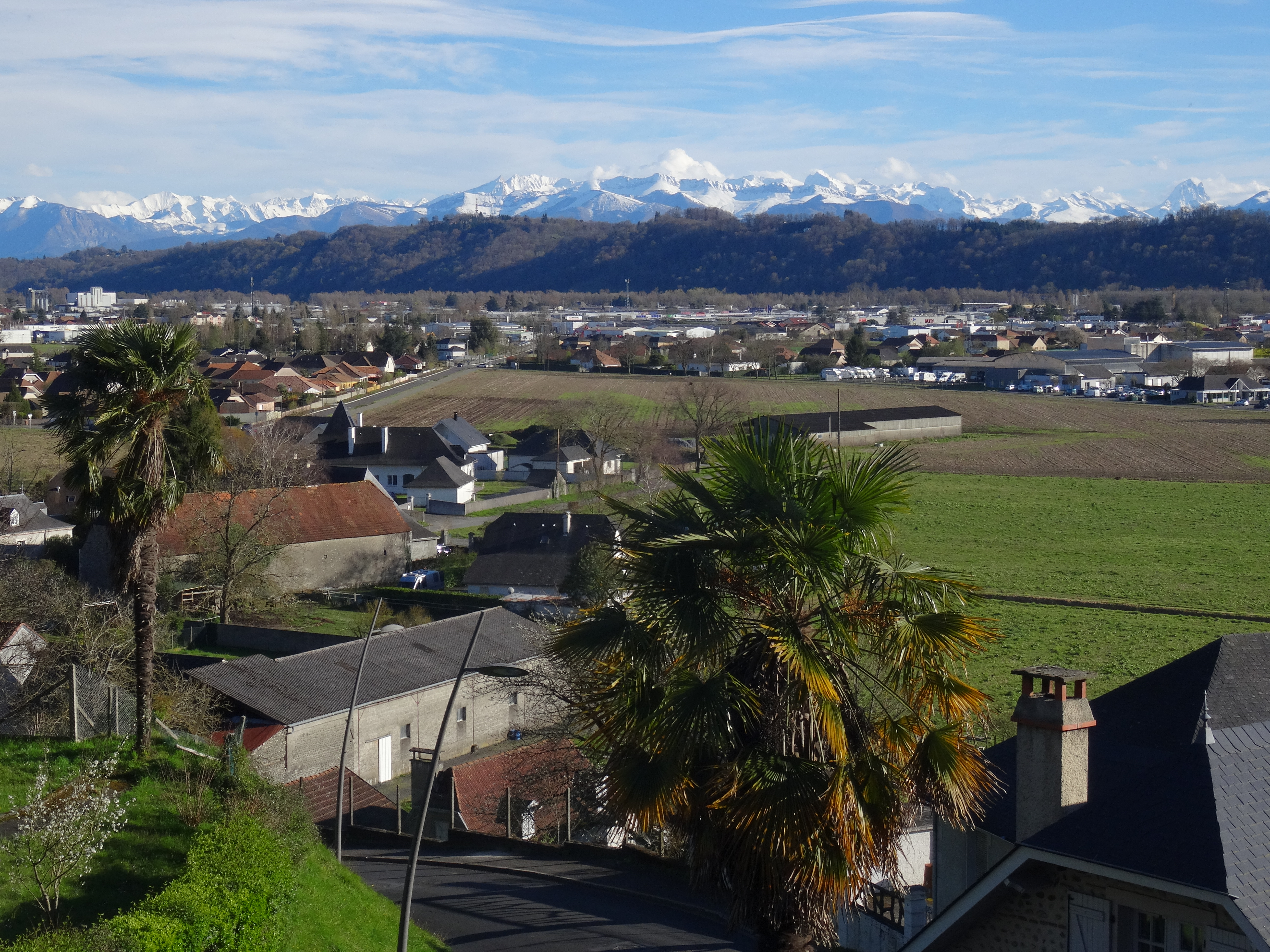
Les paysages de Lescar mêlent fermes anciennes, champs agricoles, quartiers pavillonnaires et zones commerciales.

L'architecture et les paysages liés à la Cité médiévale de Lescar sont protégés depuis le 14 mars 1975, grâce à un arrêté l'inscrivant à l'inventaire des sites pittoresques du département des Pyrénées-Atlantiques. La ville de Lescar lance en 2008 une réflexion visant à la création d'une Zone de protection du patrimoine architectural, urbain et paysager (ZPPAUP). Le 12 juillet 2010, ce dispositif est remplacé par l'Aire de mise en valeur de l'architecture et du patrimoine (AVAP), dans le cadre de la loi Grenelle II. La commune décide donc le 8 mars 2012 de lancer une commission locale visant à la création d'une AVAP. L'objectif annoncé de cette démarche est alors de proposer, à l’intérieur des périmètres pertinents, un ensemble de conseils et le cadre réglementaire adapté pour la mise en valeur et la préservation du bâti, des formes urbaines et des paysages.
En 2010, l'agglomération Pau-Pyrénées publie un guide des prescriptions architecturales et paysagères. Celui-ci vise à concilier architecture contemporaine et respect du bâti existant, afin de préserver l'identité paysagère du Béarn. Effectivement, le début des années 2000 a vu se dégrader cette cohérence architecturale et paysagère, avec la constitution d'une urbanisation mal maîtrisée. Lescar est un bon exemple de cette évolution avec ses nombreux lotissements, dans lesquels des constructions néo-basquaises ou landaises, pseudo béarnaises et surtout néo-provençales se sont mélangées. Ces dernières constructions sont décrites comme inadaptées et s'intégrant particulièrement mal aux paysages béarnais.

### Milieux naturels et biodiversité

#### Zones protégées

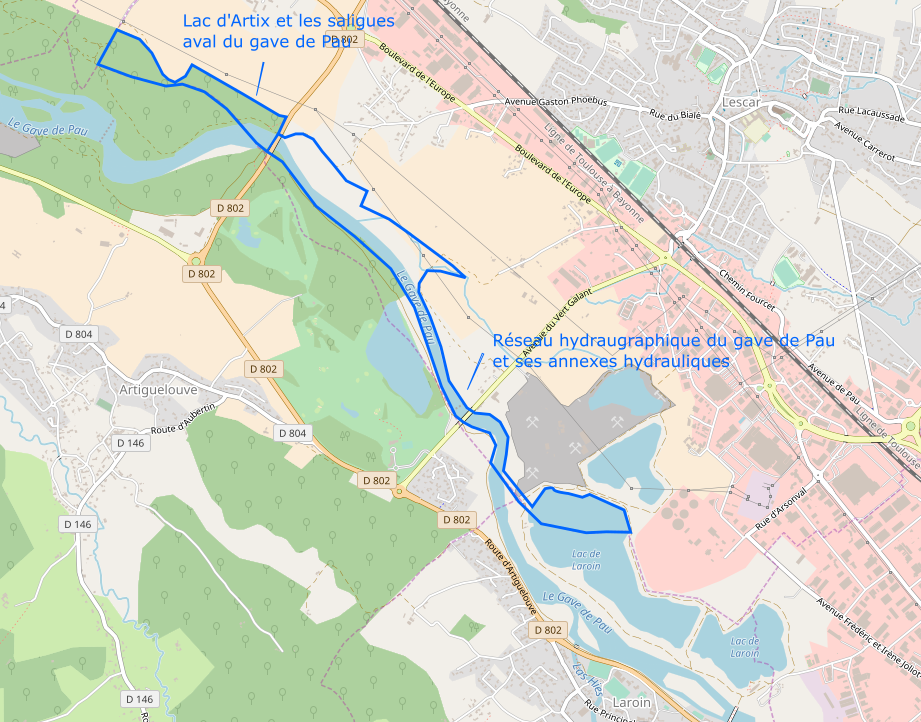
Emplacement des deux ZNIEFF présentes sur les limites communales de Lescar.

Le réseau Natura 2000 est un réseau écologique européen de sites naturels d’intérêt écologique élaboré à partir des directives « Habitats » et « Oiseaux ». Ce réseau est constitué de zones spéciales de conservation (ZSC) et de zones de protection spéciale (ZPS). Dans les zones de ce réseau, les États membres s'engagent à maintenir dans un état de conservation favorable les types d'habitats et d'espèces concernés, par le biais de mesures réglementaires, administratives ou contractuelles. Les sites Natura 2000 présents sur le territoire communal de Lescar sont au nombre de deux : le gave de Pau, classé site d'importance communautaire (SIC) en 2003 et ZSC en 2014, et le barrage d'Artix et saligue du gave de Pau, classé ZPS en 2006.
D'une superficie de 8 212 ha, le site Natura 2000 du gave de Pau s'étend sur 107 communes dont Lescar ; il est constitué à 60 % d'eaux douces intérieures (eaux stagnantes, eaux courantes), 20 % de marais, bas-marais et tourbières et 10 % de landes, broussailles, maquis et garrigues, phrygana. Il est de qualité du fait du vaste réseau hydrographique qui le constitue avec un système de saligues encore vivace, des boisements humides où abondent les saules. La faune aquatique est caractérisée par la mulette (Margaritifera margaritifera), la cordulie à corps fin (Oxygastra curtisii), le gomphe de Graslin (Gomphus graslinii), l'écrevisse à pattes blanches (Austropotamobius pallipes), la lamproie de Planer (Lampetra planeri), le saumon atlantique (Salmo salar) et le chabot commun (Cottus gobio). Le site Natura 2000 du barrage d'Artix et saligue du gave du Pau s'étend, quant à lui, sur 3 367 ha et 19 communes dont Lescar, il est qualifié de zone humide semi-artificielle.
L’inventaire des zones naturelles d'intérêt écologique, faunistique et floristique (ZNIEFF) a pour objectif de réaliser une couverture des zones les plus intéressantes sur le plan écologique, essentiellement dans la perspective d’améliorer la connaissance du patrimoine naturel national et de fournir aux différents décideurs un outil d’aide à la prise en compte de l’environnement dans l’aménagement du territoire. Le territoire communal comprend deux ZNIEFF : le réseau hydrographique du gave de Pau et le lac d'Artix et les saligues aval du gave de Pau. Le réseau hydrographique du gave de Pau s'étend sur 3 000 ha (type II), tandis que lac d'Artix et les saligues aval du gave de Pau occupent 779 ha (type I). Cette dernière ZNIEFF est constituée de différents biotopes déterminants, dont des forêts de frênes et de saules blancs ou encore des lisières humides à grandes herbes, la ZNIEFF du gave de Pau est constituée d'eaux douces stagnantes comme unique biotope déterminant. Concernant la faune, seule la ZNIEFF du lac d'Artix compte des espèces jugées déterminantes, avec des amphibiens, des coléoptères, ou encore des mammifères comme la loutre d'Europe (Lutra lutra) et le putois (Mustela putorius putorius). Le desman des Pyrénées (Galemys pyrenaicus) est mentionné comme étant une autre espèce présente dans la ZNIEFF du gave de Pau.

Spécimens de la faune présente sur le gave de Pau (sélection).
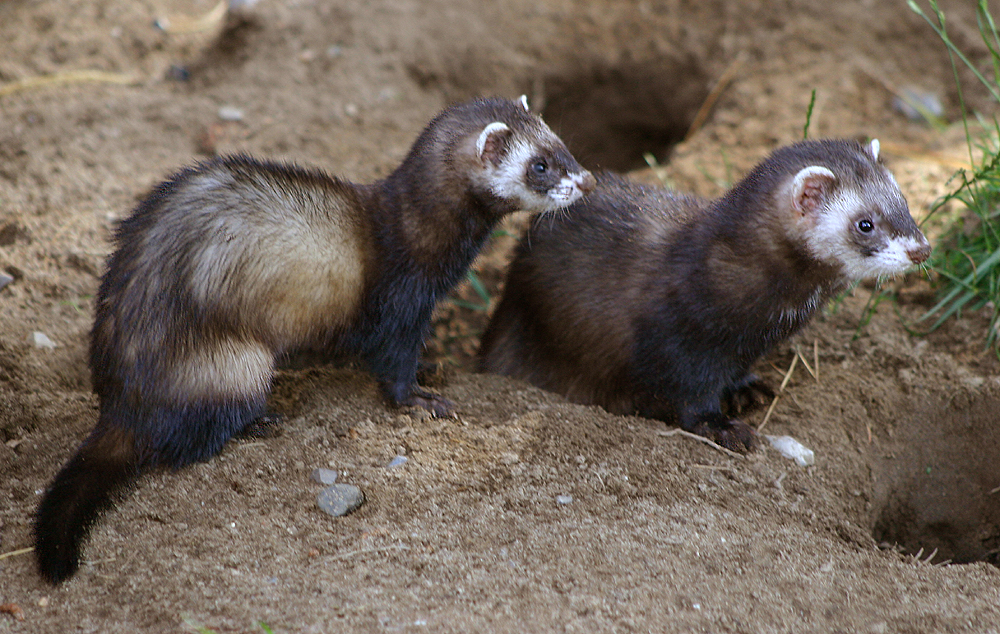
Putois.
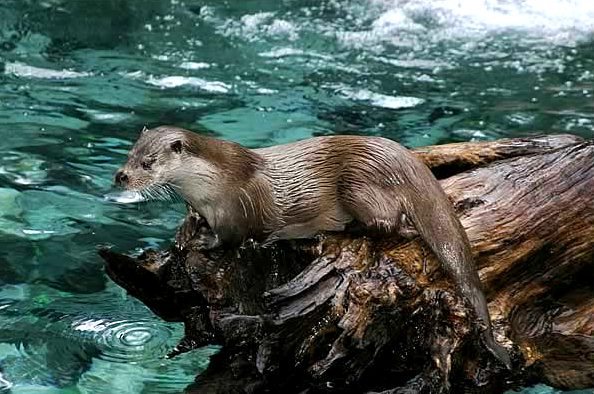
Loutre d'Europe.
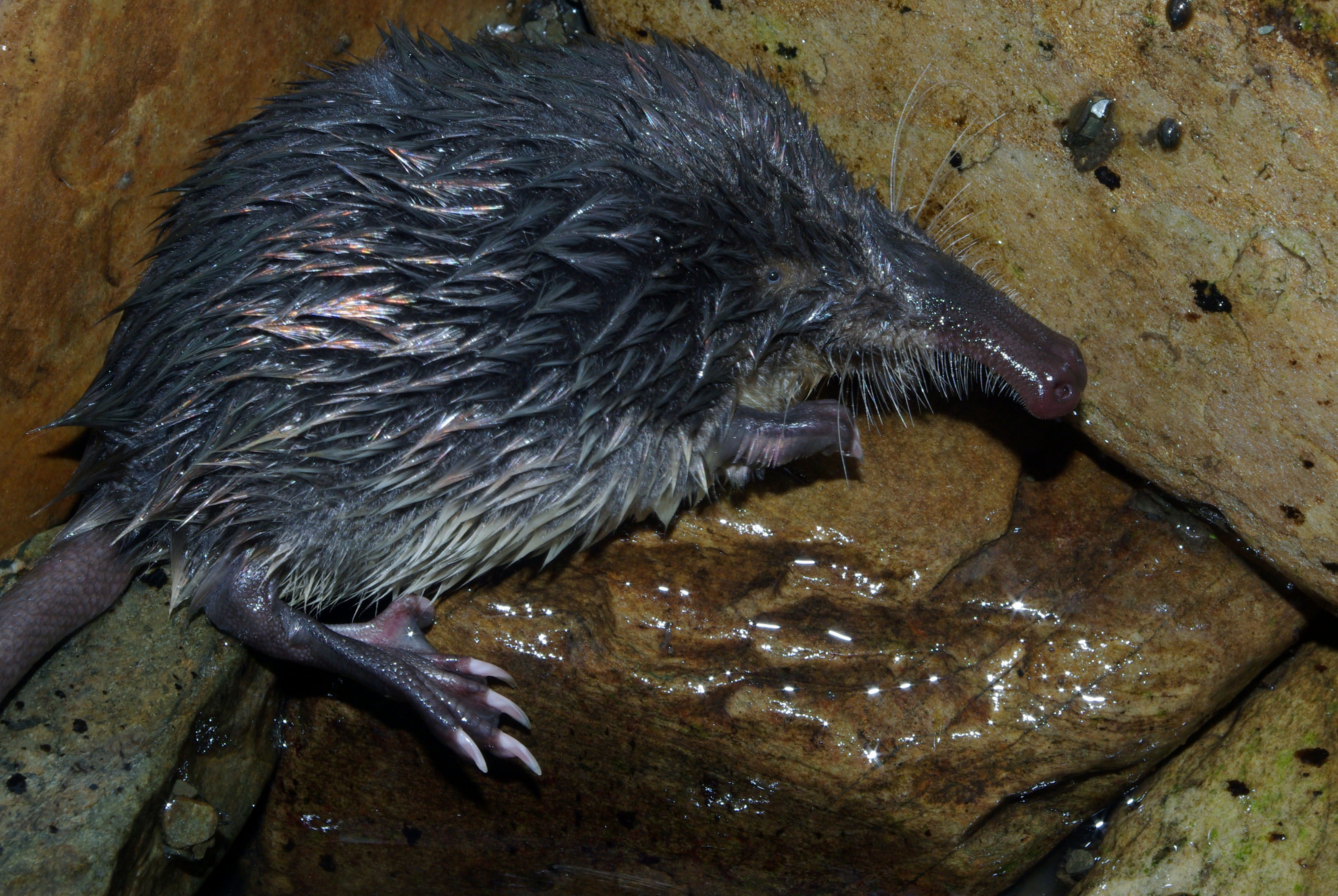
Desman des Pyrénées.
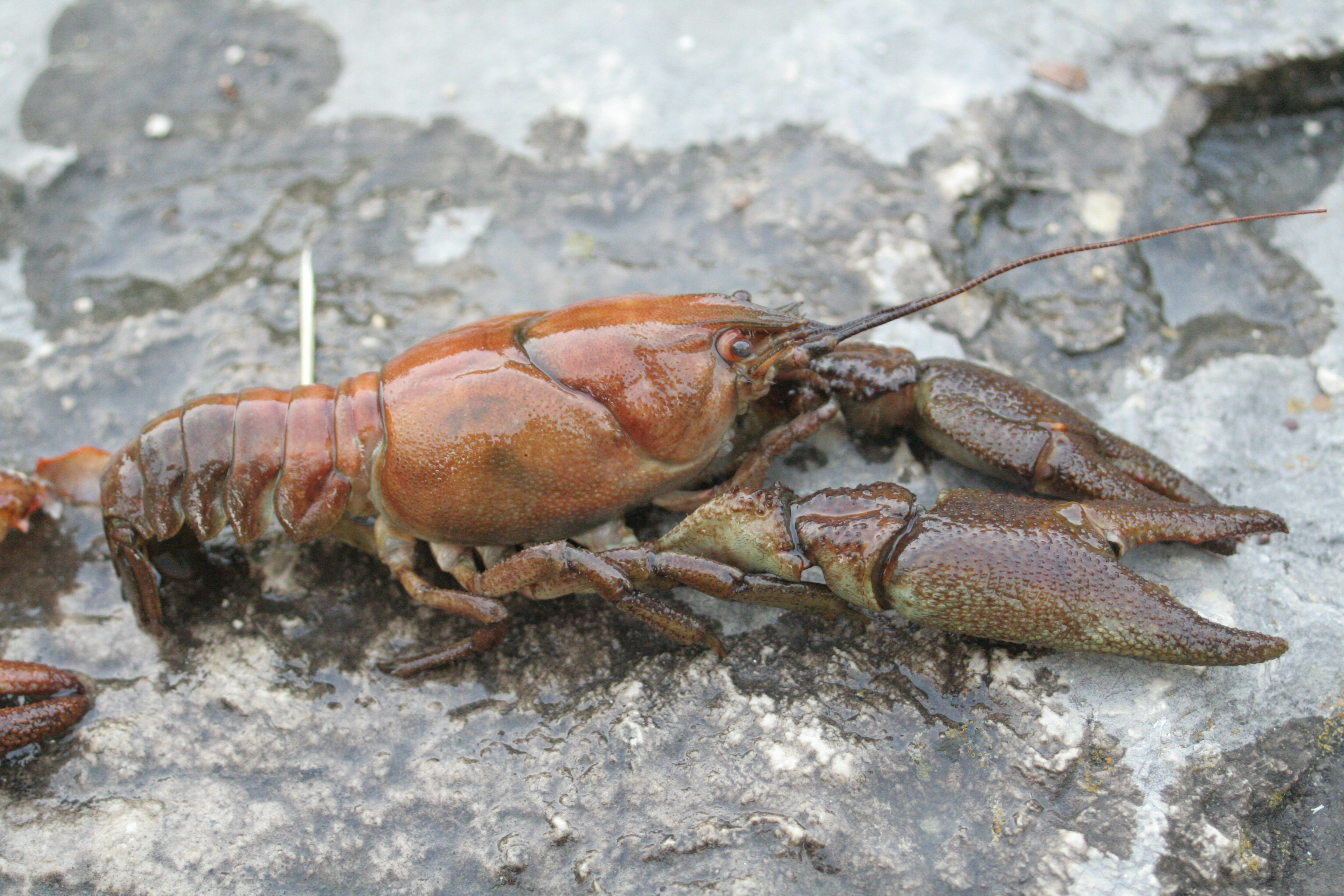
Écrevisse à pattes blanches.
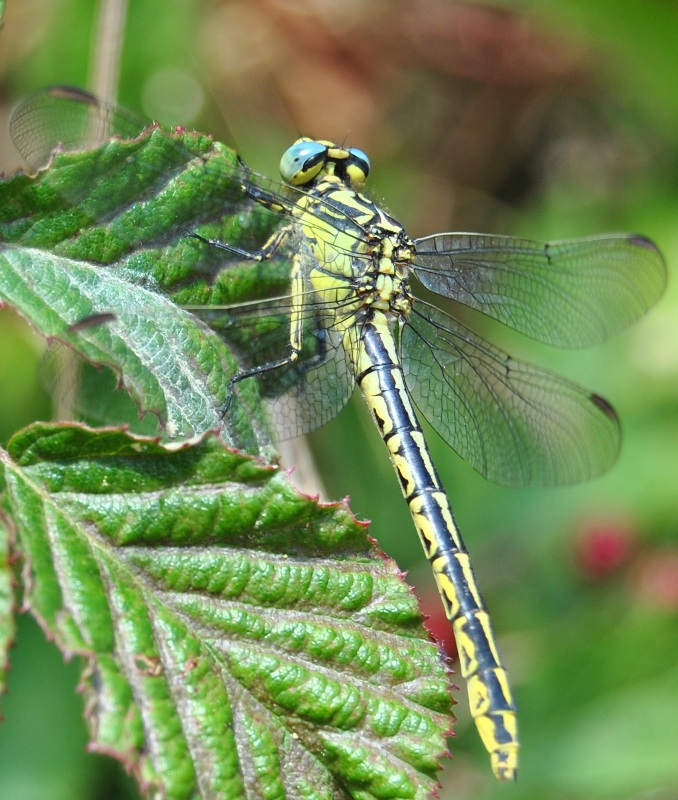
Gomphe de Graslin.

#### Parcs et jardins

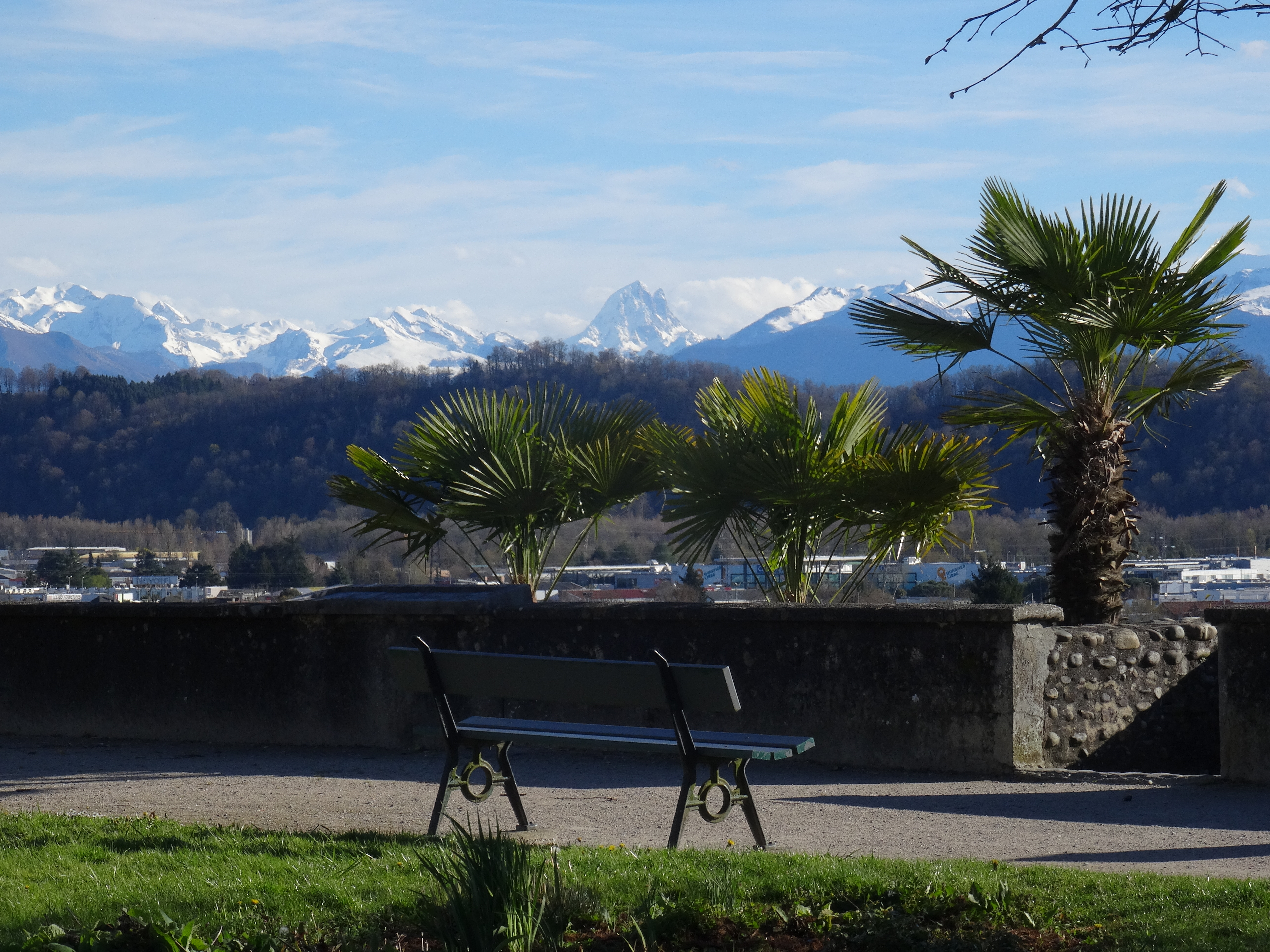
Le jardin de la place Royale offre une vue dégagée sur la Basse-Ville et les Pyrénées.

La commune entretient plus de 600 000 m2 de pelouse, 12 000 m2 de massifs composés et compte 2 674 arbres sur son territoire. Lescar compte plusieurs espaces naturels aménagés, comme le lac des Carolins au nord de la commune. En réalité composé de deux bassins de 0,5 et 2 ha, il est alimenté par les eaux de l'Ousse des Bois. Le territoire communal s'étend sur une partie des lacs de Laroin, un espace aménagé sur d'anciennes gravières du groupe Daniel. Le parc de Beneharnum, au pied des remparts, le jardin de la place Royale ou encore le parc de l'hôtel de ville sont d'autres espaces mis en valeur par les équipes municipales.
Porté par l'agglomération Pau-Béarn-Pyrénées, le projet de parc naturel urbain (PNU) du gave de Pau traverse la commune. Sa constitution vise à permettre aux habitants de découvrir les richesses patrimoniales et écologiques des berges et du gave de Pau. Une première tranche du projet est livrée en 2017, permettant de relier par une voie verte Mazères-Lezons à Billère. Lescar n'est donc pas encore concernée par l'aménagement. L'exploitation en cours de gravières le long du gave freine le déploiement du PNU de la commune. En 2011, il était prévu que le groupe Daniel pourrait continuer d'exploiter son site pendant quatre ans, avec reconversion progressive en espace naturel. Une autre zone de 20 ha, pour une exploitation de dix ans, devait alors prendre le relais.

## Urbanisme

### Typologie
Au 1er janvier 2024, Lescar est catégorisée ceinture urbaine, selon la nouvelle grille communale de densité à sept niveaux définie par l'Insee en 2022.
Elle appartient à l'unité urbaine de Pau, une agglomération intra-départementale regroupant 55  communes, dont elle est une commune de la banlieue,,. Par ailleurs la commune fait partie de l'aire d'attraction de Pau, dont elle est une commune de la couronne,. Cette aire, qui regroupe 227 communes, est catégorisée dans les aires de 200 000 à moins de 700 000 habitants,.

### Occupation des sols

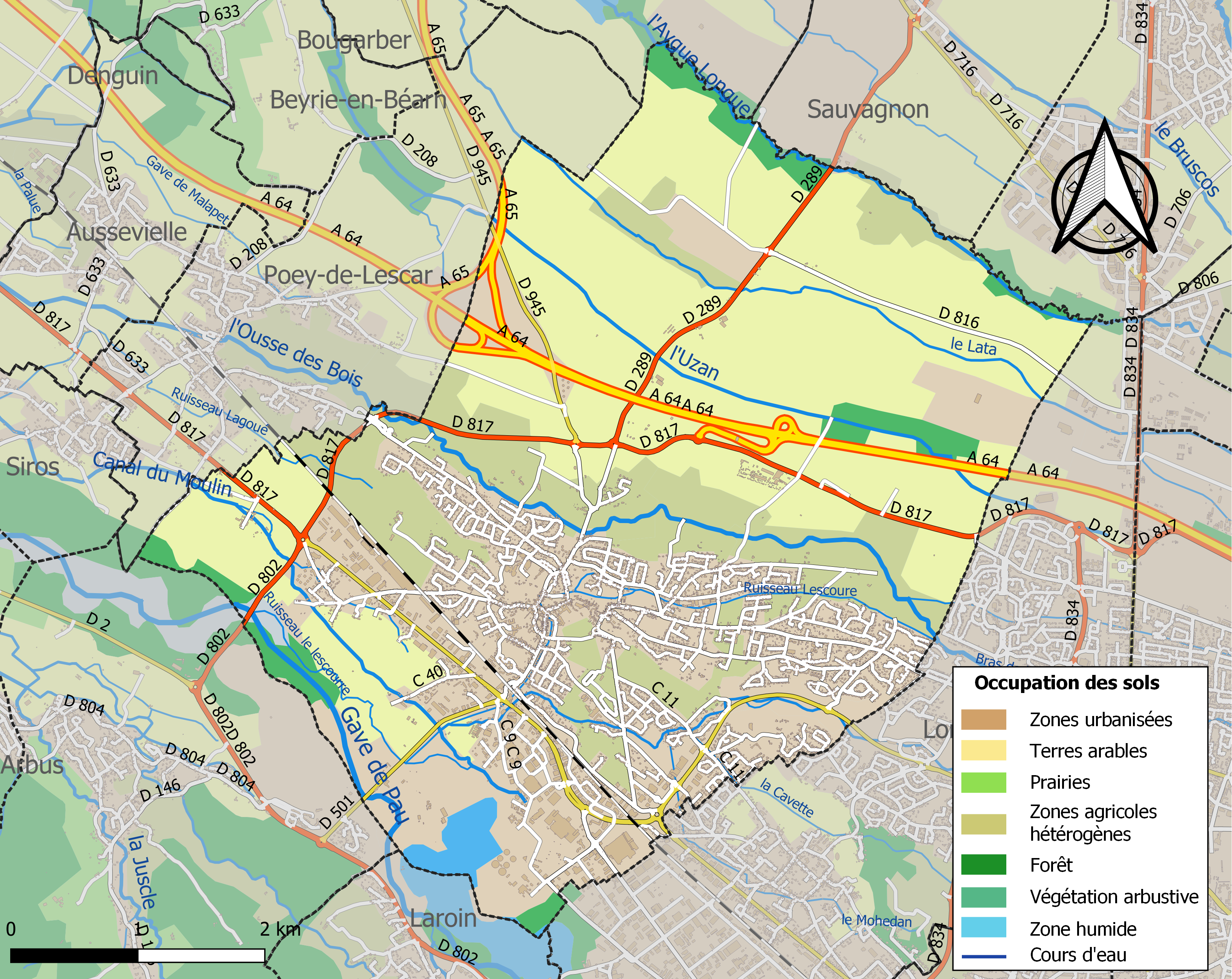
Carte des infrastructures et de l'occupation des sols de la commune en 2018 (CLC).

L'occupation des sols de la commune, telle qu'elle ressort de la base de données européenne d’occupation biophysique des sols Corine Land Cover (CLC), est marquée par l'importance des territoires agricoles (58,8 % en 2018), en diminution par rapport à 1990 (68,3 %). La répartition détaillée en 2018 est la suivante : 
terres arables (42,2 %), zones agricoles hétérogènes (16,6 %), zones urbanisées (16,2 %), zones industrielles ou commerciales et réseaux de communication (15,6 %), forêts (3,9 %), espaces verts artificialisés, non agricoles (2,1 %), mines, décharges et chantiers (2 %), eaux continentales (1,1 %), espaces ouverts, sans ou avec peu de végétation (0,3 %).
L'IGN met par ailleurs à disposition un outil en ligne permettant de comparer l’évolution dans le temps de l’occupation des sols de la commune (ou de territoires à des échelles différentes). Plusieurs époques sont accessibles sous forme de cartes ou photos aériennes : la carte de Cassini (XVIIIe siècle), la carte d'état-major (1820-1866) et la période actuelle (1950 à aujourd'hui).

### Développement urbain

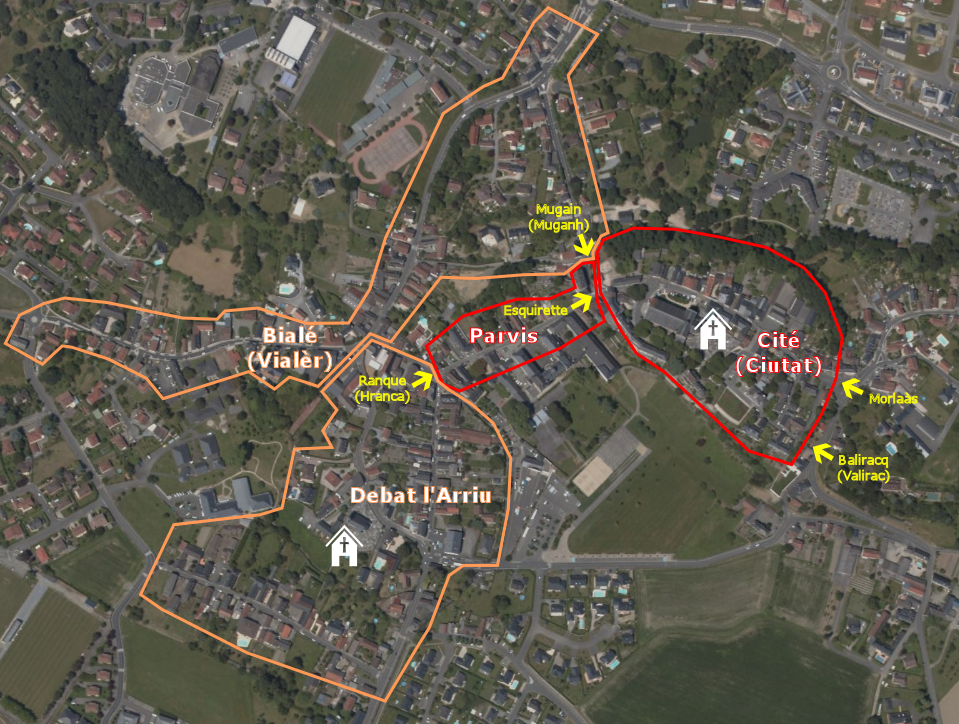
Les quatre vics historiques de Lescar.

Durant le Haut-Empire romain, l'essentiel de l'agglomération de Beneharnum était situé dans la Basse-Ville de l'actuelle Lescar, mise à part une occupation rurale dans le quartier de la cathédrale. Durant cette période, la cité atteint une étendue maximale de 10 à 12 ha. Des indices d'occupation sont décelés à partir du Ier siècle, avec des habitations de 300 à 600 m2 en rive droite du gave de Pau. Cette cité naissante est encore fragile car une bonne partie de cet habitat est abandonnée dès la fin du siècle. Ce n'est qu'à partir de la deuxième moitié du IVe siècle que l'agglomération semble de nouveau prospérer avec l'aménagement d'un petit hameau dans le quartier actuel du Bialé. La Haute-Ville est, quant à elle, remparée pour la première fois à partir du Ve siècle. Dans cette citadelle de 2,6 ha, l'habitat est très peu dense, cette zone joue la fonction d'une citadelle-refuge avec la présence d'un grand ensemble bâti, qui pourrait être un groupe cathédral.

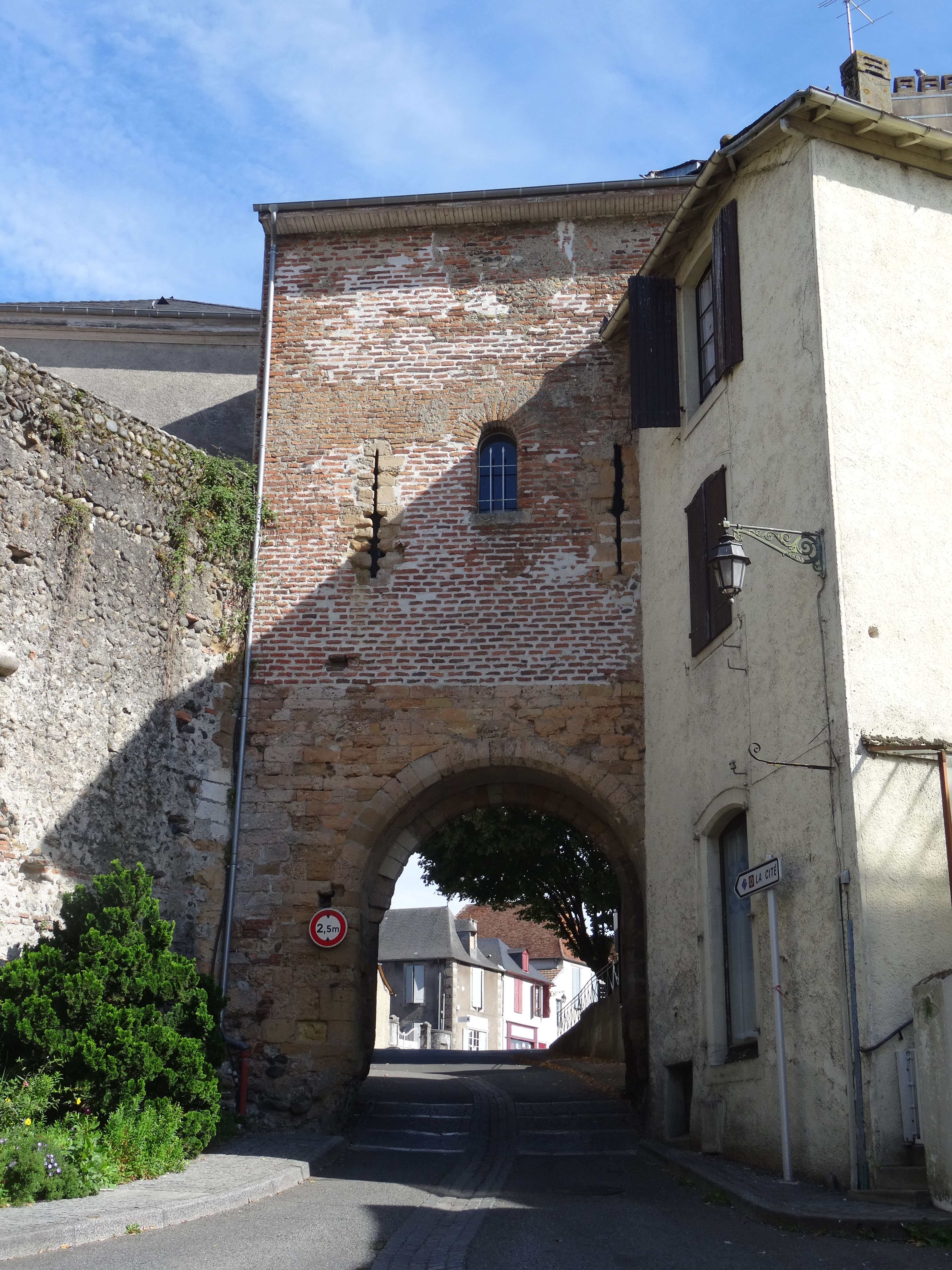
Porte de l'Esquirette.

Les diverses fouilles archéologiques permettent de retracer l'urbanisation de la cité au cours des siècles. Ainsi, l'espace dans lequel se situe alors Beneharnum est très humide. Les habitants aménagent donc la cité afin de la prémunir des risques d’inondation. Trois principaux types d'aménagements sont, ainsi, mis en place : des équipements de berges, des conduites avec un véritable réseau d'égouts et des captages d'eaux d'infiltration. Beneharnum est également équipée de très larges artères urbaines puisque les fouilles permettent de déceler une rue de 18 mètres de largeur environ. Cela révèle le caractère semi-urbain de l'agglomération, ces axes devant accueillir la circulation de la ville mais aussi des activités rurales gourmandes en espace (circulation et parcage des troupeaux, marchés etc.). L'habitat de la cité est fortement hiérarchisé avec de simples campements pastoraux en périphérie, des masures, des maisons de ville d'environ 300 m2, des demeures de haut standard de plus de 600 m2 et des villas suburbaines comme la villa du quartier Sent Miquèu, de 3 000 m2 de surface au sol.

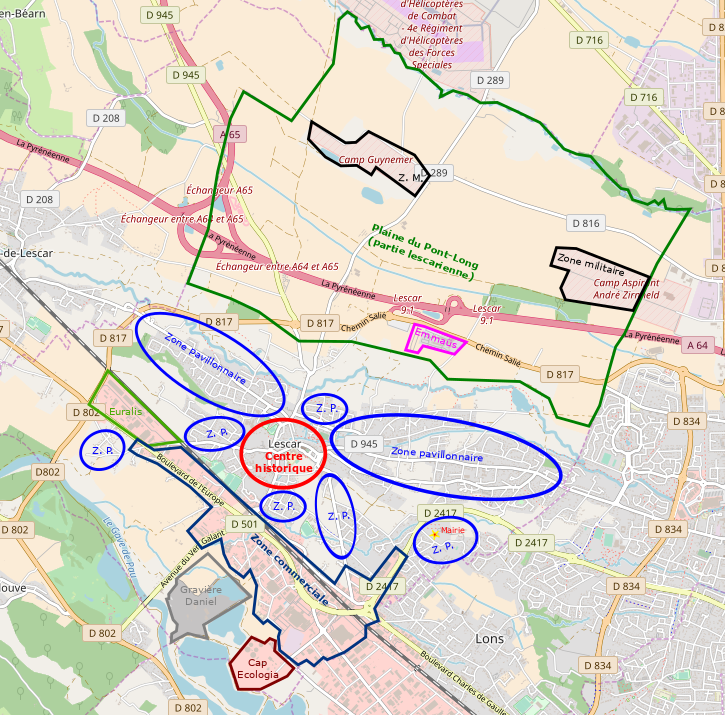
Lescar a connu une forte expansion urbaine à partir des années 1960.

La cité de Beneharnum subit les invasions barbares à partir du IIIe siècle, elle ne se relève pas d'une série d'attaques entre le VIIe et le IXe siècle, notamment par les Sarrasins puis les Normands. Marca écrit que le sol de l'ancienne ville ne nourrit plus « qu'une sombre et épaisse forêt ». La cité se reconstruit au cours du Xe siècle, reprenant au passage sa dénomination originale. Lescar se regroupe alors autour de sa Haute-Ville, bien que le quartier Saint-Julien en Basse-Ville continue de former un noyau urbain distinct. La cathédrale nouvelle, bâtie à partir de la fin du XIe siècle, représente le cœur de la Cité (Ciutat). Cette Cité est protégée par le renforcement des remparts antiques, tandis que plusieurs portes permettent d'y accéder : la porte de l'Esquirette à l'ouest, la porte de Morlaàs à l'est et la porte de Baliracq (Valirac) au sud-est. La ville s'agrandit par la suite vers le sud, de la porte de l'Esquirette jusqu'au bas de la pente : il s'agit du quartier du Parvis (ou Paradis). Celui-ci est également remparé, avec un accès possible au sud par la porte de Ranque (Hranca), et au nord par la porte de Mugain (Muganh). C'est durant la période allant du XIIIe au XIVe siècle que la ville gagne sa légende de cité septénaire.
Le terrier de Lescar de 1643 définit quatre vics (ou quartiers) dans la ville. Deux vics sont fermés, ou remparés :  la Cité et le Parvis. Deux autres vics sont ouverts (et non remparés), le vic de Debat l'Arriu et celui du Bialé (Vialèr). Ces deux vics ouverts permettent l'accueil de nouvelles constructions, notamment de bâtiments agricoles, constituant des faubourgs pour la ville. Cette structuration urbaine de la ville, avec la constitution de plusieurs hameaux ou lieux-dits, se maintient sans grand changement jusqu'au milieu du XXe siècle. À partir des années 1960, l'espace urbain de la commune connaît une très forte extension dans un contexte de périurbanisation. Des lotissements pavillonnaires apparaissent tout d'abord le long de la route de Tarbes, puis autour des quartiers ouverts et des hameaux. C'est à cette même époque que commence à se constituer la zone commerciale actuelle entre la voie ferrée et le gave de Pau. La commune conserve aujourd'hui environ 45 % de surfaces agricoles, la volonté communale étant de préserver cette proportion en densifiant les constructions, avec de l'habitat collectif par exemple.

L'urbanisation de Lescar (sélection).
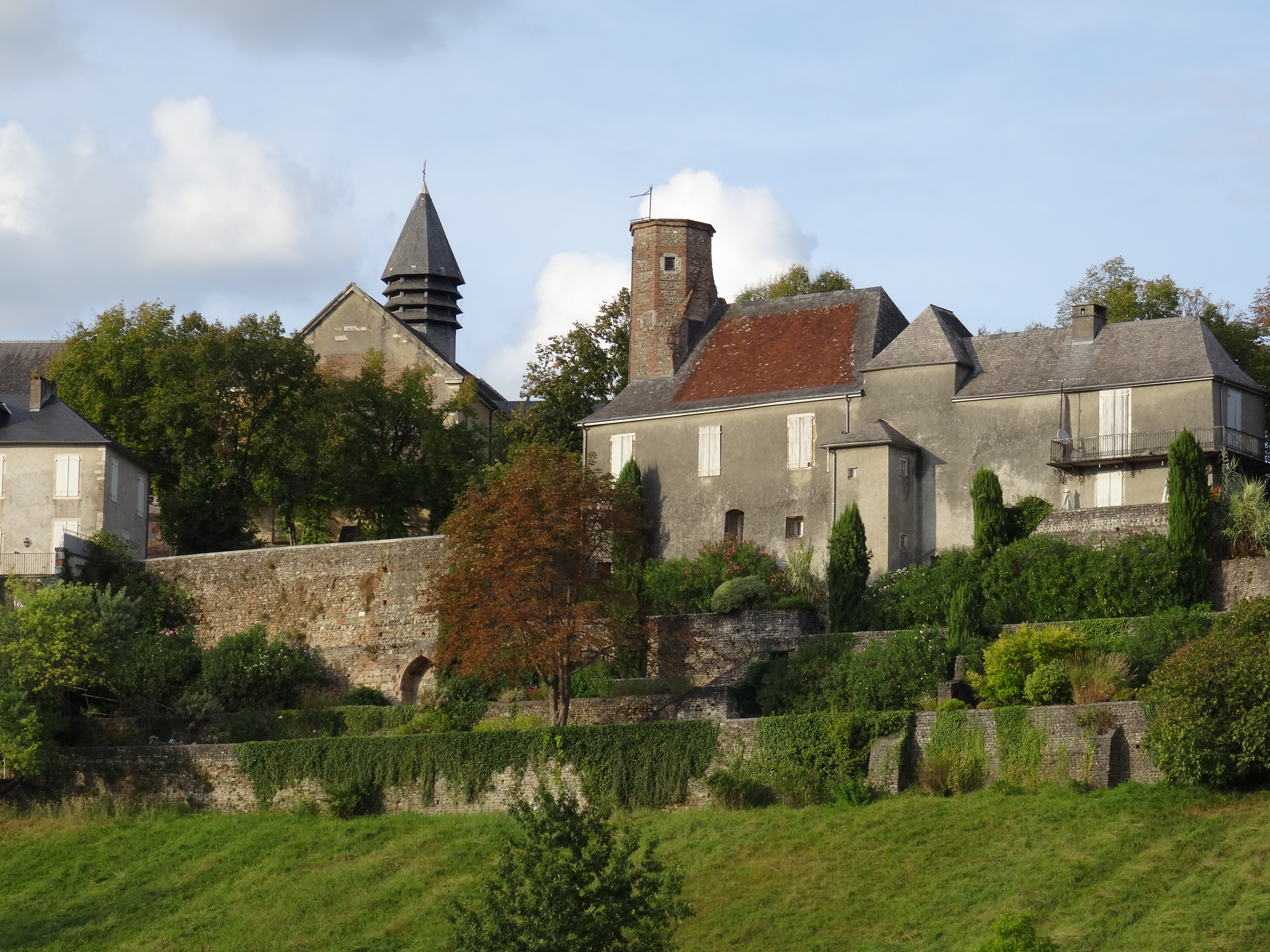
La Haute-Ville (Cité) est remparée pour la première fois au Ve siècle.
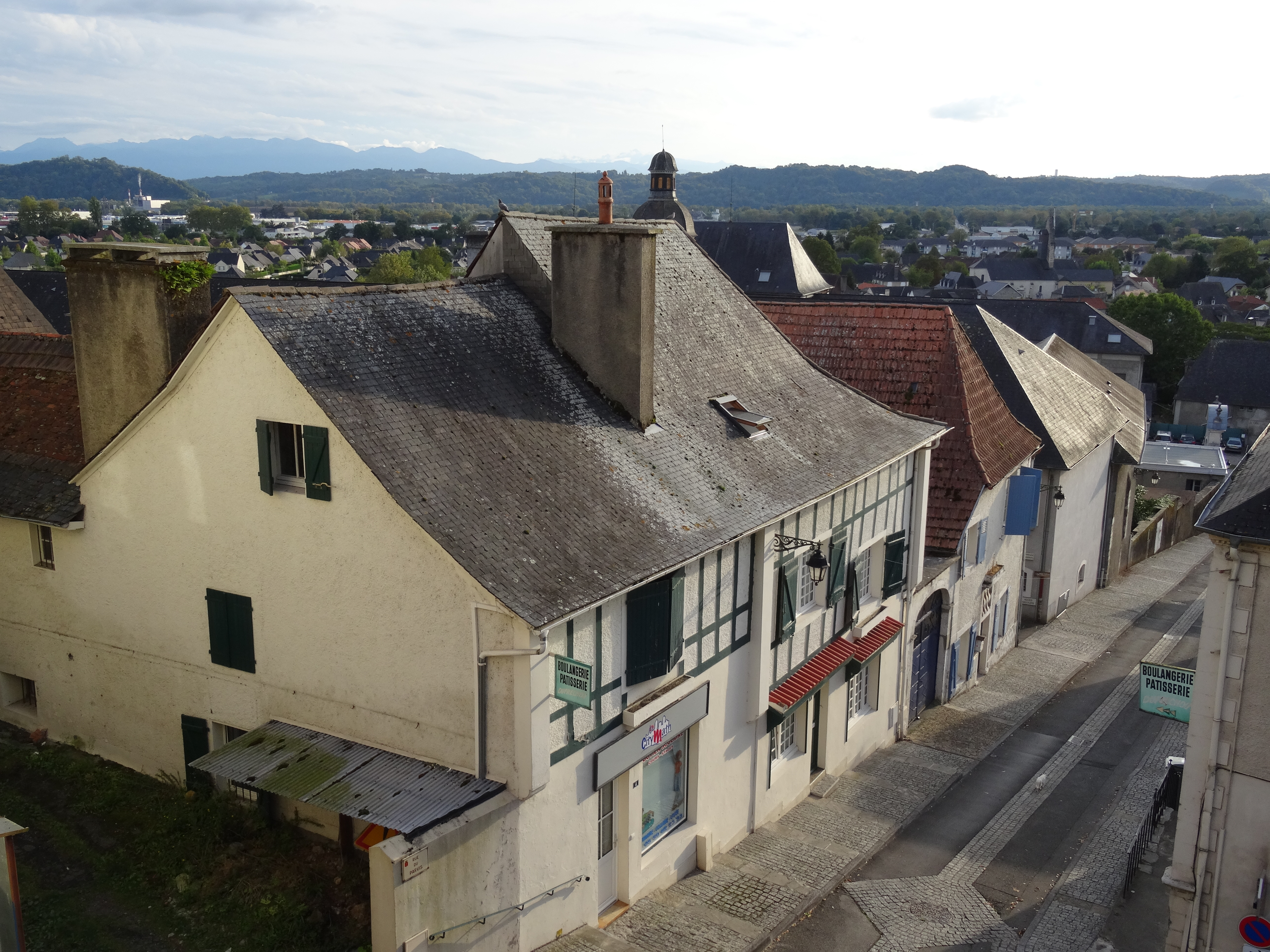
Le vic du Parvis rejoint la Basse-Ville et la Haute-Ville.
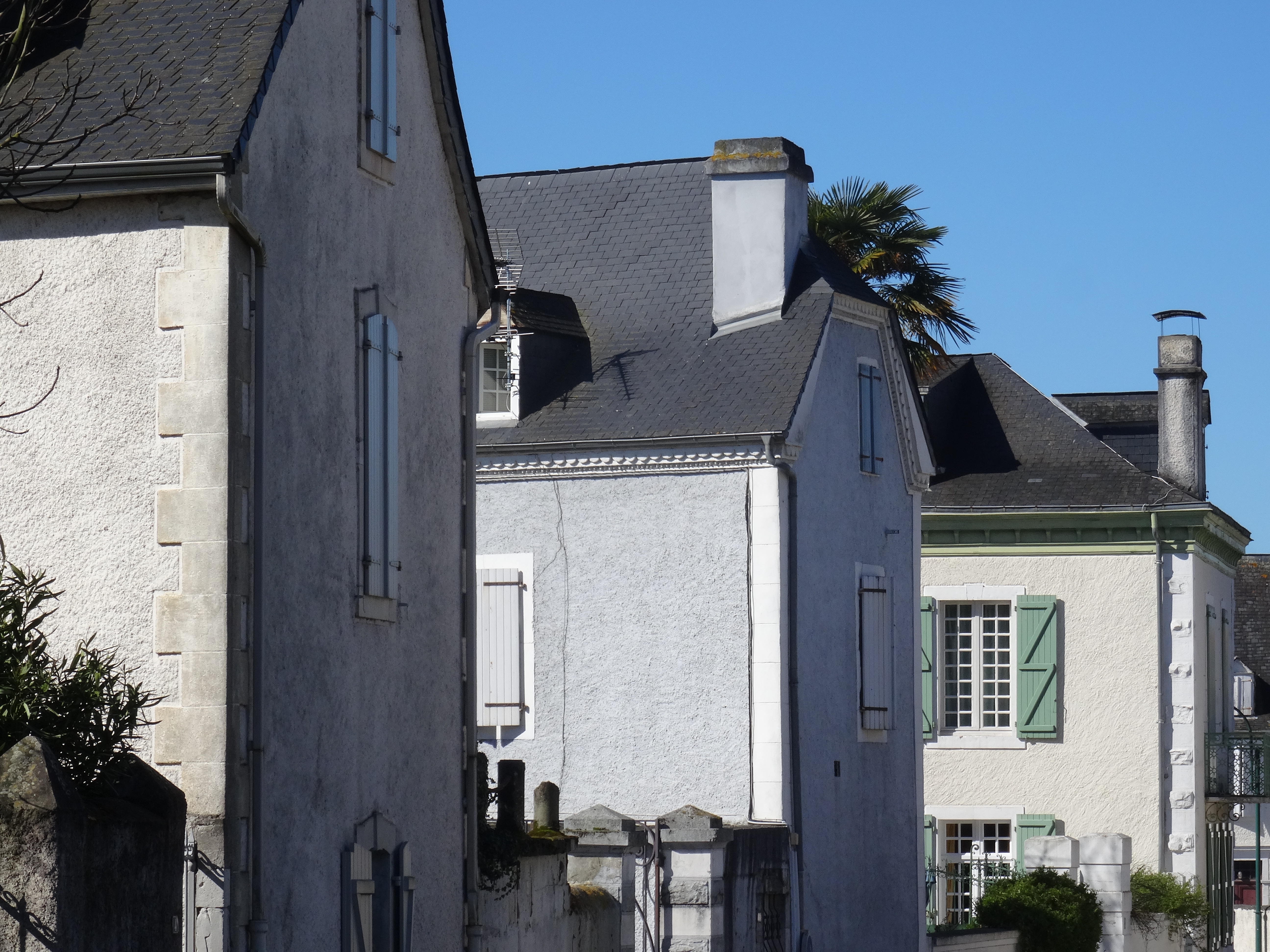
Des fermes dans le vic ouvert du Bialé.
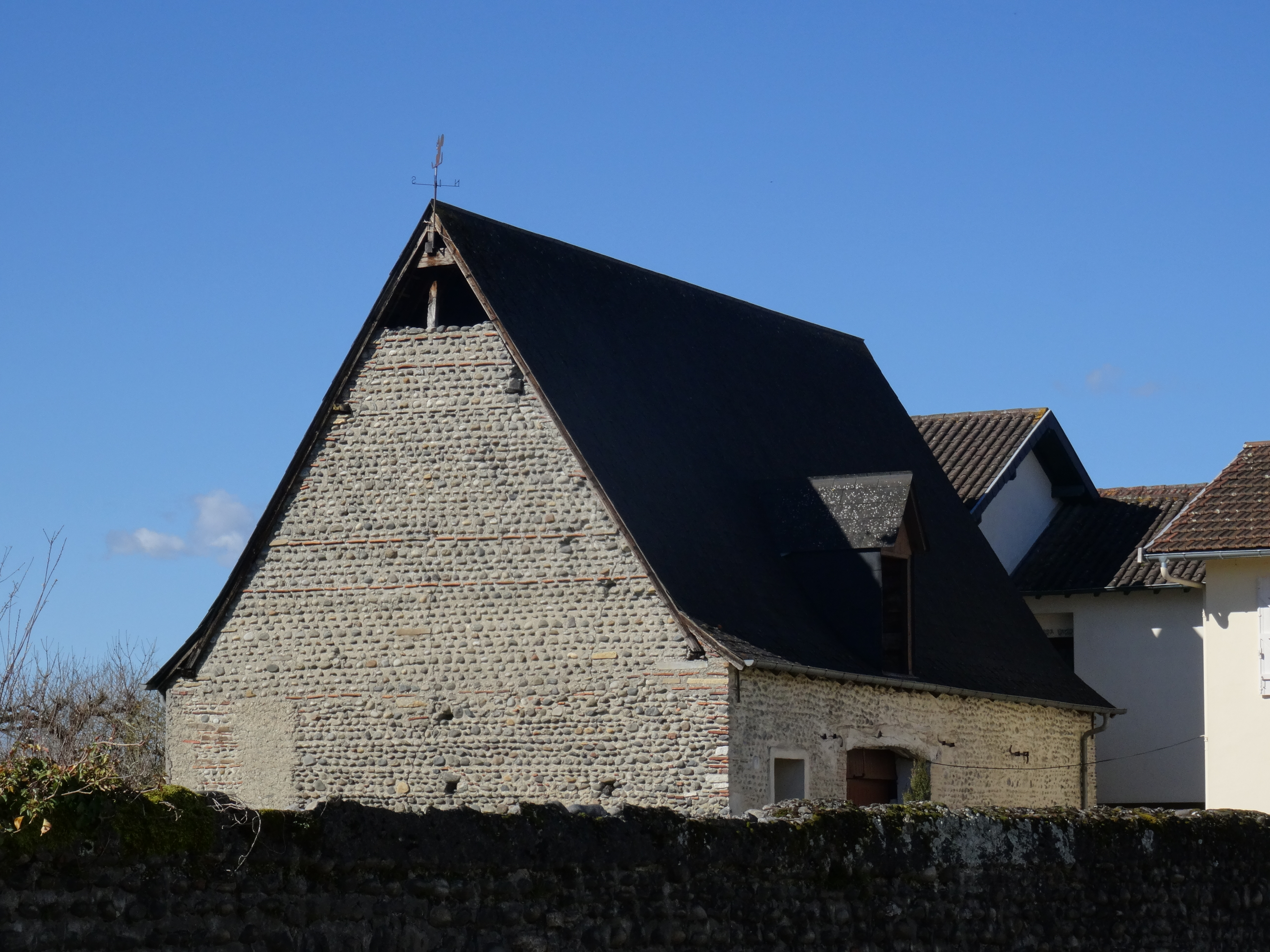
Une borde en galets dans le vic de Debat l'Arriu.
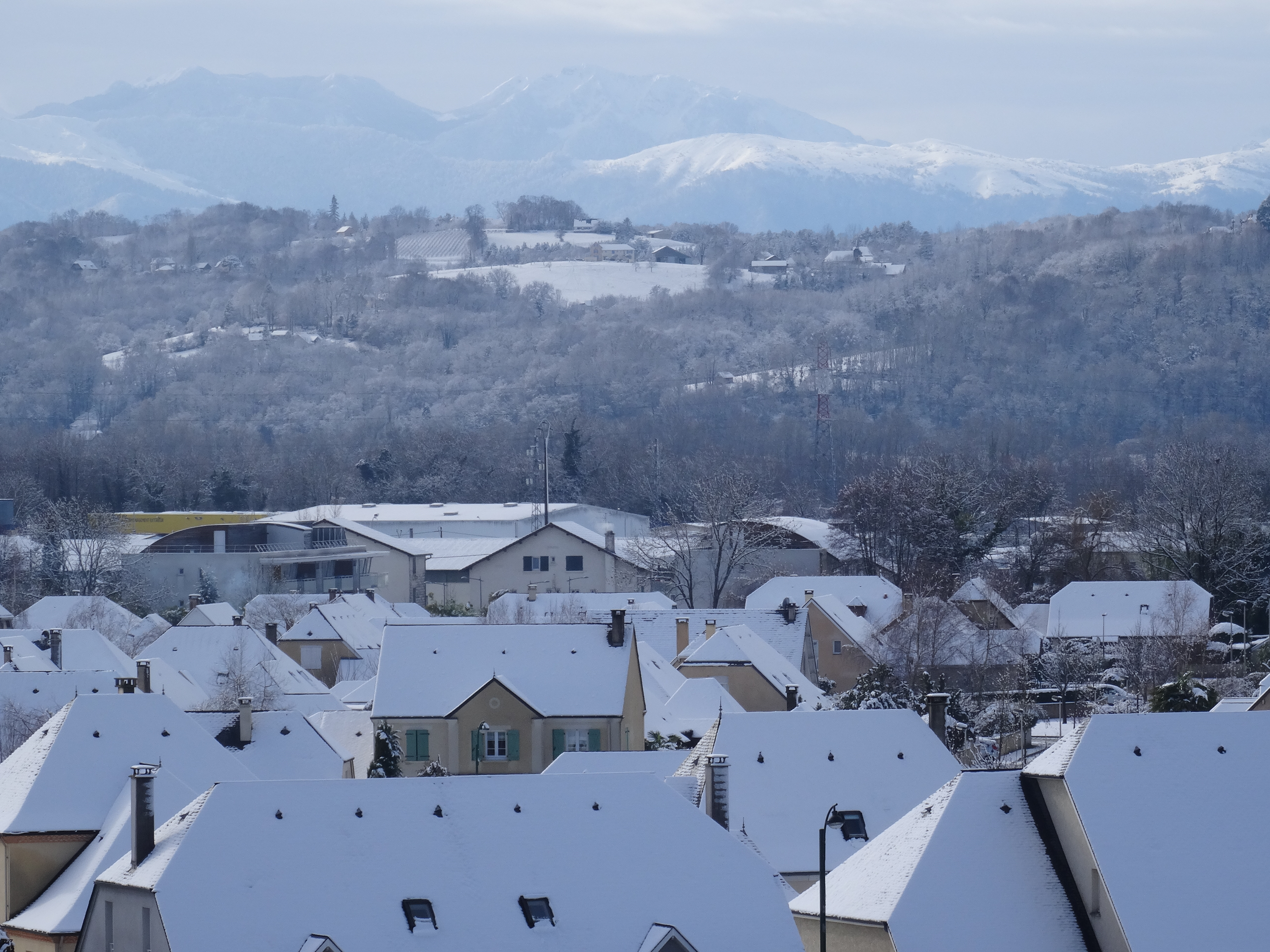
De nombreux quartiers pavillonnaires se développent à partir des années 1960.

### Logements

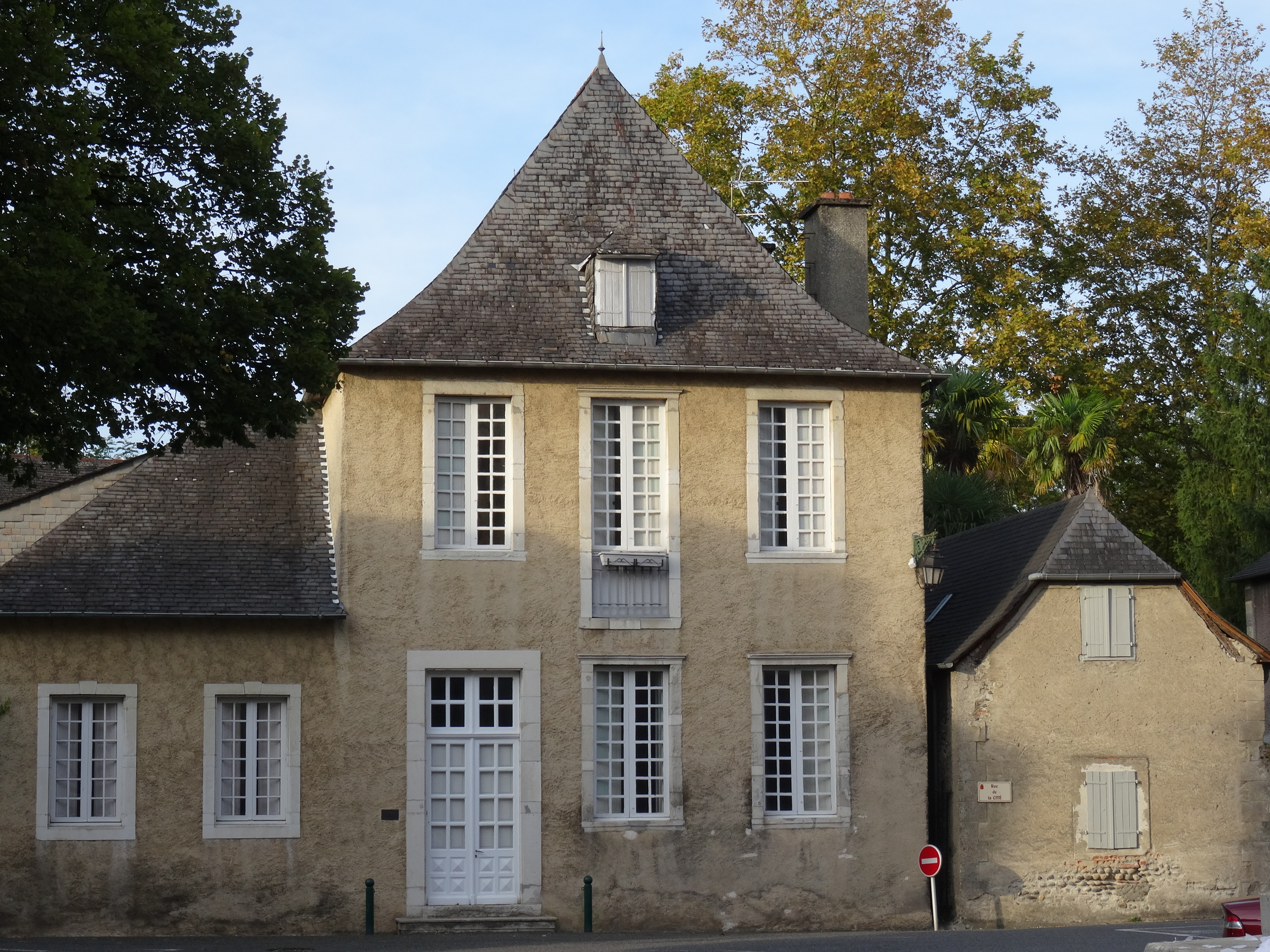
Maison dite du Prince dans la Cité.

En 2014, le nombre total de logements dans la commune était de 4 241, alors qu'il était de 3 858 en 2009.
Parmi ces logements, 94,9 % étaient des résidences principales, 1,0 % des résidences secondaires et 4,1 % des logements vacants. Ces logements étaient pour 75,7 % d'entre eux des maisons individuelles et pour 22,8 % des appartements.
La proportion des résidences principales, propriétés de leurs occupants était de 65,7 %, en diminution par rapport à 2009 (68,0 %). La part de logements HLM loués vides était de 11,4 % contre 11,0 %, leur nombre étant en augmentation, 458 contre 404.

### Planification de l'aménagement
Le schéma de cohérence territoriale (ou SCOT) du pays du Grand Pau a été approuvé par le comité syndical du syndicat mixte du Grand Pau le 29 juin 2015. Lors de son élaboration, il concerne 145 communes et 9 intercommunalités qui regroupaient 221 000 habitants, 110 000 logements et 100 000 emplois en 2010. Lescar est incluse dans les limites du « Cœur de Pays », comprenant les sept communes les plus agglomérées autour de Pau.
Dans son diagnostic territorial, le SCOT prévoit une population de 263 000 habitants à l'horizon 2030, soit une augmentation de 42 000 habitants en 20 ans. Afin de satisfaire cette évolution, le besoin de production annuelle de logements a été estimé à 1 450. Les élus ont pour cela fait le choix d'un modèle de développement en « archipel ». Le SCOT prévoit de renforcer l'attractivité de ce « Cœur de Pays » en y concentrant 60 % de la production annuelle de logements du Grand Pau, soit 865 logements par an, contre 750 logements annuels (soit 53 %) durant la période 1999-2009. Le SCOT assigne un potentiel de 240 hectares, soit environ 15 hectares par an, pour les besoins des entreprises actuelles et futures du territoire. Il impose également la réduction de 50 % de la consommation foncière par un « urbanisme de projet », avec un objectif fixé à 852 hectares durant les dix prochaines années contre 1 750 hectares durant la période 1998-2008.
Le plan local d'urbanisme (PLU) de la commune de Lescar est approuvé le 12 décembre 2012, puis annulé par le tribunal administratif de Pau le 30 septembre 2014. Depuis, le plan d'occupation des sols (POS) prévaut dans la commune en matière d'urbanisme. D'ici la fin 2019, un PLU intercommunal (PLUi) sera appliqué à l'échelle de la communauté d'agglomération de Pau Béarn Pyrénées.

### Voies de communication et transports

#### Réseau routier
La partie nord de la ville de Lescar est traversée dans un axe est-ouest par l'A64 (E80 sous son appellation européenne) dite la Pyrénéenne. Un échangeur autoroutier est inauguré sur la commune en 2010, permettant également de rejoindre la nouvelle autoroute A65 (E7 sous son appellation européenne) dite A'Liénor- autoroute de Gascogne, celle-ci croisant l'A64 sur le territoire de la commune et permettant de rejoindre Langon au nord.

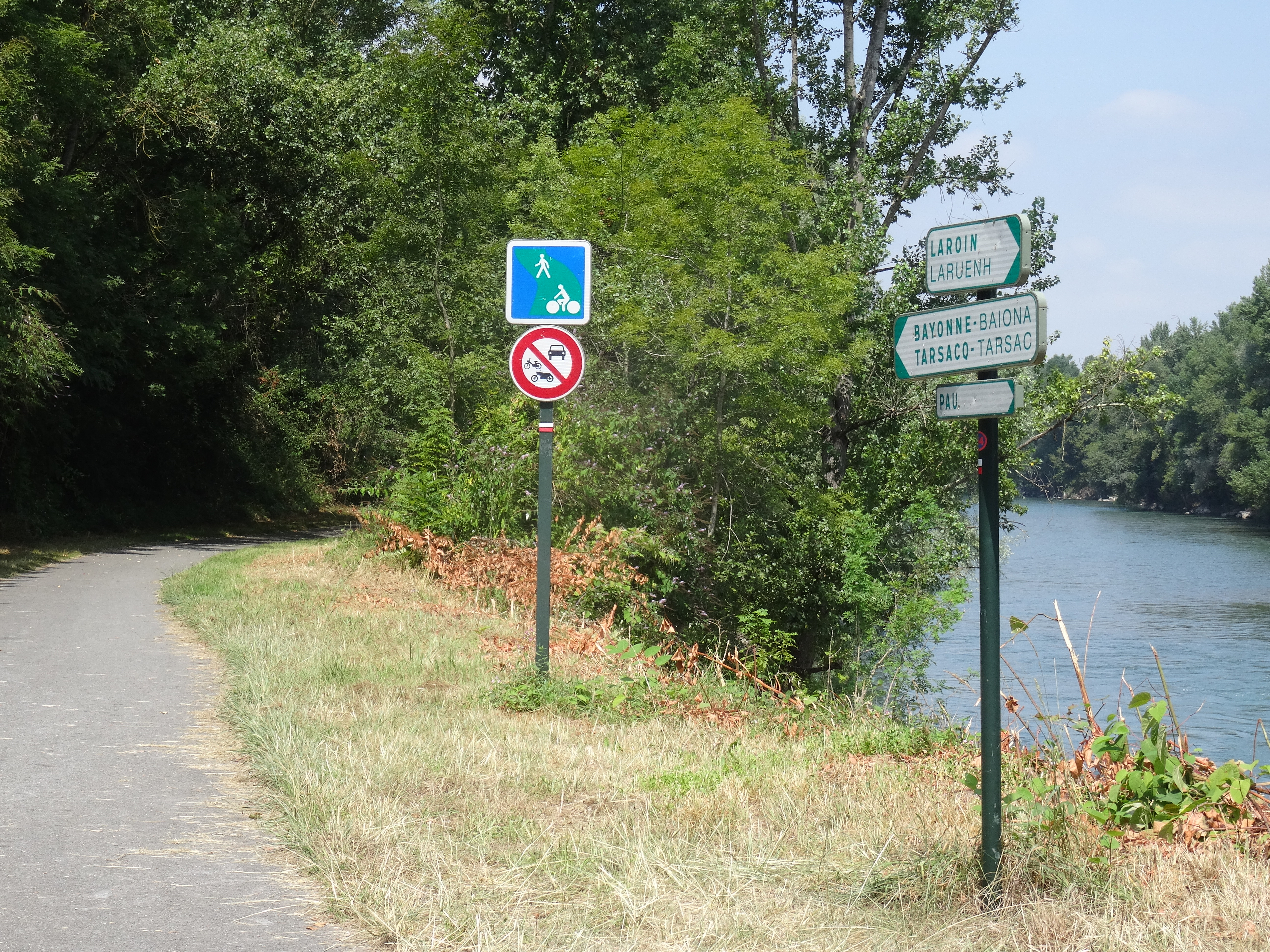
La véloroute Pyrénées-Gave-Adour longe le gave de Pau.

La commune est également desservie par les anciennes routes nationales RN 117, route de Bayonne, et RN 417 (formant une partie de la rocade de Pau) qui sont regroupées sous la seule RD 817 depuis 2006. Cette RN 417 occupait la zone de l'antique voie du Cami Salié permettant de rejoindre le plateau de Ger à l'est et Salies-de-Béarn à l'ouest, connue pour sa production de sel. L'ancienne RN 645, route de Sault-de-Navailles, est quant à elle déclassée en RD 945 depuis 1972. Deux ponts routiers permettent de franchir le gave de Pau sur le territoire de la commune, l'un se situe au niveau de la RD 802, l'autre à la jonction entre l'avenue du Vert Galant et la RD 501.
Le sud de Lescar est longé par la véloroute Pyrénées-Gave-Adour, qui relie Lestelle-Bétharram à Bayonne et s'inscrit dans un itinéraire national allant de l'Atlantique à la Méditerranée (via Collioure). La réalisation de cette véloroute est la conséquence de l'adoption en 2007 d'un « schéma départemental des itinéraires vélo » par le département des Pyrénées-Atlantiques. Les travaux de la partie Laroin-Tarsacq se terminent en 2012.

#### Transport en commun routier

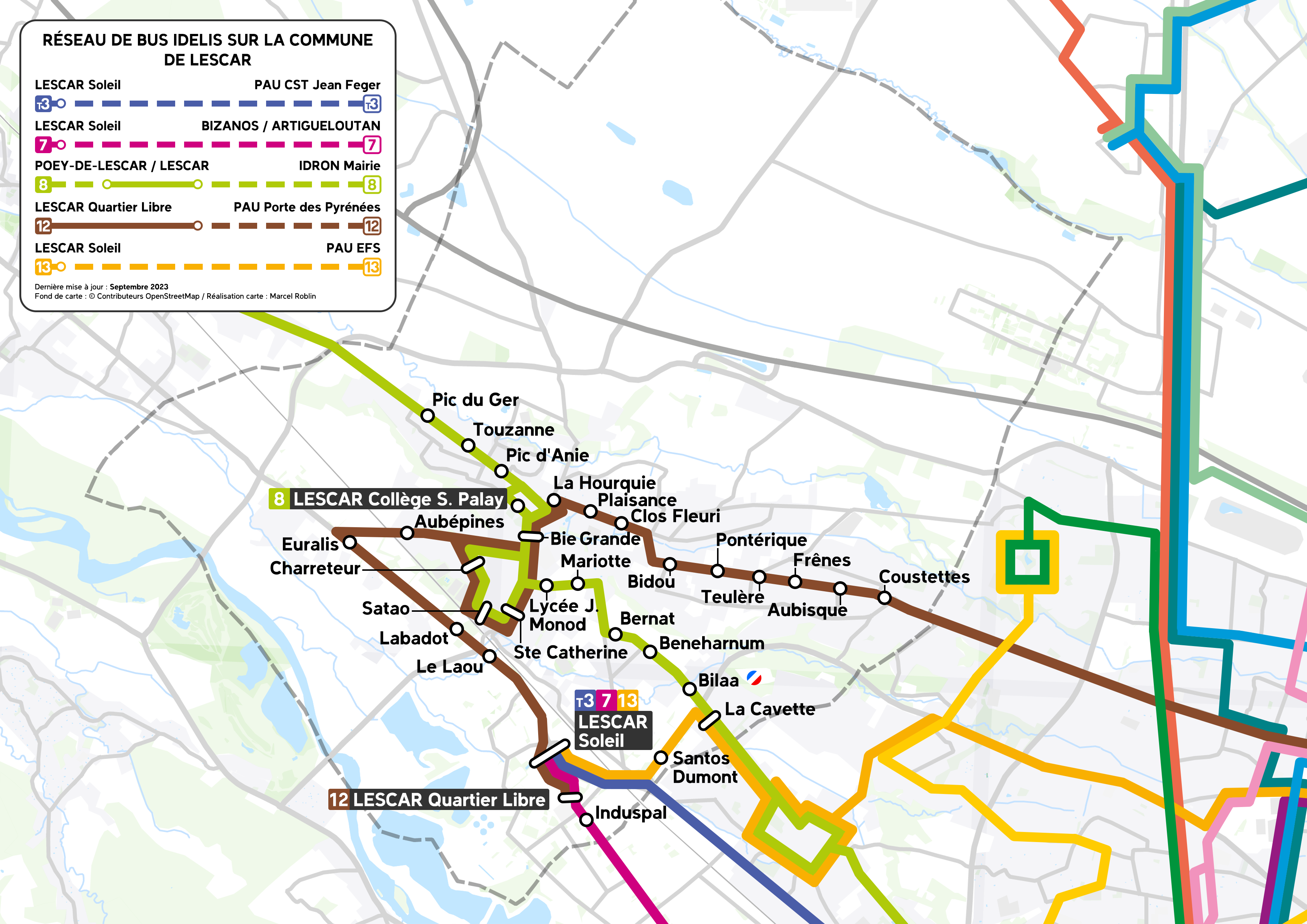
Réseau de bus IDELIS à Lescar

Lescar est desservie par le réseau de bus Idelis, exploité par la Société des transports de l'agglomération paloise (STAP). Organisé autour de l'agglomération paloise, ce réseau dessert la commune par le biais de cinq lignes : 
- Lescar — Soleil / Billère — Lacassagne ↔ Pau — CST Jean Feger
- Lescar — Soleil ↔ Bizanos — Beau Soleil / Artigueloutan — Salle des Fêtes
- Poey-de-Lescar — Z.A. D817 / Lescar — Collège S. Palay ↔ Idron — Mairie
- Lescar — Quartier Libre ↔ Pau — Porte des Pyrénées
- Lescar — Soleil ↔ Pau — EFS

La commune est également desservie par le réseau d'autocars interurbains des Pyrénées-Atlantiques :
- Pau — Rue Mathieu Lalanne ⥋ Orthez — Gare SNCF
- Pau — Centre Hospitalier ⥋ Mourenx — Canastel

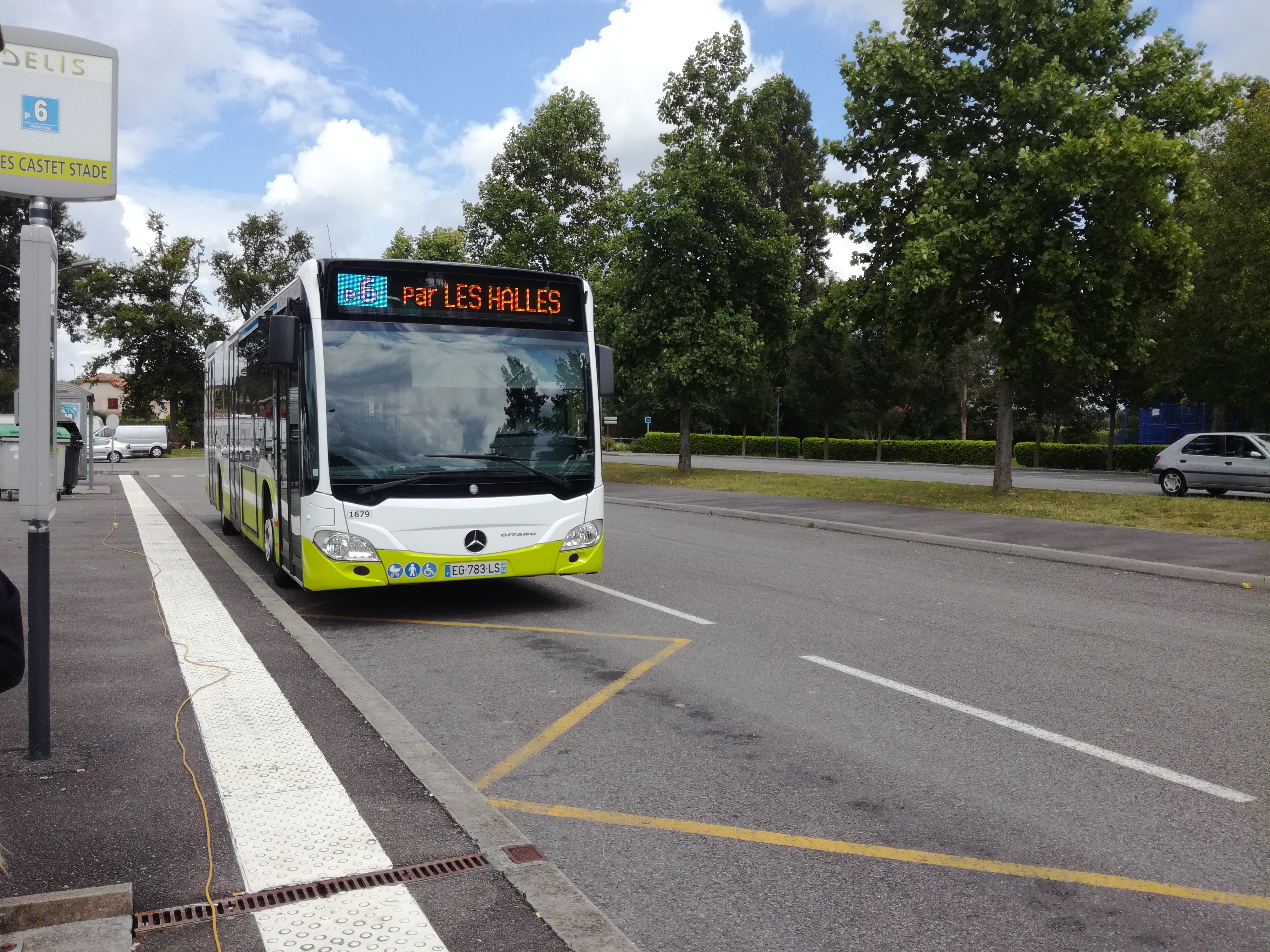
Bus du réseau Idelis

#### Réseau ferroviaire
Lescar se trouve sur la ligne de Toulouse à Bayonne, connue sous le nom de Transversale pyrénéenne. L'ancienne gare de Lescar est détruite par un sabotage de la Résistance dans la nuit du 8 au 9 juin 1944, tuant trois personnes et en blessant deux autres, dont le résistant Joseph Bonnelucq. Les trains de voyageurs ne s'arrêtent plus à la gare reconstruite depuis le 6 août 1974, là partir de 1974, mais la gare est maintenue par la SNCF pour le trafic de marchandises et l'achat de billets voyageurs. Les gares les plus proches se situent à Artix et Pau. De nouvelles installations sont inaugurées le 7 décembre 1987. La gare arrête finalement toute activité à partir de 1996. En 2017, un projet de création d'une halte ferroviaire à Lescar est annoncé par la région.

#### Transport aérien

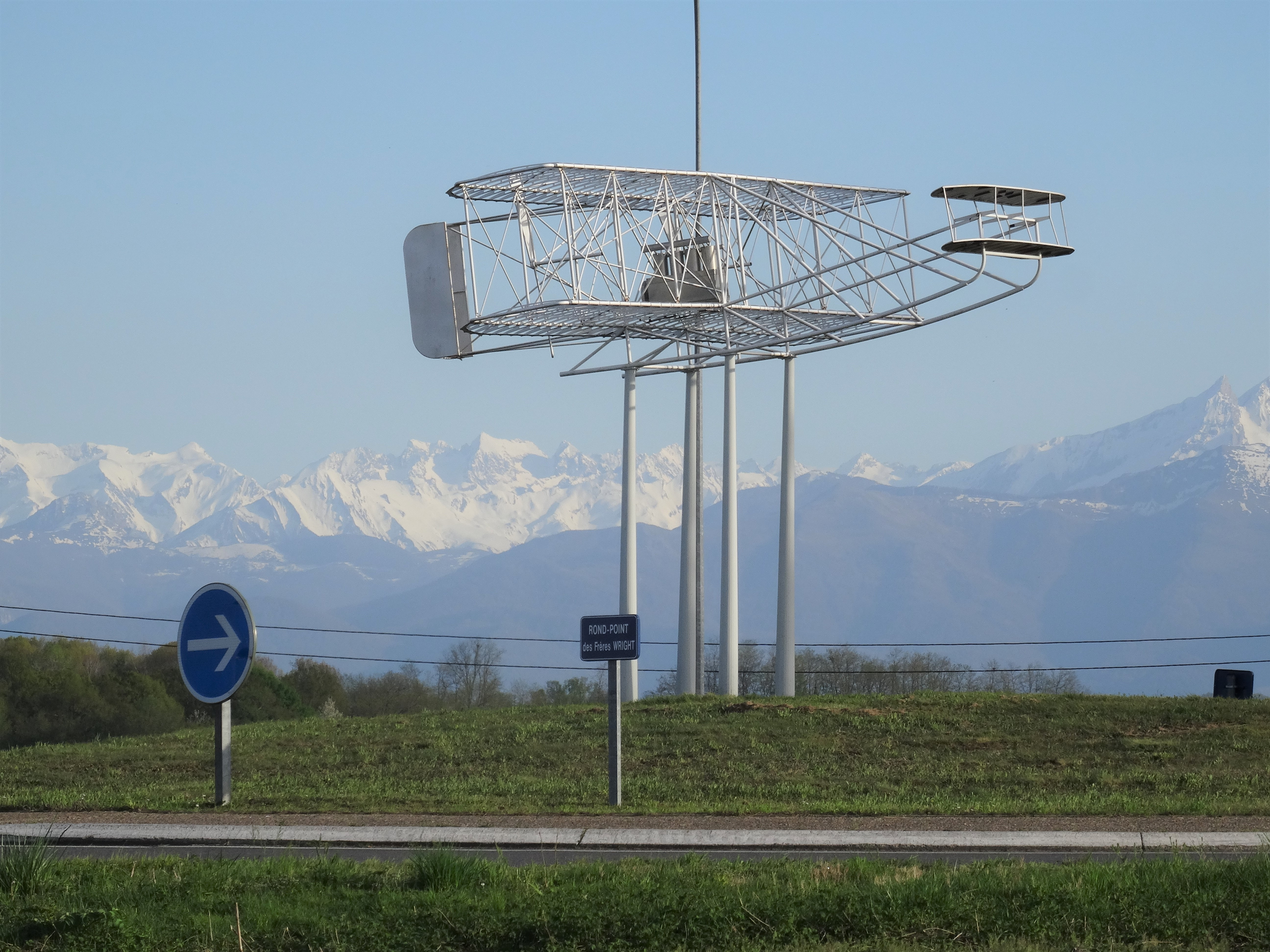
Le rond-point des frères Wright, avec une reproduction de leur flyer.

L'aéroport international de Pau Pyrénées (PUF) se situe à Uzein, à 6 km de Lescar. Celui-ci assure des liaisons quotidiennes avec Paris (Paris-Orly et Paris-CDG), Lyon (aéroport Saint-Exupéry) et Marseille (aéroport Marseille-Provence). D'autres liaisons saisonnières sont assurées vers la Corse ou Marrakech. En 2016, il a enregistré 608 200 passagers. Le territoire communal sert de zone de démonstration aux frères Wright en 1909. La plaine du Pont-Long sert à ces pionniers de l'aviation pour former plusieurs pilotes, il s'agit alors de la première école d'aviation organisée au monde. Construite en 1927, la Chapelle de l'aviation retrace cette histoire lescarienne.

### Risques naturels et technologiques
Le Ministère de la Transition écologique et solidaire identifie plusieurs risques majeurs dans la commune : inondation, risques climatiques, séisme et transport de matières dangereuses. Afin d'informer la population sur ces risques majeurs, l'agglomération Pau-Pyrénées a élaboré et diffusé à la population en 2008 un dossier d'information communal sur les risques majeurs (DICRIM) valable pour l'ensemble de la collectivité.

#### Inondations
Les inondations qui peuvent se produire à Lescar sont d'un seul type : par débordement direct lors de crues rapides submergeant les berges des cours d'eau, principalement le gave de Pau, sur la partie basse de la ville. Le risque d'inondation est pris en compte dans l'aménagement du territoire de la commune par le biais du plan de prévention du risque inondation (PPRI) de Lescar qui est approuvé le 1er octobre 2014.
Parallèlement, en application de la Directive inondation du 23 octobre 2007 qui vise à créer un cadre commun permettant d'évaluer et de réduire les risques d'inondation sur le territoire de l'Union européenne, une évaluation du risque d'inondation a été entreprise en France en 2011 au niveau de chaque bassin hydrographique dont le bassin Adour-Garonne et a permis de dresser une cartographie des zones inondables de la ville de Lescar. Sur le bassin Adour-Garonne, 18 territoires à risques importants d'inondation (TRI) ont été arrêtés par le préfet coordonnateur de bassin le 11 janvier 2013. Pour le département des Pyrénées-Atlantiques, deux TRI ont été retenus : celui de Pau (34 communes dont Lescar) et celui du Côtier Basque (13 communes).
Huit arrêtés reconnaissant l'état de catastrophe naturelle ont été pris pour la commune de Lescar à la suite d'inondations entre 1988 et 2011. À la suite des inondations des 12 et 13 juin 2018, Lescar a de nouveau fait l'objet de la constatation de cet état.

#### Autres risques
Les aléas climatiques pouvant affecter la ville de Lescar sont des épisodes de tempêtes venteuses. La tempête du 6 au 8 novembre 1982 a touché de nombreux départements dont les Pyrénées-Atlantiques et a donné lieu à un arrêté de catastrophe naturelle concernant, entre autres, la commune de Lescar. La commune est aussi touchée par la sécheresse de 1989, occasionnant un mouvement de terrain ainsi qu'une reconnaissance de catastrophe naturelle l'année suivante.
Du fait de sa proximité la chaîne pyrénéenne, soumise à une activité sismique issue de la confrontation de deux plaques tectoniques (l’ibérique et l’eurasiatique), Lescar est située dans une zone de sismicité de niveau 4, qualifié de « moyen », sur une échelle qui en comporte 5, ce qui implique des contraintes constructives pour de nombreuses habitations.
Enfin Lescar est soumise au risque de transport de matières dangereuses (ou risque TMD), consécutif à un accident se produisant lors du transport de telles matières par voies routières, ferroviaires, voies d’eau ou canalisations. La voie ferrée, la rocade, l’autoroute A64, mais aussi les voies secondaires constituent des zones à risques. Tant la population que les services doivent connaître les réflexes à avoir en cas de survenance d'un tel accident.

### Qualité de l'environnement
L'urbanisation du territoire et les activités humaines ont un impact sur l'environnement et contribuent à la dégradation de la qualité des eaux, des sols, de l'air ou génèrent des nuisances comme le bruit. Différentes mesures de planification, de prévention ou de protection permettent de limiter cet impact ou d'améliorer la qualité de l'environnement.

#### Eau

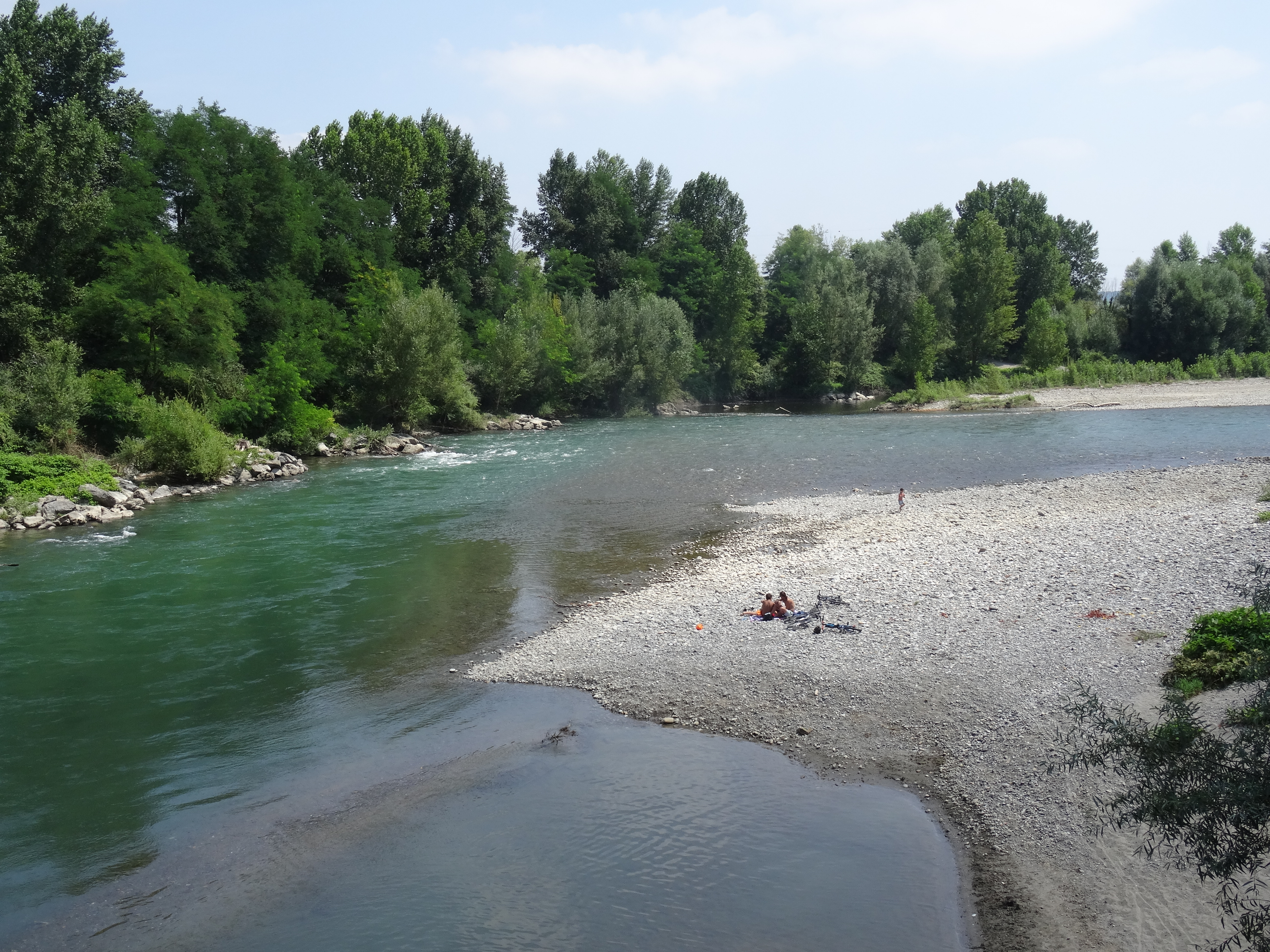
Le gave de Pau à Lescar.

En France, la gestion de l’eau, soumise à une législation nationale et à des directives européennes, se décline par bassin hydrographique. Lescar est située dans le bassin Adour-Garonne. Chaque bassin élabore un document de planification dans le domaine de l’eau, le schéma directeur d'aménagement et de gestion des eaux (Sdage), faisant un état des lieux et visant à atteindre un objectif de qualité des eaux à un horizon donné en mettant en place certaines mesures. 36,8 % du territoire communal sont classés en zone sensible à l'eutrophisation et donc particulièrement sensibles aux pollutions, et la totalité de la commune est en zone vulnérable, c'est-à-dire concernée par les nitrates d'origine agricole. Parmi les mesures visant à améliorer la qualité des eaux et concernant la commune, figure le plan de gestion des étiages Luys Louts, couvrant les bassins-versants du Louts et des Luys (Luy de France et Luy de Béarn),.

#### Air
Le plans de protection de l'atmosphère (PPA), de l'agglomération de Pau, obligatoire dans les agglomérations de plus de 250 000 habitants, a été approuvé par arrêté préfectoral le 21 décembre 2012. Il définit les objectifs et les mesures dans les thématiques du transport, de l’habitat, du tertiaire et des comportements individuels et enfin de l’industrie permettant de ramener les concentrations en polluants atmosphériques à un niveau inférieur aux valeurs limites réglementaires,.

#### Sols
Concernant les sols, le ministère de la Transition écologique et solidaire (MTES) met à disposition du public la base de données BASOL sur les sites et sols pollués (ou potentiellement pollués) appelant une action des pouvoirs publics, à titre préventif ou curatif. Sur le territoire de la commune de Lescar, quatre sites sont répertoriés. Deux sites sont en cours d'évaluation : la station-service de Carrefour autorisée en 1997 et l'usine d'incinération d'ordures ménagères (UIOM) de l'agglomération, construite en 1973. La station service connaît un accident constaté le 15 juillet 2013, avec le percement d'une cuve de 30 m3. Une campagne réalisée en mai 2014 signale l'absence d'impact sur la nappe phréatique et de faibles teneurs en hydrocarbures dans le sol. L'UIOM de Lescar est elle contrôlée relativement à la présence de plomb, avec la présence de niveaux significatifs sur la zone industrielle, déclenchant une évaluation des risques sanitaires.
Les deux autres sites répertoriés sont classés comme en cours de traitement. Le site de traitement de bois de la société Wolseley France est actif de 2003 à 2010. Un diagnostic mené en 2010, et complété en 2011, montre la présence dans les sols d'hydrocarbures, de fongicides ou encore de lindane. Une surveillance des eaux souterraines est depuis menée. Enfin, le dernier site concerne la décharge de Lescar, exploitée jusqu'en 1975, puis utilisée pour recevoir les résidus inertes de l'UIOM. Des mesures trimestrielles sont menées pour contrôler la présence de certains polluants dans les eaux souterraines.

#### Bruit
À Lescar comme dans toutes les communes françaises, les dispositions de la loi du 31 décembre 1992 relative à la lutte contre le bruit sont susceptibles de s'appliquer. En effet, certaines infrastructures de transports doivent être classées suivant leur impact sonore. Il s'agit des routes supportant plus de 5 000 véhicules/jour au moment du classement ainsi que les projets routiers pour lesquels les prévisions de trafic à la mise en service sont également supérieures à 5 000 Véh/J, mais aussi les voies ferrées supportant plus de 50 trains par jour.

## Toponymie

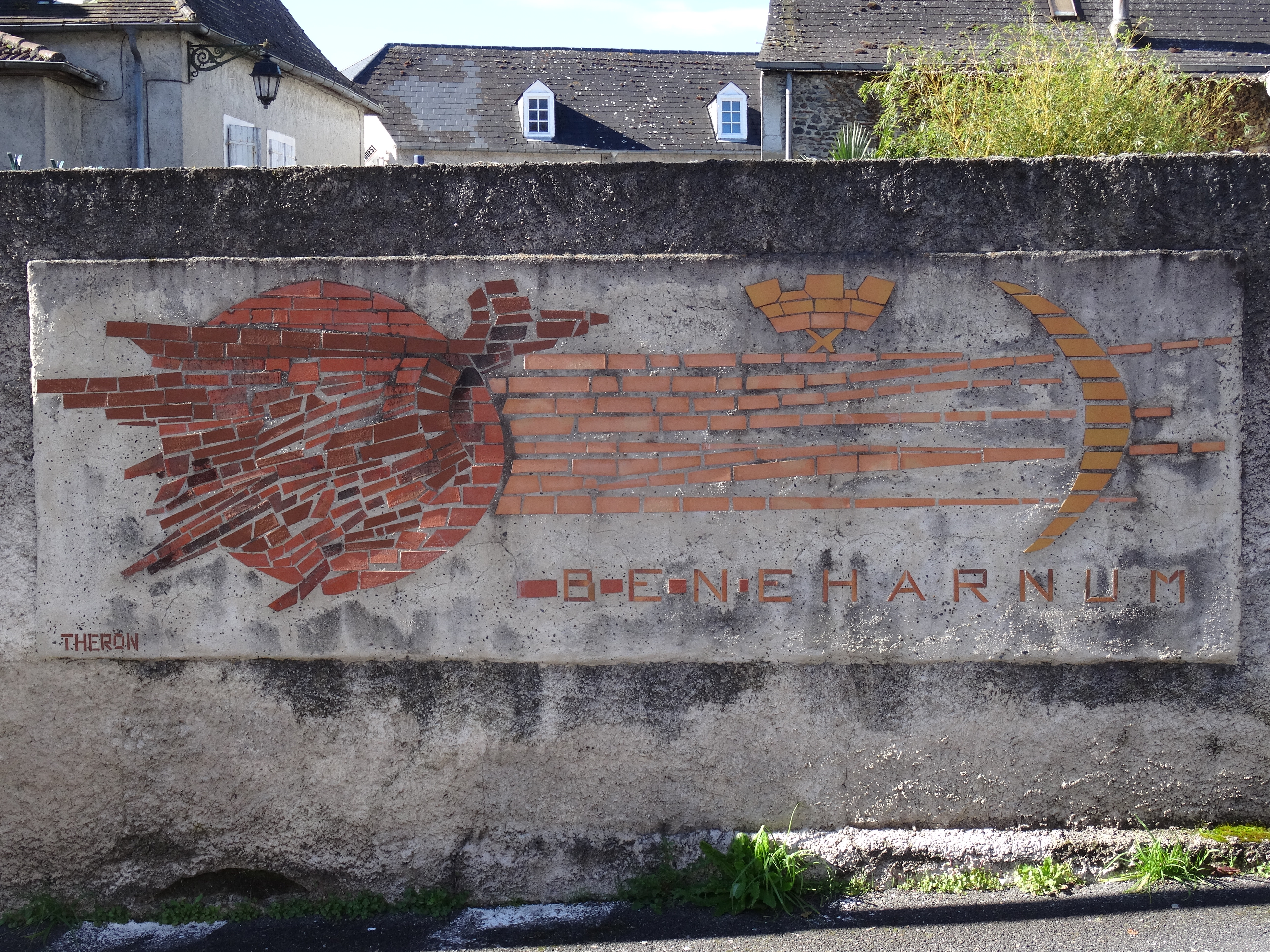
Le nom Beneharnum serait une simplification provenant de l'administration romaine.

Le nom de la localité est attesté sous les formes
Beneharnum et Benearnum (itinéraire d'Antonin), Benarnus, civitas Benarnensium (Notitia provinciarum et civitatum Galliae),
Benarna et Benarnum (VIe siècle, Grégoire de Tours), Ecclesiola Beati Joannis-Baptistœ, Lascurris (980, cartulaire de Lescar), Laschurris (1128, titres d'Aubertin), Alescar (1170, titres de Barcelone), Laschar (XIIe siècle, titres de Gabas), Diœcesis Lascurcensis et Lascurrensis (respectivement 1289 et 1313, Historiens de France), Lascaa (XIIIe siècle, fors de Béarn), Lascar (1394, titres de Buros), Lesca et Lasca (1538, réformation de Béarn).
Il est désormais admis que Lescar correspond bien à l'ancienne Beneharnum, citée à plusieurs reprises par l'administration romaine et religieuse. Il s'agit de la cité du peuple Venarni (ou Beneharnenses), un peuple aquitain qui a donné son nom au Béarn. Il est probable que ce nom Beneharnum n'ait jamais été utilisé par les Béarnais pour identifier ce lieu. Une confusion se serait opérée entre le nom du peuple et le nom de sa capitale, sûrement par volonté de simplification de l'administration centrale de l'Empire. Ainsi, lorsque la localité de Lescar est passée au rang de cité et donc de capitale, à la fin du IVe siècle, il aurait fallu parler de Lascurris Beneharnensium ou Lascurris Venarnorum,.
Le toponyme Lescar a été rapproché du nom du ruisseau le Lescourre, qui d'ailleurs, peut aussi s'analyser comme *l'escourre, qui est issu du mot béarnais escourre signifiant « cours d'eau, ruisseau, torrent ». La forme latinisée Lascurris au Xe siècle démontre que ce nom de lieu était devenu opaque pour ses contemporains.
Lescar serait un toponyme d'origine pré-celtique, comprendre aquitanique, pouvant se rapprocher de lats « ruisseau » ou bien d'une racine hypothétique *lasc- / *lesc- que l'on croit reconnaître dans l'espagnol lasca qui a le sens de « pierre plate », suivi d'un suffixe pré-latin -ur- ou directement du basque uri « eau », bien qu'il soit possible de considérer *-ur comme un suffixe augmentatif. Le sens global est « eau → ruisseau des pierres plates » ou « (ruisseau aux) nombreuses pierres plates ». Le même radical semble se retrouver dans Lescun (Pyrénées-Atlantiques, Lascun 1077) et Lescuns (Haute-Garonne), suivis d'un élément (suffixe ou appellatif) différent.
Son nom en béarnais s'écrit Lescar ou Lesca, dans les deux cas il se prononce  [lesˈka].

## Histoire

### Protohistoire
Les plus anciennes traces d'occupation humaine du site lescarien remontent à l'âge du bronze. Plusieurs tumuli sont identifiés puis fouillés, notamment dans la plaine du Pont-Long au nord de la commune. Un groupe culturel homogène nommé « groupe du Pont-Long » est identifié par les spécialistes sur la base des découvertes liées à la fouille des tumuli. Ce groupe est principalement localisé sur la plaine du Pont-Long, ainsi que sur le plateau de Ger. Le contexte montagnard du groupe fonctionne comme un isolat, le tenant à l'écart des courants culturels régionaux. Plus tardivement, un oppidum du second âge du fer est également identifié dans le quartier du Bilaà.

### Antiquité

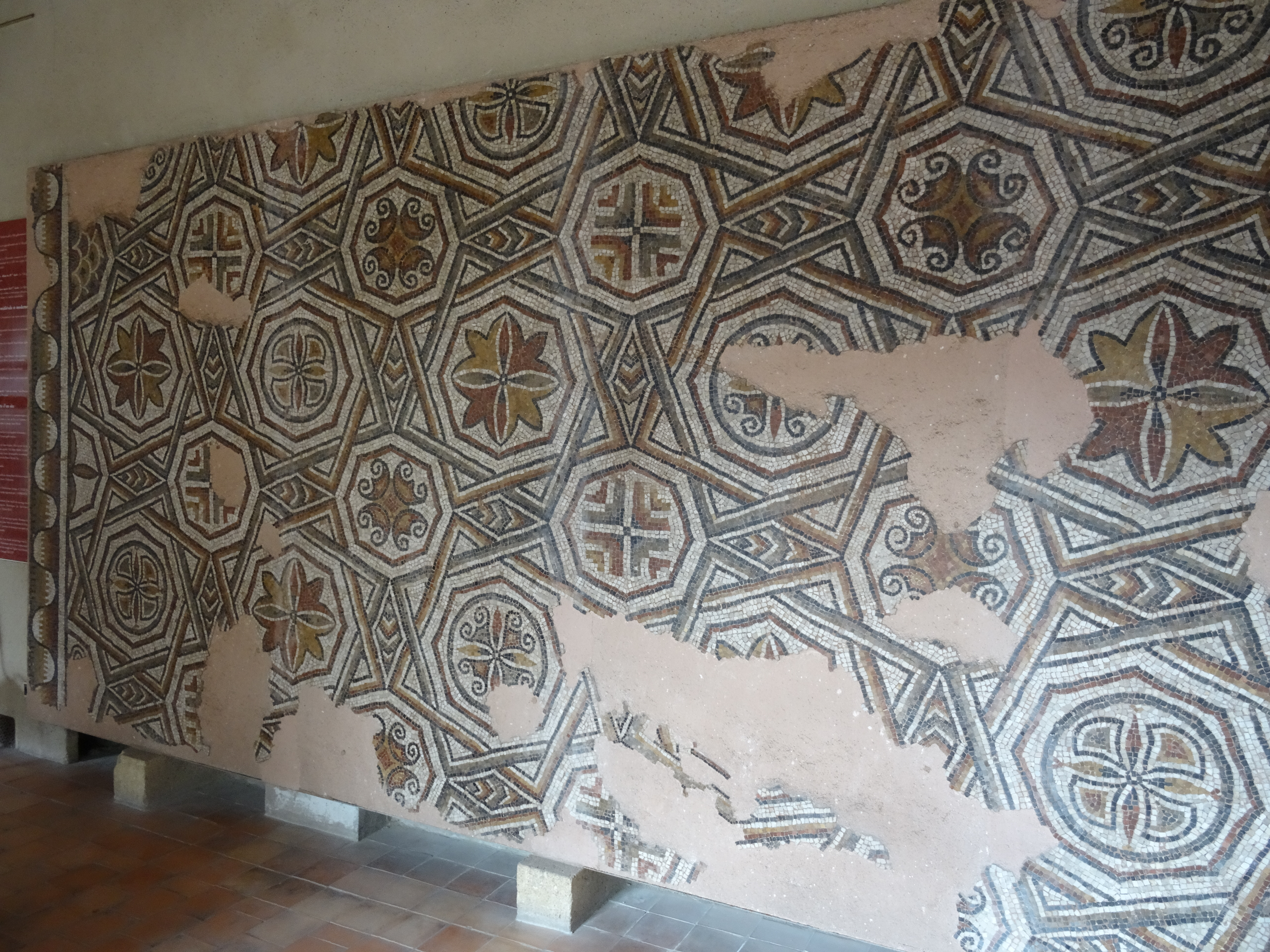
Mosaïque de la villa Sent-Miquèu.

La naissance de Lescar en tant que cité intervient au Ier siècle, du temps de l'occupation romaine de l'Aquitaine. La cité devient le chef-lieu du peuple des Venarni, abritant en Basse-Ville l'essentiel de l'habitat et des activités. Les indices d'occupation d'époque romaine les plus précoces remontent aux environs de 15-10 av. J.-C., mais une véritable trame urbaine n'apparaît qu'à partir du second quart du Ier siècle. Des habitations de 300 à 600 m2 se constituent alors, tout comme des équipements collectifs (comme des égouts) dans un milieu marqué par sa relative humidité. Cette cité naissante est particulièrement fragile, un abandon partiel du site est repéré à la fin du Ier siècle. Il faut attendre la deuxième moitié du IVe siècle pour constater un certain renouveau.
La cité adopte un profil semi-urbain sur 10 à 12 ha, caractérisé par de larges voies de circulation. Des traces de thermes publics sont identifiées lors de fouilles menées en 2008, tandis que les restes de la villa Sent-Miquèu permettent de définir les contours de cette villa suburbaine de 3 000 m2. Toujours principalement concentrée dans la Basse-Ville, la cité se développe également en Haute-Ville sur un éperon rocheux remparé pour la première fois au début du Ve siècle. L'Itinéraire d'Antonin mentionne la cité sous le nom de Beneharnum, la cité des Béarnais. Elle est distinguée au sein de la Novempopulanie à partir du Ve siècle, avec la « Notice des provinces et cités des Gaules ». Beneharnum subit des attaques successives entre le VIIe et le IXe siècle, par les Sarrasins puis les Vikings, entraînant son déclin puis sa destruction totale.

#### Débat sur la localisation deBeneharnum
Pendant plusieurs siècles un débat s'installe entre historiens pour savoir quel était l'emplacement initial de la cité antique de Beneharnum. C'est en 1545 que l'historien espagnol Antonio de Nebrija dévoile, à l'aide de l'Itinéraire d'Antonin, l'existence d'une cité nommée Beneharnum qu'il situe donc en Béarn. À partir de cette identification, un vaste débat se lance pour savoir où se situait cette cité antique. Les échanges tournent vite entre la thèse d'Orthez et celle de Lescar. Ce débat est alors une manifestation symptomatique de la Renaissance, période pendant laquelle l'Antiquité romaine est valorisée, chaque province cherchant alors son origine antique pour se rattacher à la culture latine classique. Ce n'est qu'à partir du XXe siècle qu'un consensus assez large s'établit pour fixer à Lescar les bases de la capitale antique du Béarn.
En 2023, des fouilles archéologiques à quelques kilomètres, à Labastide-Monréjeau sur le site de l'oppidum du Castéra, ont permis d'apporter un éclairage nouveau sur l'emplacement de Beneharnum. Entre -150 av. J-C et l'an 1, l'ancienne capitale des Venarni se situait sur le site de l'oppidum de Labastide-Monréjeau, abritant entre 3 000 et 5 000 habitants. Si la première campagne de fouilles n'avait pas apporté de conclusion définitive, la seconde a confirmé que le site était la capitale des ancêtres des Béarnais : Beneharnum. Les remparts de 1,2 kilomètre de long et de 8 mètres de haut renforcent cette conclusion. Les fouilles ont révélé un réseau complexe de rues dans un espace densément peuplé, avec des maisons en bois et en argile. La présence d'amphores de vin italien atteste de l'importance économique de la ville. Les archéologues envisagent une nouvelle campagne pour mettre en valeur les remparts et fouiller l'une des portes.

### Moyen Âge

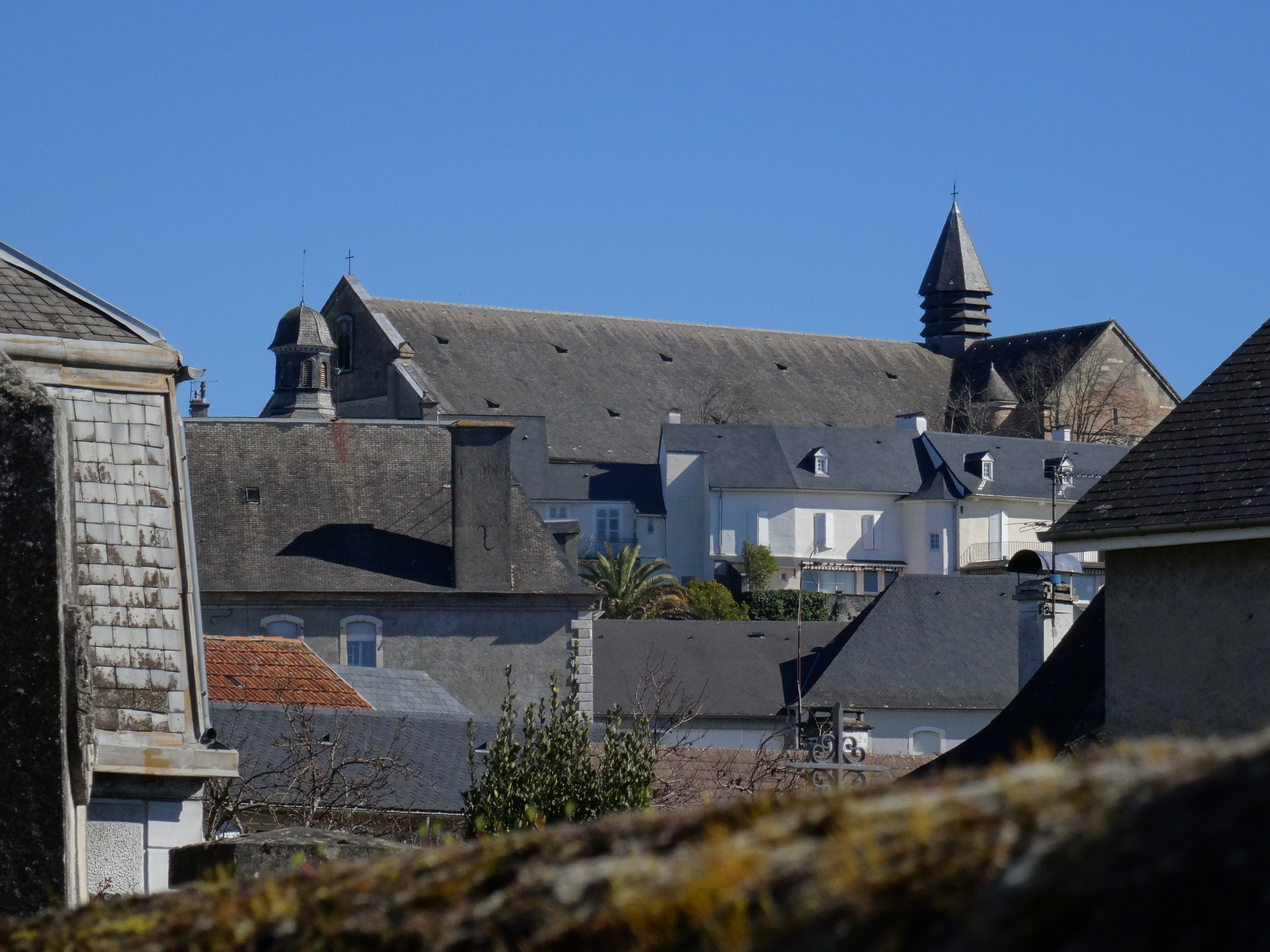
Lescar renaît au Xe siècle sous l'impulsion des ducs de Gascogne.

En 587, le traité d'Andelot affecta la ville de Béarn (Benarno) au roi Gontran jusqu'à son décès. Lescar était donc citée par saint Grégoire de Tours († 594) dans son Histoire des Francs. C'est à la fin du Xe siècle que la cité renaît, sous l'impulsion des ducs de Gascogne et, notamment, de Guillaume Sanche. La légende veut qu'un soldat, nommé « Loup-Fort », ne trouve dans l'ancienne cité qu'une forêt et un baptistère dédié à saint Jean-Baptiste en Haute-Ville. Loup-Fort fait alors construire à sa place une église sous le vocable de Sainte-Marie, en repentance de crimes passés. Cette église devient cathédrale en 1058, avant sa consécration officielle en 1062. Le nom de Beneharnum est abandonné pour celui de Lescar, la cité se reconstruit sur l'éperon rocheux remparé au Ve siècle. Le groupe épiscopal formé représente le cœur de cette nouvelle cité, ainsi que celui du diocèse de Lescar, qui fait suite lui aussi à l'antique diocèse de Beneharnum. Les remparts de la Cité (Ciutat) sont renforcés, tandis que la cathédrale attribuée à Loup-Fort est rebâtie au XIIe siècle dans le style roman, principalement sous l'épiscopat de Guy de Lons, elle prend le nom de cathédrale Notre-Dame-de-l'Assomption. Déjà fortement indépendant depuis sa formation autour du IXe siècle, le Béarn gagne son indépendance en 1347 sous Gaston Fébus. À la mort du prince en 1391, l'évêque de Lescar préside les États du Béarn et bénéficie donc d'une influence grandissante au sein du pays. C'est dans la cathédrale de Lescar que les rois et reines de Navarre choisissent d'être inhumés de 1483 à 1555.

### Époque moderne

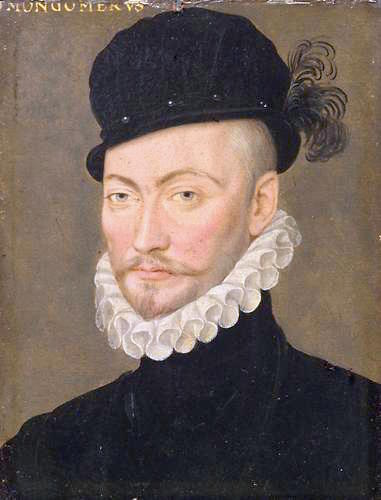
L'armée du comte de Montgommery ravage Lescar et le Béarn en 1569.

La vie de la cité est fortement marquée par la période des guerres de Religion au XVIe siècle. Jeanne d'Albret devient la figure de proue du mouvement de la Réforme en Béarn, notamment à partir de sa conversion en 1560 puis de la mort de son mari Antoine de Bourbon en 1562. L'évêque de Lescar, Louis d'Albret, sert inconditionnellement la reine Jeanne et participe à la propagation du calvinisme en Béarn. Dès 1563, les processions de la Fête-dieu sont interdites à Lescar et la cathédrale dévolue au culte réformé, tandis qu'en 1564 le collège fondé par Marguerite de Navarre à Lescar est transformé en école protestante. Jeanne d'Albret quitte le Béarn fin 1568 pour rencontrer les chefs du parti huguenot à La Rochelle; elle confie son armée à Bernard d’Arros. Le roi de France Charles IX profite de cette absence pour lever une armée et tenter de conquérir le Béarn. Menée par le baron de Terride, l'armée pénètre le 28 mars 1569 en Béarn et rétablit immédiatement le culte catholique. La place forte de Navarrenx sert de refuge à Bernard d'Arros, elle résiste à un siège de deux mois de l'armée française. Elle offre le temps nécessaire à Jeanne d'Albret de monter une contre-offensive. Le 7 août 1569, l'armée du comte de Montgommery pénètre en Béarn, mettant Terride en fuite et saccageant le Béarn dont Lescar à partir du 25 août 1569.
Devenu roi de France en 1589, le Béarnais Henri IV promulgue l'édit de Fontainebleau pour les catholiques du Béarn en 1599. Il faut attendre 1610 pour que la cathédrale de Lescar soit rétablie dans son culte catholique mais c'est l'expédition militaire du roi Louis XIII en 1620 qui permet de rétablir définitivement le culte catholique dans l'ensemble du pays. Le monarque traverse Lescar le 15 octobre 1620 à la tête d'une armée en direction de Pau puis de Navarrenx le surlendemain pour s'assurer de la soumission de la place forte. La messe est dite à Pau le 19 octobre 1620 pour la première fois depuis 1563, le lendemain est promulgué l'édit d'union entre le Béarn et la France. C'est après ces événements que le collège des Barnabites est installé en 1624, à la suite d'un vœu formulé par Henri IV dès 1608. Ce collège fait suite à la tradition éducative de Lescar, qui remonte à l'installation d'un collège vers 1549 puis à sa transformation en Académie protestante du Béarn.

### Époque contemporaine

#### Révolution française

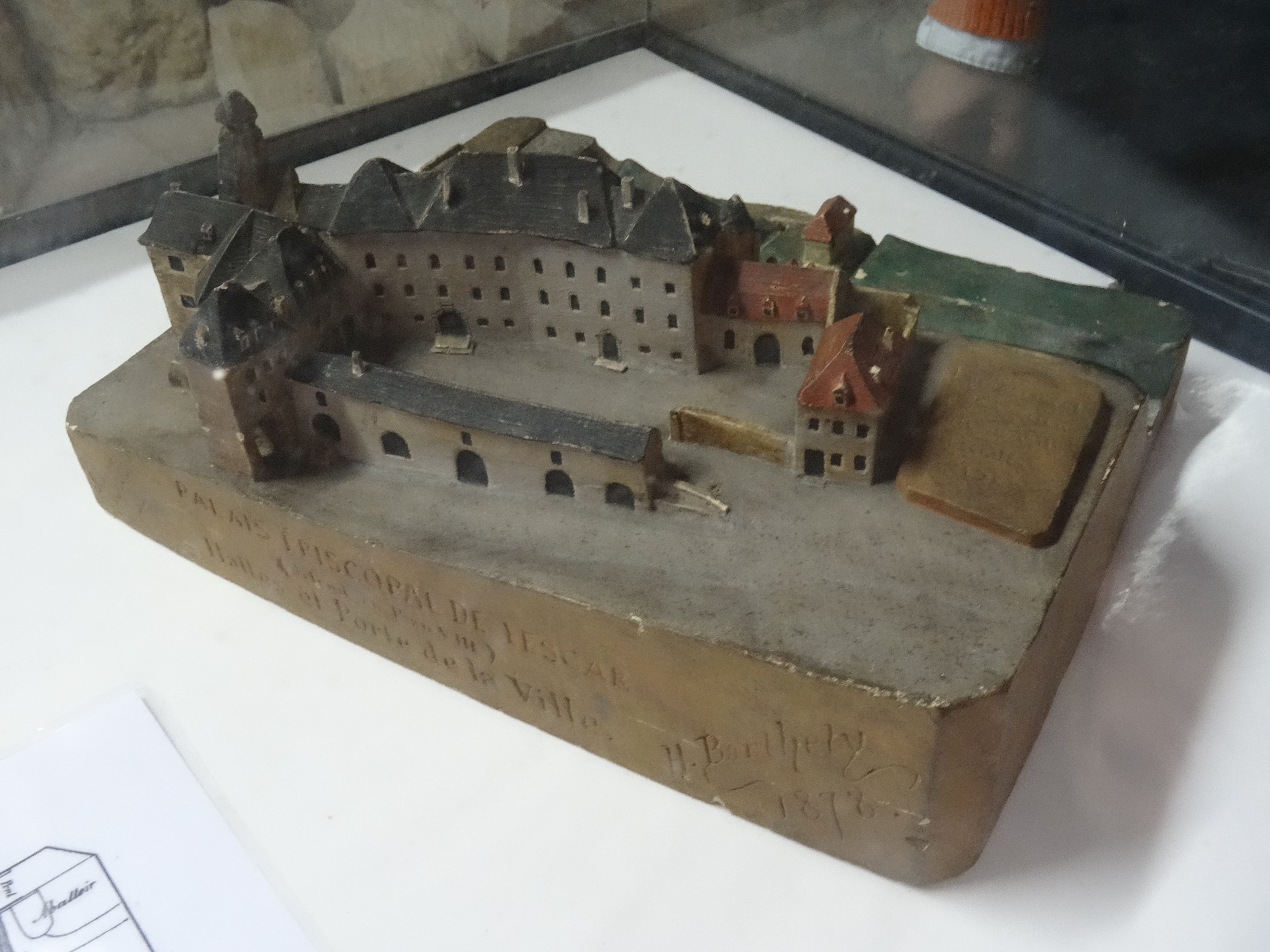
Maquette du palais épiscopal, détruit pendant la Révolution française.

La Révolution française marque la fin de l'évêché de Lescar. Le 4 juin 1790, l'Assemblée nationale constituante décide qu'il n'y aura désormais plus qu'un seul évêché dans les départements nouvellement créés. Oloron est tout d'abord désignée pour regrouper les trois évêchés départementaux puis Bayonne est finalement choisie. Le dernier évêque de Lescar, Marc-Antoine de Noé, refuse cette décision et demeure fidèle à son poste, avant de prendre le chemin de l'exil.
La suppression de l'évêché de Lescar est définitive le 15 juillet 1801 avec la signature du Concordat. Aussi, le palais épiscopal de Lescar est mis en vente en 1799 puis démoli par son acquéreur, le citoyen Manes. Le collège des Barnabites subit les mêmes affres révolutionnaires, ses biens confisqués, les livres et les archives de la bibliothèque brûlés. En quelques années de révolution, Lescar perd les trois moteurs de sa vie sociale et intellectuelle : son évêque, son chapitre et ses barnabites. Durant cette période révolutionnaire, l'ancienne seigneurie du Laur (Laü) est intégrée dans les frontières de la commune nouvellement créée de Lescar.
Les départs conjugués de l'évêché et des Barnabites renforcent les effets d'une profonde crise dans tout le Béarn. La Révolution française laisse un grave malaise dans le pays, qui contraste avec la prospérité affichée durant l'Ancien Régime.

### XIXesiècle
Pendant le Premier Empire, la déclaration de guerre à l'Espagne coupe le Béarn de ses débouchés commerciaux naturels, la disparition du Parlement de Navarre entraîne un net ralentissement de l'activité de négoce, tandis que l'émigration devient un phénomène d'ampleur. La population lescarienne passe de 2 500 habitants en 1789 à 1 700 habitants en 1800. La perte de son évêché réduit considérablement l'influence de Lescar qui devient alors une bourgade béarnaise parmi d'autres, avec le souvenir d'un passé prestigieux.

#### Stagnation du XIXe siècle à la Seconde Guerre mondiale
La vie des habitants, tout comme l'aspect de la ville, n'évoluent que peu entre le XIXe et le milieu du XXe siècle. L'agriculture, souvent de subsistance, reste au cœur de l'activité tandis que la case demeure le socle de la vie familiale, tout comme lou besiau (le voisinage) pour le village.

Lescar en 1900 (sélection).
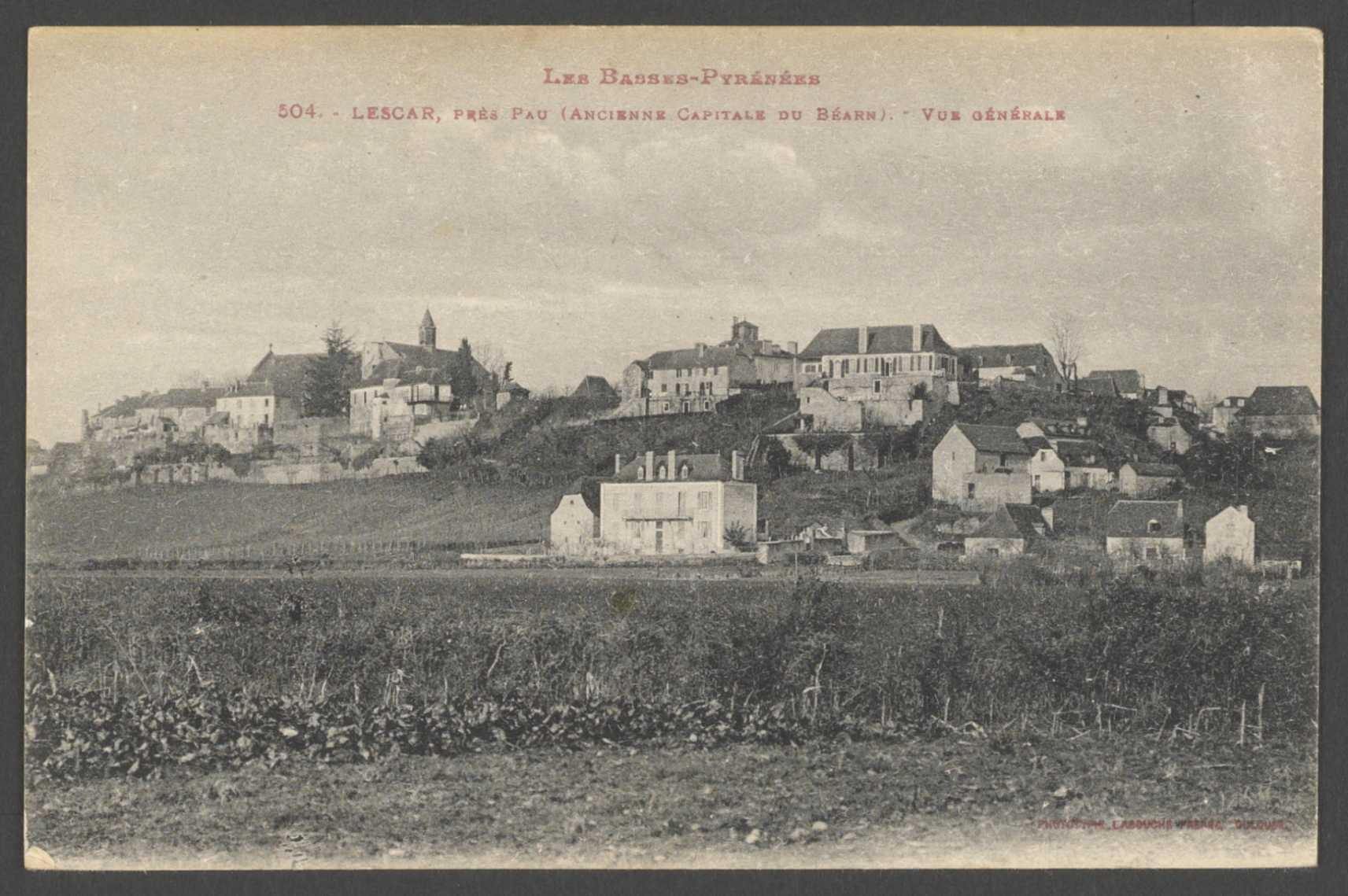
Vue générale sur la Cité.
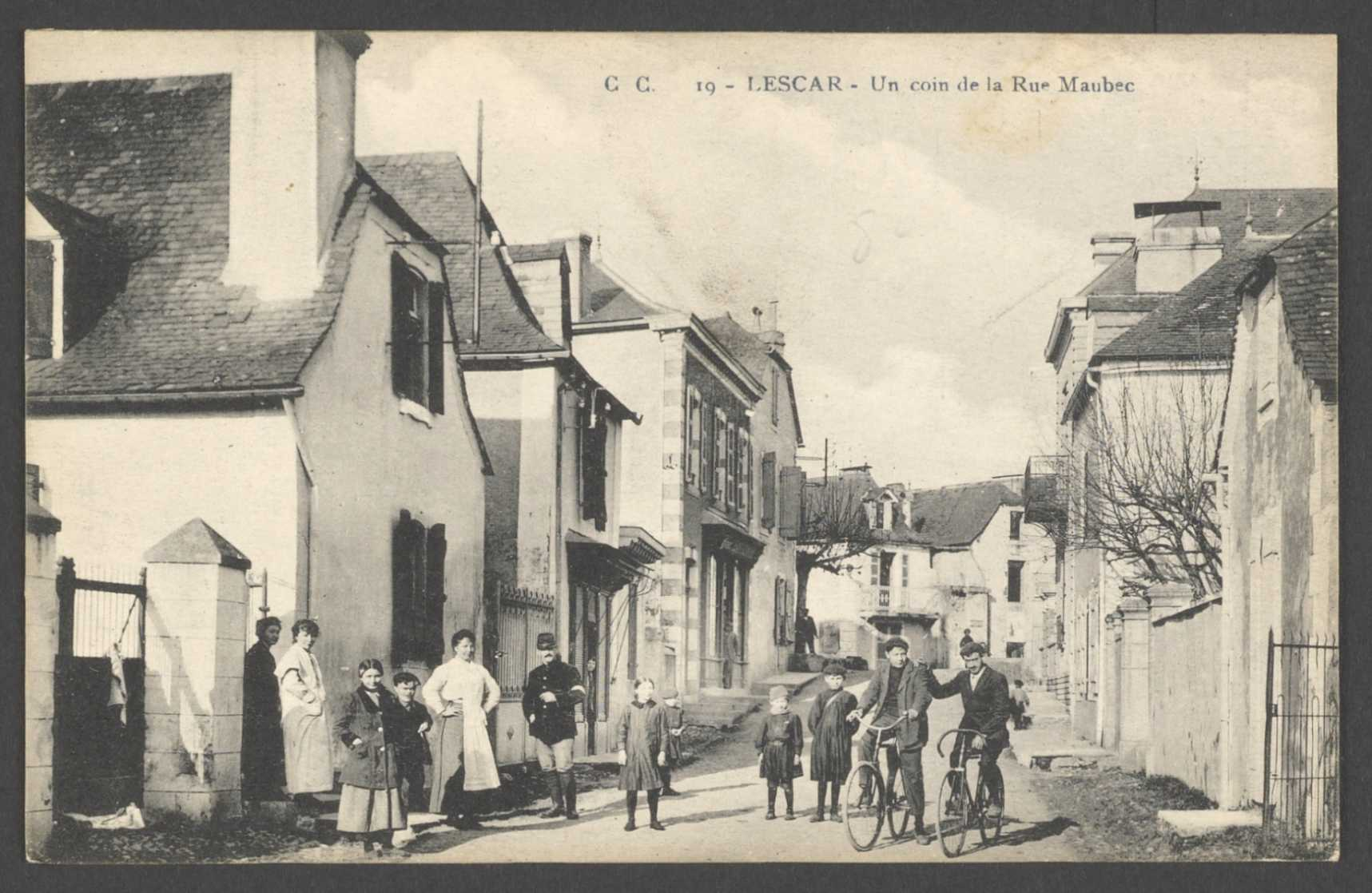
Rue Maubec.
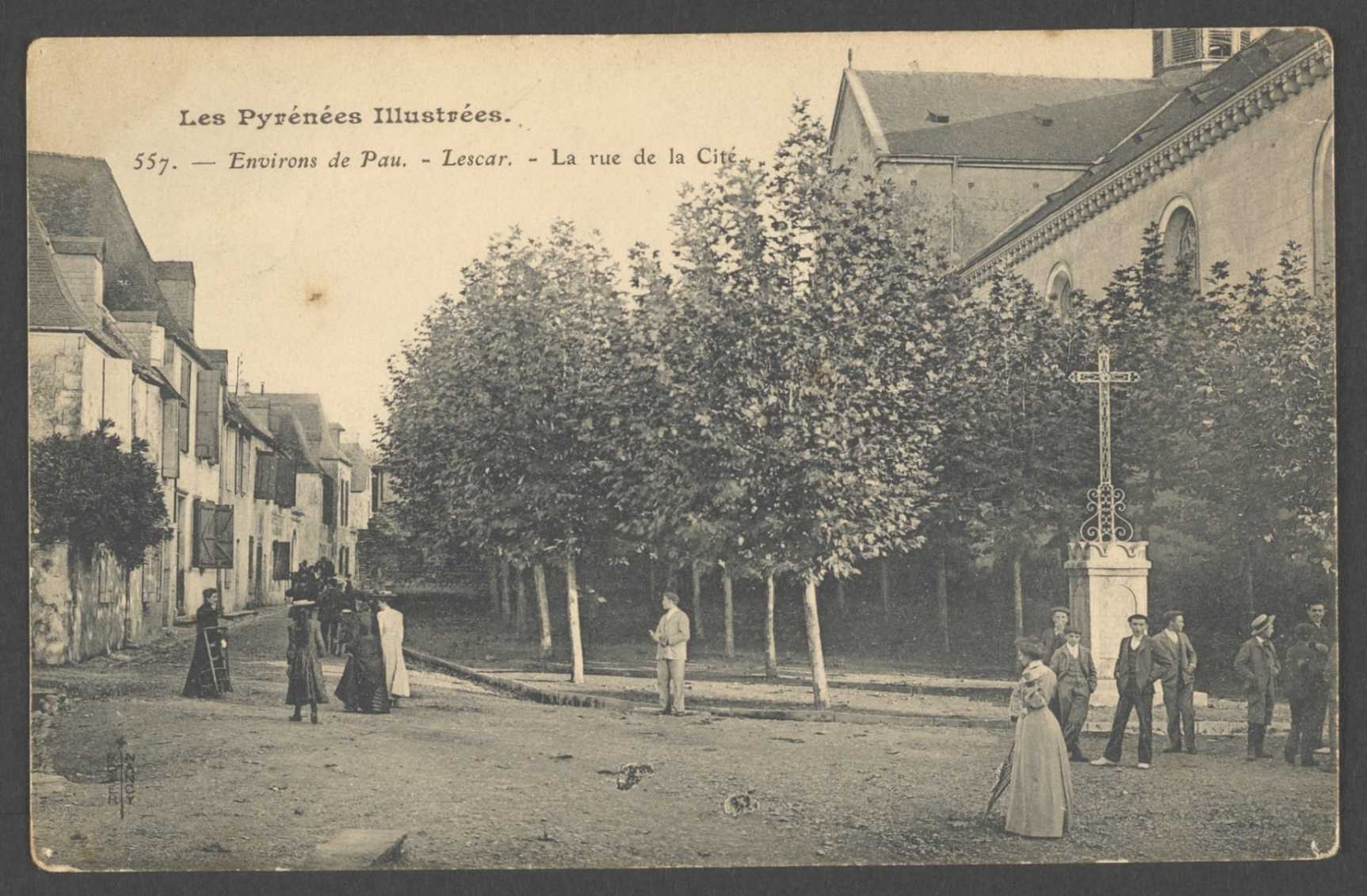
Rue de la Cité.
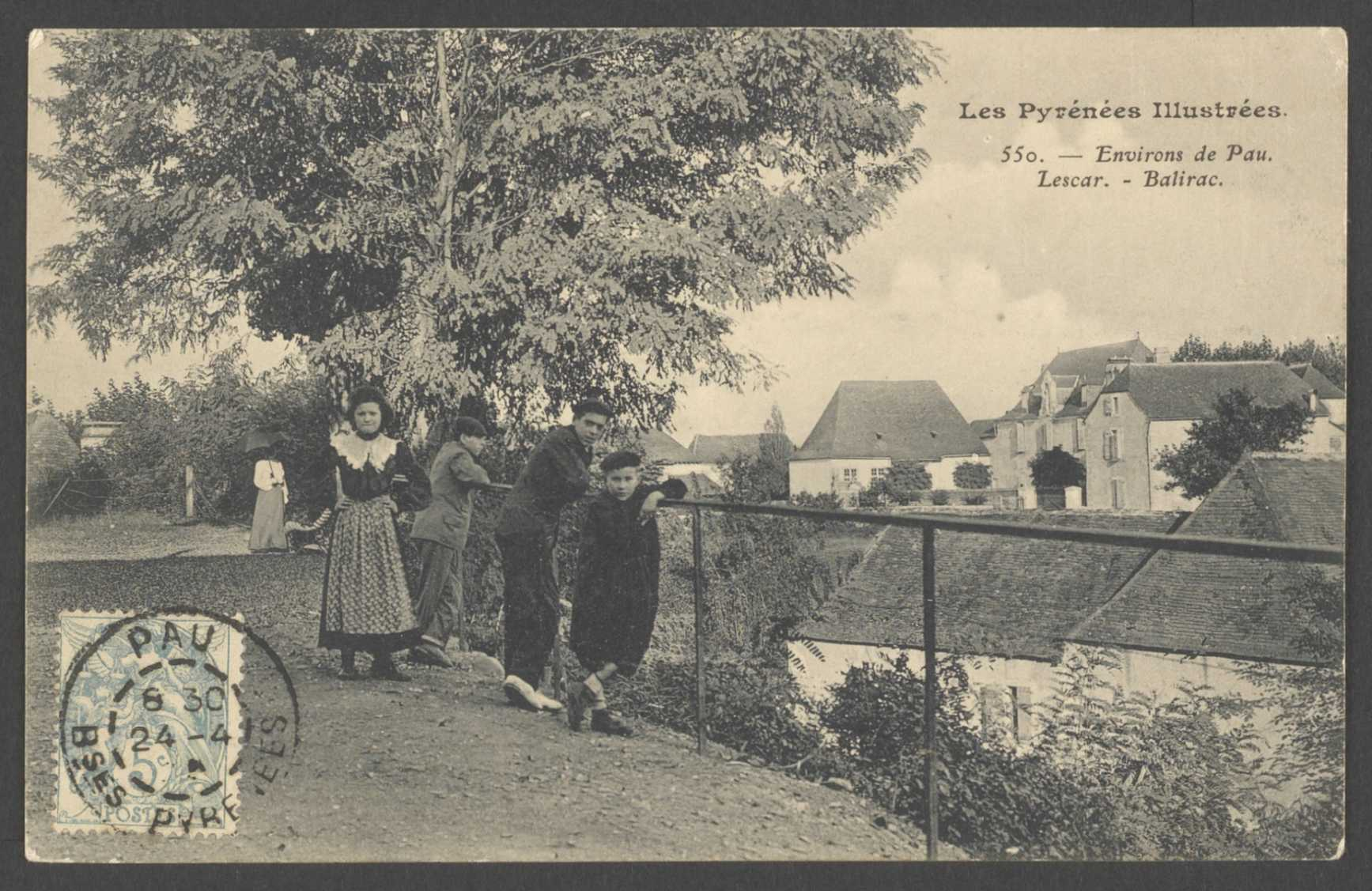
Rue Henri-Rozier (Baliracq).
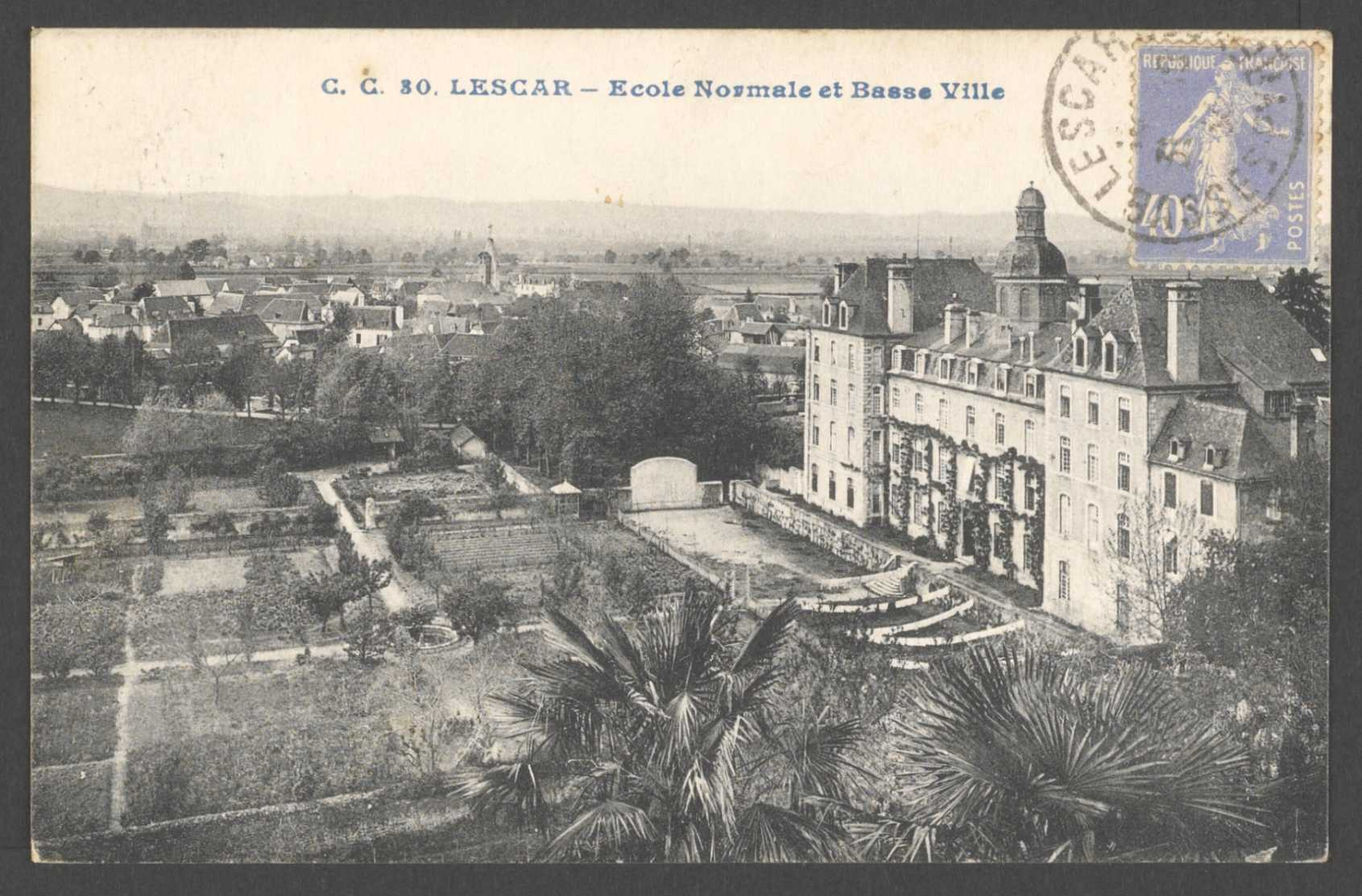
Le collège des Barnabites (alors école normale) et vue sur la Basse-Ville.

#### Première Guerre mondiale
La Première Guerre mondiale entraîne un net arrêt du mouvement d'émigration alors observé tout au long du XIXe et du début du XXe siècle. Il est constaté l'implantation de familles espagnole ainsi qu'un remembrement des propriétés qui entraînent une modification sensible du paysage agraire. Durant la Seconde Guerre mondiale, Lescar est marquée par l'arrivée massive de réfugiés venant du Nord de la France et de l'Europe, l'agglomération paloise passe alors entre juin et septembre 1940 de 40 000 à 200 000 habitants. La Résistance s'attaque plusieurs fois à des sites lescariens, notamment dans la nuit du 8 au 9 juin 1944 avec le sabotage de la voie ferrée, qui se termine par l'explosion accidentelle de la gare de Lescar et la mort de trois hommes. Les troupes allemandes sont visibles dans la commune à partir du 30 novembre 1942 tandis que la Libération est effective le 20 août 1944.

#### L'essor dans la seconde moitié du XXe siècle
La seconde partie du XXe siècle entraîne de très profonds changements dans la physionomie de Lescar. La commune connaît une expansion démographique intense entre le début des années 1960 et le milieu des années 2000. L'exploitation du gisement de gaz de Lacq à partir de 1957 explique, en grande partie, cette transformation économique, industrielle et sociale. La relégation au second plan de la traditionnelle polyculture au profit de la culture extensive du maïs hybride, constituant un deuxième élément d'analyse.

## Politique et administration

### Découpage territorial

#### Bloc communal: commune et intercommunalités

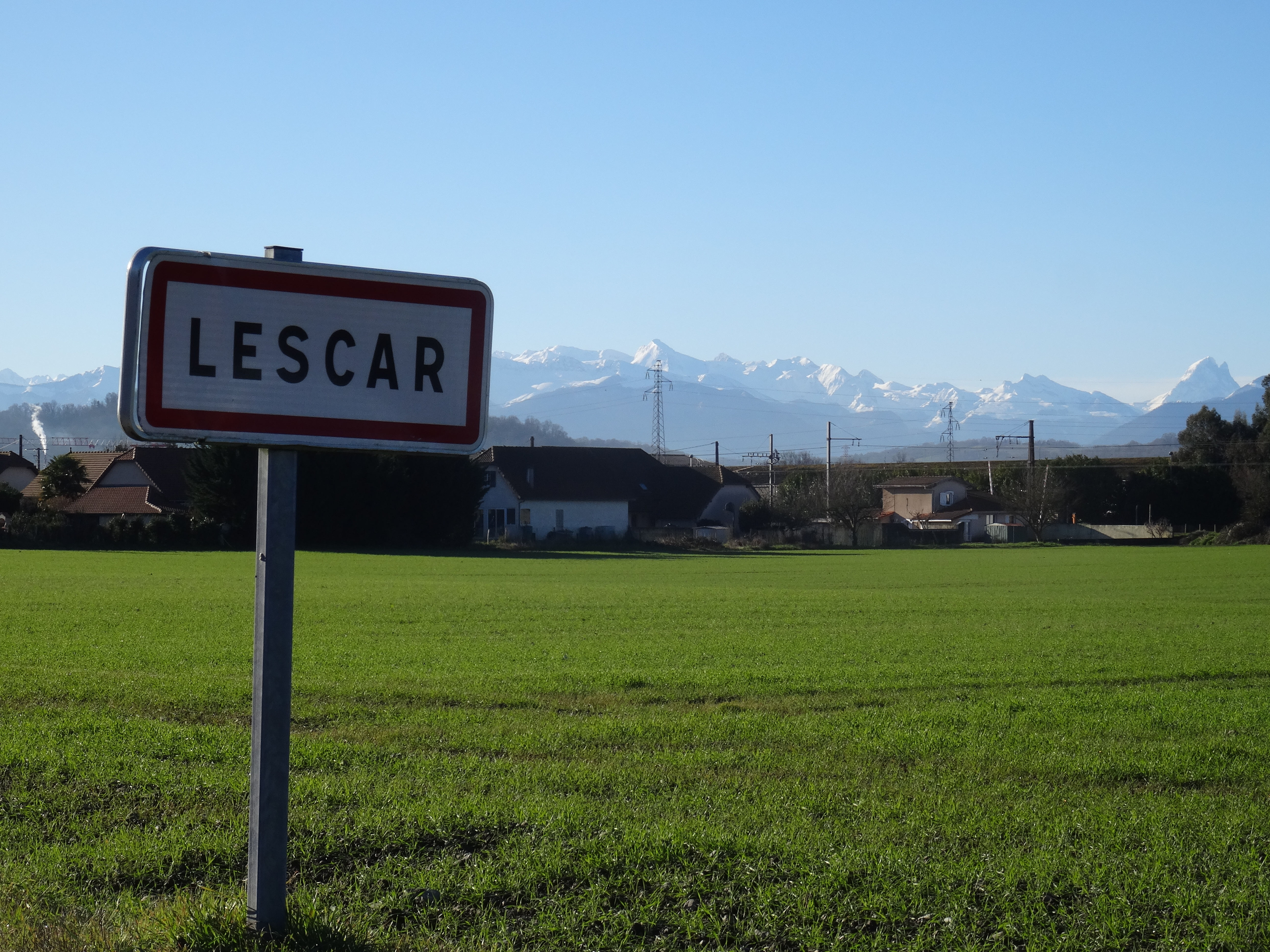
Une entrée de la commune de Lescar.

Lescar acquiert le statut de « commune » à la Révolution, la seigneurie du Laur y est intégrée le 9 juin 1792. Cette dernière est déjà évoquée en 1286 lors de l'accord de succession entre le souverain béarnais Gaston VII et ses filles. Arnaud Guilhem du Laur assiste à cet acte. Cette seigneurie s'étend sur un vaste espace de 400 ha entre Lescar et Lons, du gave de Pau jusqu'aux limites du plateau du Pont-Long. Cette terre occupe une position stratégique au Moyen Âge, dans le long conflit qui oppose la vallée d'Ossau avec les communautés paysannes du bas pays béarnais. Après la réunion de 1792, il faut attendre la loi du 5 avril 1884 sur l'organisation municipale pour qu'un régime juridique uniforme soit défini pour toutes les communes de France, point de départ de l’affirmation progressive des communes face au pouvoir central.
La ville de Lescar fait partie de six groupements. Elle adhère notamment à la communauté d'agglomération Pau Béarn Pyrénées. Lescar participe à plusieurs SIVU, dont le syndicat AEP de la région de Lescar, le syndicat intercommunal de défense contre les inondations du gave de Pau, le syndicate d'énergie des Pyrénées-Atlantiques et le SSIAD pour personnes âgées du canton de Lescar. Enfin, la commune adhère au SM ouvert de l'agence publique de gestion locale.

#### Circonscriptions de rattachement
Lescar appartient à l'arrondissement de Pau depuis 1801. Sur le plan électoral, elle fait depuis 1986 partie de la première circonscription des Pyrénées-Atlantiques, dont la députée est depuis 2017 Josy Poueyto (MoDem). La localité a fait partie de l'ancien canton de Pau en 1793, puis de celui de Lescar à partir de 1801. Avec le redécoupage cantonal de 2014, le canton perd en 2015 sa fonction de circonscription administrative et demeure uniquement une circonscription électorale pour l'élection des conseillers départementaux. Le canton de Lescar est renommé en Lescar, Gave et Terres du Pont-Long, le bureau centralisateur est fixé à Lons. Depuis mars 2015, Sandrine Lafargue et Nicolas Patriarche (LR) sont les conseillers départementaux.

### Administration municipale

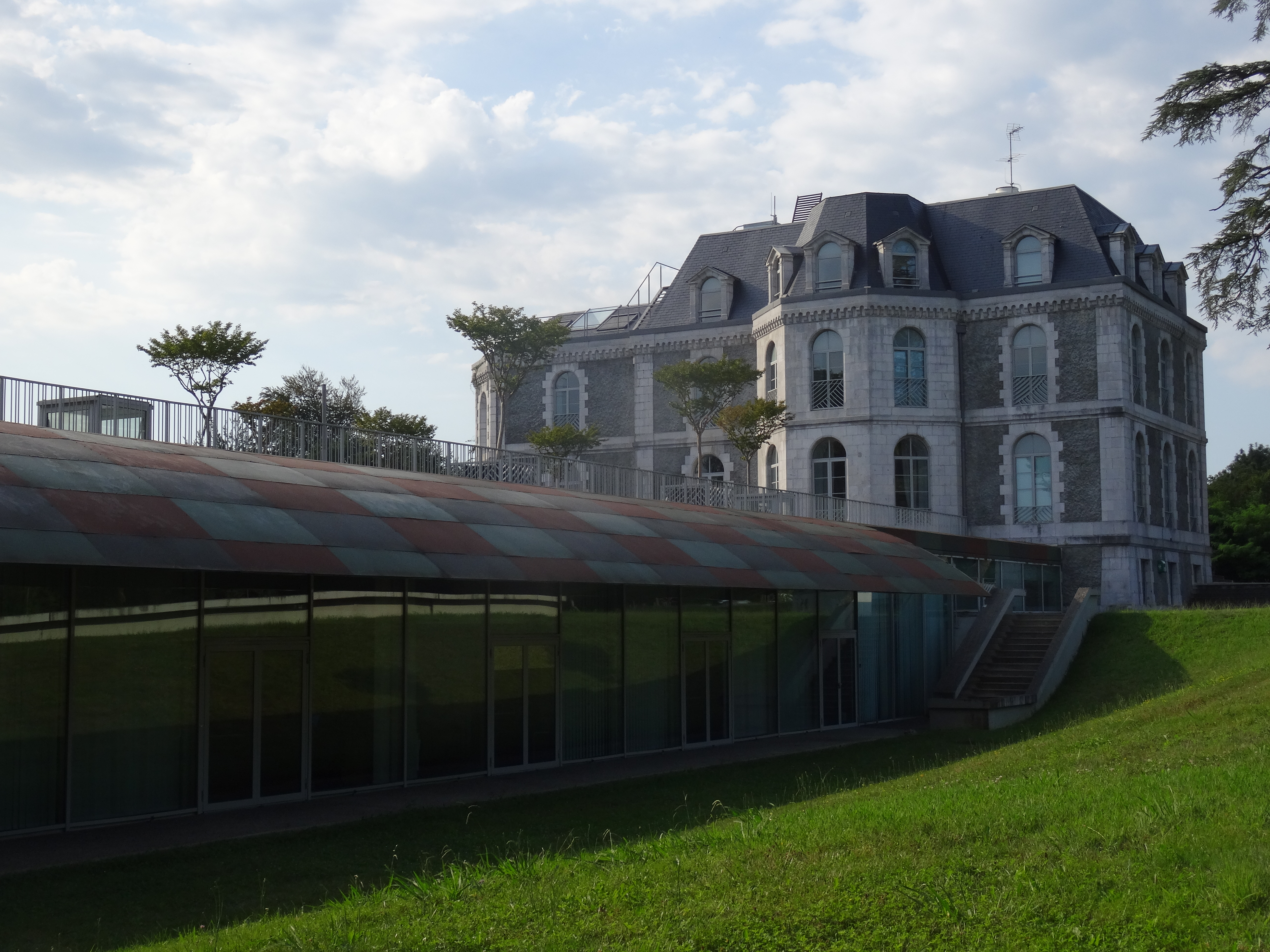
Le château du Bilaà tient lieu d'hôtel de ville de Lescar depuis 2011.

Le conseil municipal compte vingt-neuf élus. La maire, Valérie Revel, est entourée de sept maires-adjoints. Parmi les autres conseillers municipaux, quinze font partie de la majorité (liste Pour Lescar pour vous) et six de l'opposition (listes Lescar avec passion et Lescar en plein cœur).

### Tendances politiques et résultats
La ville de Lescar apporte globalement ses suffrages à des candidats de gauche depuis une dizaine d'années, tendance qui se confirme lors des différents scrutins nationaux ou locaux.

#### Élection présidentielle la plus récente
Lors du second tour de l'élection présidentielle de 2017, Emmanuel Macron (EM), élu, a recueilli 77,63 % des suffrages exprimés et Marine Le Pen (FN), 22,37 % des suffrages ; le taux de participation était de 81,71 %.

#### Élection municipale la plus récente
En poste depuis 2008, le socialiste Christian Laine se représente aux élections municipales de 2014 face à deux listes concurrentes du centre et de la droite menées respectivement par Philippe Coy et l'ancien maire René Claverie. Arrivé en tête avec 42,42 % des voix, Christian Laine doit affronter au deuxième tour la liste de Philippe Coy qui a reçu le soutien de M. Claverie dans l'entre-deux-tours. Au terme d'un vote particulièrement serré, Christian Laine est confirmé dans ses fonctions au bénéfice de la moyenne d'âge plus élevée de sa liste, le second tour s'étant soldé par un résultat parfaitement équilibré de 2 670 voix chacun.
Cette situation relativement rare pour une commune de plus de 10 000 habitants se solde par un nouveau vote le 14 décembre 2014. Effectivement, après de multiples contestations provenant de M. Laine et M. Coy, le tribunal administratif de Pau décide finalement le 7 octobre 2014 de l'annulation du premier vote. Au cours de ce nouveau scrutin, M. Laine reconduit la même liste tandis que M. Coy propose une liste mélangeant sa liste originelle et celle de M. Claverie. À la suite d'un nouveau vote serré, et avec une participation de 70,83 %, Christian Laine est finalement réélu définitivement avec une avance de 71 voix sur son concurrent (50,7 % des votes exprimés).

### Liste des maires
Depuis 1933, six maires se sont succédé à Lescar :
| Période      | Période      | Identité        | Étiquette        | Qualité |
| ------------ | ------------ | --------------- | ---------------- | --- |
| juillet 1933 | janvier 1970 | Denis Touzanne  | SE               | Industriel |
| janvier 1970 | 1976         | Roger Cadet     | DVD-CD           | Conseiller général du canton de Lescar (1955 → 1979)                                                                                       |
| 1976         | mars 1983    | Alban Cillaire  | DVG              | Professeur d’éducation physique |
| mars 1983    | mars 2008    | René Claverie   | UDF-CDS puis UMP | Médecin Conseiller général du canton de Lescar (1985 → 1998)                                                                               |
| mars 2008    | juillet 2020 | Christian Laine | PS               | Ingénieur en science sociale 9e vice-président de la CA Pau Béarn Pyrénées (2017 → 2020 )                                                  |
| juillet 2020 | en cours     | Valérie Revel   | PS               | Médecin en Gériatrie et Santé Publique Vice-présidente chargée des politiques communautaires de solidarité CA Pau Béarn Pyrénées (2020 → ) |

### Finances locales
Lescar appartient à la strate des communes ayant une population comprise entre 10 000 et 20 000 habitants.
En 2016, le total des produits de fonctionnement de la commune s'établit à 13,9 millions d'euros, pour un total des charges de fonctionnement de 12,5 millions d'euros, soit un résultat comptable de 1,4 million d'euros, ou 137 euros par habitant, à comparer à la moyenne de la strate qui est de 133 euros par habitant.

#### Capacités d'autofinancement
Le tableau ci-dessous présente l'évolution de la capacité d'autofinancement, un des indicateurs des finances locales de Lescar sur la période de 2005 à 2016 :
|                      | 2006 | 2007 | 2008 | 2009 | 2010 | 2011 | 2012 | 2013 | 2014 | 2015 | 2016 |
| -------------------- | ---- | ---- | ---- | ---- | ---- | ---- | ---- | ---- | ---- | ---- | ---- |
| Lescar               | 183  | 235  | 319  | 250  | 328  | 340  | 316  | 308  | 207  | 254  | 184  |
| Moyenne de la strate | 160  | 153  | 149  | 159  | 183  | 201  | 192  | 180  | 164  | 183  | 186  |

La capacité d'autofinancement de la commune, comparée à la moyenne de la strate, est légèrement inférieure en 2016, elle était significativement supérieure auparavant. Depuis 2016, le fonds de roulement est également inférieur à la moyenne de la strate.

#### Endettement
L'endettement de Lescar au 31 décembre 2016 peut s'évaluer à partir de trois critères : l'encours de la dette, l'annuité de la dette et sa capacité de désendettement :
- l'encours de la dette pour une valeur de 6 124 000 €, soit 583 € par habitant, est inférieur de 36,5 % à la valeur moyenne calculée pour les communes de la même strate (918 € par habitant). Depuis 5 ans, ce ratio a reculé puisqu'il s'établissait à 1 061 € par habitant en 2011[96] ;
- l'annuité de la dette pour une somme de 632 000 €, soit 60 € par habitant, est inférieure de 55,2 % à la valeur moyenne calculée pour les communes de la même strate (134 € par habitant). En partant de 2011 et jusqu'à 2016, ce ratio a constamment reculé depuis sa valeur de 151 € par habitant en 2011[96] ;
- la capacité d'autofinancement (CAF) pour une valeur totale de 1 938 000 €, soit 184 €par habitant, est inférieure de 1,1 % à la valeur moyenne calculée pour les communes de la même strate (186 € par habitant).

|                            | Lescar (€/hab.) | Strate (€/hab.) |
| -------------------------- | --------------- | --------------- |
| Encours de la dette        | 583 €           | 918 €           |
| Annuité de la dette        | 60 €            | 134 €           |
| Capacité d'autofinancement | 184 €           | 186 €           |

#### Fiscalité communale
Le tableau suivant compare les taux d'imposition locaux à ceux des autres communes de la même strate fiscale.
Les taux des taxes ci-dessous sont votés par la municipalité de Lescar. Par rapport à 2015, la taxe d'habitation à 12,31 %, la taxe foncière sur le bâti à 12,31 % et celle sur le non bâti à 62,53 % demeurent stables.
Le montant de la taxe d'habitation, indicateur de fiscalité directe, s'établit en 2016 à 1 823 €/habitant, contre 1 397 € en moyenne pour les communes de même importance. Cette hiérarchie est stable sur les cinq années précédentes.
|                               | Lescar (%) | Strate (%) |
| ----------------------------- | ---------- | ---------- |
| Taxe d'habitation             | 12,31      | 16,61      |
| Taxe foncière sur le bâti     | 12,31      | 22,74      |
| Taxe foncière sur le non bâti | 62,53      | 57,79      |

### Jumelages
Lescar est jumelée avec :
- L'Alfàs del Pi (Espagne) depuis 1986 ;
- Sátão (Portugal) depuis 1988 ;

## Équipements et services publics

### Environnement

#### Gestion de l'eau
La distribution en eau potable sur la commune est assurée par le syndicat d'adduction d'eau potable de la région de Lescar (SIAEP région de Lescar). Organisé sous la forme d'une délégation de service public (DSP) auprès de la Saur, celui-ci dessert les communes d'Aussevielle, Denguin, Labastide-Cézéracq, Lescar, Poey-de-Lescar et Siros. Dès juillet 1937, un projet d'adduction d'eau potable pour la commune de Lescar est mené. L'alimentation en eau potable se fait alors par le biais d'une source et de plusieurs puits situés en haut du bourg. Le syndicat est créé en 1955, avec une alimentation grâce à un puits situé près du gave de Pau. Le stockage des déchets ménagers à proximité du puits entraîne des pollutions, ce qui pousse le syndicat à s'approvisionner auprès de la régie de l'eau de Pau depuis 1982. La principale source d'approvisionnement de la régie se trouve sur les coteaux de Guindalos, commune de Jurançon. Elle capte les eaux de l'Œil du Néez (l'Oelh deth Néez) à Rébénacq. Après un chantier de douze mois et une inauguration en juin 2016, l'usine est rénovée pour un montant de dix millions d'euros, alors qu'un espace pédagogique ouvre ses portes en janvier 2018.
La compétence assainissement est assurée par la communauté d’agglomération Pau Béarn Pyrénées. Les effluents d'eaux sont acheminés, éventuellement par l’intermédiaire de stations de relevage, jusqu'à la station d'épuration de la communauté, située sur le territoire de Lescar. Cette station d'épuration, mise en service en 1982, puis agrandie en 2004, traite les effluents de douze communes de l'agglomération de Pau, soit 140 000 habitants. Depuis 2006, la communauté d'agglomération est propriétaire de l'installation et son exploitation est déléguée à la société Véolia. Cet équipement utilise un procédé d'épuration biologique dit « à boues activées ».

#### Déchets ménagers

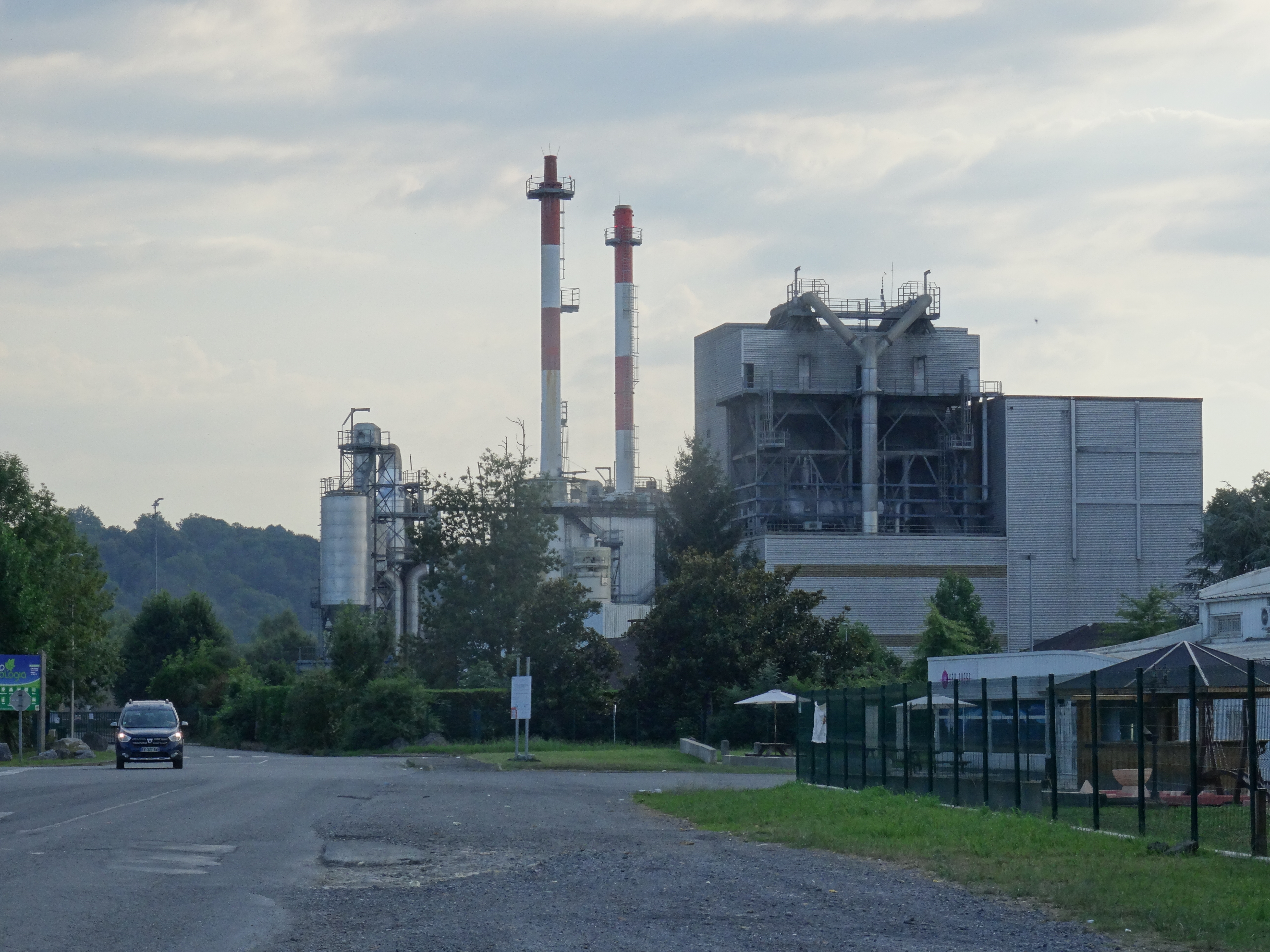
L'incinérateur de déchets de Lescar.

La collecte, le traitement et la valorisation des déchets est une compétence exclusive de la communauté d'agglomération Pau Béarn Pyrénées. La collecte des déchets ménagers (résiduels et multimatériaux) est effectuée en porte-à-porte sur toutes les communes de la communauté urbaine. Un réseau de cinq déchèteries accueille les encombrants et autres déchets spécifiques (déchets verts, déchets dangereux, gravats ou cartons) : Pau, Bizanos, Bosdarros, Jurançon et Lescar. La communauté Emmaüs Pau-Lescar assure également une activité de recyclage. En 2015, 84 487 tonnes de déchets ont été collectés, soit 582 kg/habitant.
Depuis le 1er janvier 2002, les compétences transfert/transport et traitement des déchets ont été confiées au syndicat mixte de traitement des déchets ménagers et assimilés du Bassin est (SMTD), désormais dénommé Valor Béarn. Selon la nature des déchets collectés, le traitement est effectué dans des sites différents : les déchets ménagers et les déchets verts sont envoyés au site Cap Ecologia de Lescar, les emballages ménagers sont traités à Sévignacq, le verre est traité en Gironde, les textiles sont recyclés dans des centres spécialisés. Plusieurs unités de traitement des déchets sont regroupées au site Cap Ecologia de Lescar : une usine d’incinération permettant la valorisation énergétique construite en 1973 et améliorée en 2006 avec un traitement spécifique des fumées, une plate-forme de maturation des mâchefers, une plate-forme de compostage et un centre de transfert des déchets.

### Enfance
La commune de Lescar accompagne la petite enfance en partenariat avec la CAF en proposant un mode d'accueil stable, par le biais du relais d’accueil aux parents et aux assistantes maternelles (RAPAM). Deux structures d'accueil (La Mainadière et les Mini-Pousses) totalisent 70 places pour des enfants allant de 2 mois et demi à 3 ans. La Maison de l'enfance a pour but de centraliser l'ensemble des services relatifs aux enfants âgés de 3 à 12 ans. Un accueil de loisir est notamment assuré tous les mercredis en période scolaire et durant les vacances scolaires. Enfin, la Maison des jeunes concerne les jeunes âgés de 11 à 17 ans ; celle-ci est chapeautée par le service des sports de la commune.

### Personnes âgées
Le CCAS de la ville de Lescar est chargé de coordonner les actions en faveur des personnes âgées en ce qui concerne l'accès aux droits, l'aide à la constitution des demandes de prestations, les aides aux déplacements urbains ou encore la mise en place des plans d'alerte liés aux risques naturels et sanitaires. Des services de portage de repas, de téléassistance et d'aides à domicile sont aussi proposés. La commune met en place différentes animations pour renforcer le lien social avec les personnes âgées : il peut s'agir de voyages, de séances de gymnastique, d'ateliers cuisine ou d'un réveillon solidaire.
Deux établissement d'hébergement pour personnes âgées dépendantes (EHPAD) médicalisés sont actifs sur le territoire de la commune (L'Esquirette et Anna Bordenave),. La maison pour l'autonomie et l'intégration des malades d'Alzheimer (MAIA) de Lescar est un outil de coordination créé en direction des personnes âgées en perte d'autonomie; elle concerne huit cantons de l'agglomération paloise.

### Personnes handicapées
Les personnes handicapées résidant dans la commune de Lescar peuvent bénéficier de plusieurs aides dont le portage de repas à domicile, le service de transport accompagné ou encore de l'accompagnement du CCAS. Lescar accueille également différents centres pour personnes handicapées gérés par l'Adapei, dont un ESAT ainsi qu'une maison d'accueil pour personnes handicapées âgées (MAPHA) et un foyer d'hébergement pour personnes handicapées adultes sur le site du Bialé. Inauguré en 2012, le foyer d'hébergement de l'association l'Ensoleillade accueille 60 personnes en situation de handicap mental.

### Enseignement

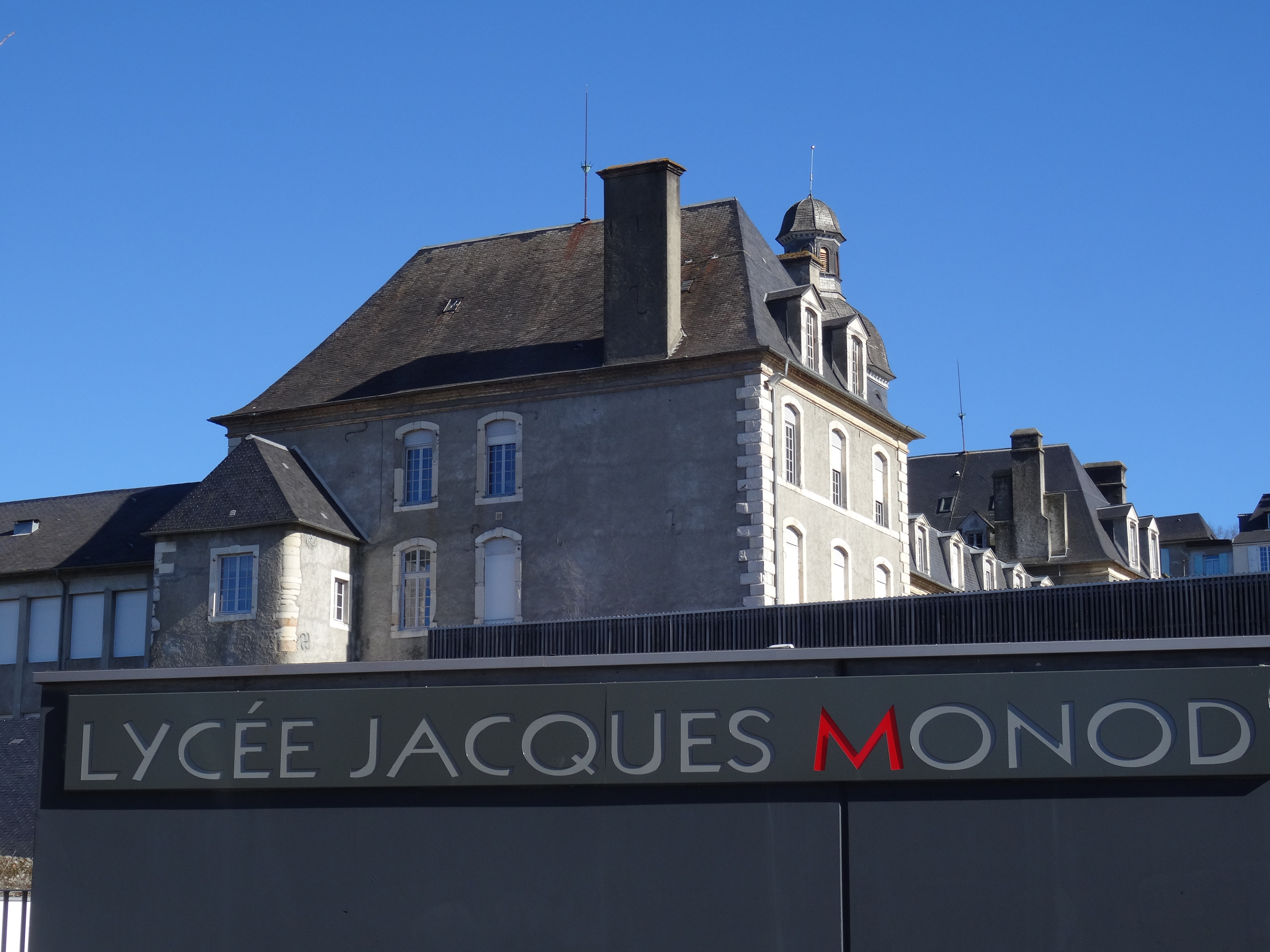
Le lycée Jacques-Monod.

Lescar est rattachée à l’académie de Bordeaux, dans la zone A du calendrier scolaire.
La commune administre trois écoles maternelles (Les Près, Victor Hugo et Le Laoü) et trois écoles élémentaires communales (Paul Fort, Victor Hugo et Le Laoü). On compte deux écoles primaires privées (Notre-Dame et une école Calandreta) dans la localité.
Le département gère un collège (Simin Palay,). Il est accompagné d'un collège privé (Notre-Dame). La région Nouvelle-Aquitaine administre elle le lycée général et technologique Jacques-Monod,. L'actuel lycée accueille jusqu’en 1977 l'école normale de garçons du département. De son ouverture en 1845, à sa fermeture, l'école est fréquentée par plusieurs personnalités, dont Étienne Camy-Peyret, Georges Laplace, Roger Lapassade ou encore Bernard Charbonneau.
La chambre de commerce et d'industrie Pau Béarn rassemble un centre de formation continue (IPC) ainsi qu'une école supérieure de commerce du sport (CNPC) sur son site lescarien.

### Santé
Les soins des Lescariens sont assurés sur place par une quinzaine de médecins généralistes, une dizaine de chirurgiens-dentistes, des auxiliaires médicaux et trois pharmacies. Le centre hospitalier de Pau assure les soins plus urgents ou importants; celui-ci est composé de l’hôpital François-Mitterrand, du centre Hauterive (rééducation fonctionnelle, unité de SSR et médecine nucléaire) et du centre Jean-Vignalou pour la gérontologie. Plusieurs cliniques présentent à Pau et Aressy complètent le dispositif sanitaire de l'agglomération paloise.

### Justice et sécurité
La commune relève de la cour d'appel de Pau pour toutes les juridictions, à l'exception de la cour administrative d'appel qui se trouve à Bordeaux.
La sécurité de Lescar est de la compétence du commissariat de Pau depuis 2005. La commune accueille une brigade de proximité de la Gendarmerie nationale française, qui ne reçoit plus de public depuis 2014. Lescar est dotée d'une police municipale de quatre postes, ce service quitte ses locaux de la rue du Pont Louis le 1er juin 2016 pour s'établir à la mairie.

## Population et société

### Démographie
Selon le classement établi par l'Insee, Lescar est une commune urbaine, une des 53 communes de l'unité urbaine de Pau ; elle fait donc partie de l'aire urbaine de Pau. Elle appartient à l’établissement public de coopération intercommunale (EPCI) Pau Béarn Pyrénées, à la zone d’emploi de Pau et au bassin de vie de cette dernière.
Les habitants de la commune sont appelés les Lescariens.

#### Évolution démographique
L'évolution du nombre d'habitants est connue à travers les recensements de la population effectués dans la commune depuis 1793. Pour les communes de moins de 10 000 habitants, une enquête de recensement portant sur toute la population est réalisée tous les cinq ans, les populations de référence des années intermédiaires étant quant à elles estimées par interpolation ou extrapolation. Pour la commune, le premier recensement exhaustif entrant dans le cadre du nouveau dispositif a été réalisé en 2004.

En 2022, la commune comptait 9 540 habitants, en évolution de −3,38 % par rapport à 2016 (Pyrénées-Atlantiques : +3,78 %, France hors Mayotte : +2,11 %).
| 1793  | 1800  | 1806  | 1821  | 1831  | 1836  | 1841  | 1846  | 1851  |
| ----- | ----- | ----- | ----- | ----- | ----- | ----- | ----- | ----- |
| 1 948 | 1 710 | 1 611 | 1 781 | 2 093 | 1 938 | 2 096 | 2 014 | 1 940 |

| 1856  | 1861  | 1866  | 1872  | 1876  | 1881  | 1886  | 1891  | 1896  |
| ----- | ----- | ----- | ----- | ----- | ----- | ----- | ----- | ----- |
| 1 877 | 1 776 | 1 827 | 1 807 | 1 855 | 1 791 | 1 794 | 1 645 | 1 630 |

| 1901  | 1906  | 1911  | 1921  | 1926  | 1931  | 1936  | 1946  | 1954  |
| ----- | ----- | ----- | ----- | ----- | ----- | ----- | ----- | ----- |
| 1 554 | 1 522 | 1 482 | 1 471 | 1 661 | 1 871 | 1 750 | 1 576 | 1 855 |

| 1962  | 1968  | 1975  | 1982  | 1990  | 1999  | 2004  | 2006  | 2009  |
| ----- | ----- | ----- | ----- | ----- | ----- | ----- | ----- | ----- |
| 2 194 | 2 953 | 4 164 | 5 186 | 5 793 | 8 191 | 9 439 | 9 752 | 9 794 |

| 2014  | 2019  | 2022  | - | - | - | - | - | - |
| ----- | ----- | ----- | - | - | - | - | - | - |
| 9 991 | 9 665 | 9 540 | - | - | - | - | - | - |

Jusqu'aux années 1960, la démographie lescarienne ne subit que très peu d'évolutions avec un total d'environ 2 000 habitants. Il convient toutefois de signaler une baisse de population entre la deuxième moitié du XIXe siècle et l'après Première Guerre mondiale, dans un contexte d'exode rural et d'émigration béarnaise,. La population lescarienne augmente de manière très sensible à partir des années 1960, sous l'effet du processus de périurbanisation. Cette croissance marque nettement le pas à la fin des années 2000, avec une stabilisation autour de 10 000 habitants.

#### Pyramide des âges
En 2018, le taux de personnes d'un âge inférieur à 30 ans s'élève à 31,4 %, soit au-dessus de la moyenne départementale (30,9 %). À l'inverse, le taux de personnes d'âge supérieur à 60 ans est de 27,0 % la même année, alors qu'il est de 30,5 % au niveau départemental.
En 2018, la commune comptait 4 793 hommes pour 4 942 femmes, soit un taux de 50,77 % de femmes, légèrement inférieur au taux départemental (52,08 %).
Les pyramides des âges de la commune et du département s'établissent comme suit.
| Hommes | Classe d’âge | Femmes |
| ------ | ------------ | ------ |
| 0,6    | 90 ou +      | 1,3    |
| 7,1    | 75-89 ans    | 9,2    |
| 17,5   | 60-74 ans    | 18,3   |
| 25,5   | 45-59 ans    | 25,6   |
| 16,0   | 30-44 ans    | 16,0   |
| 16,0   | 15-29 ans    | 14,2   |
| 17,3   | 0-14 ans     | 15,4   |

| Hommes | Classe d’âge | Femmes |
| ------ | ------------ | ------ |
| 1      | 90 ou +      | 2,6    |
| 8,7    | 75-89 ans    | 11,8   |
| 18,9   | 60-74 ans    | 19,8   |
| 21     | 45-59 ans    | 20,3   |
| 17,9   | 30-44 ans    | 17,3   |
| 16,2   | 15-29 ans    | 14     |
| 16,3   | 0-14 ans     | 14,2   |

### Vie associative
Le tissu associatif de Lescar compte plus d'une centaine de structures. On dénombre notamment 42 associations dans le domaine sportif, 19 associations dans le domaine culturel, 17 associations dans le domaine des loisirs, 13 associations dans le domaine social, 12 associations dans le domaine corporatif, 8 associations dans le domaine scolaire et 5 associations dans le domaine commercial. Le service vie associative de la ville est chargé de conventionner les associations afin d'assurer un contrôle sur ses actions, il assure également le traitement des demandes de subventions.

### Sports et loisirs

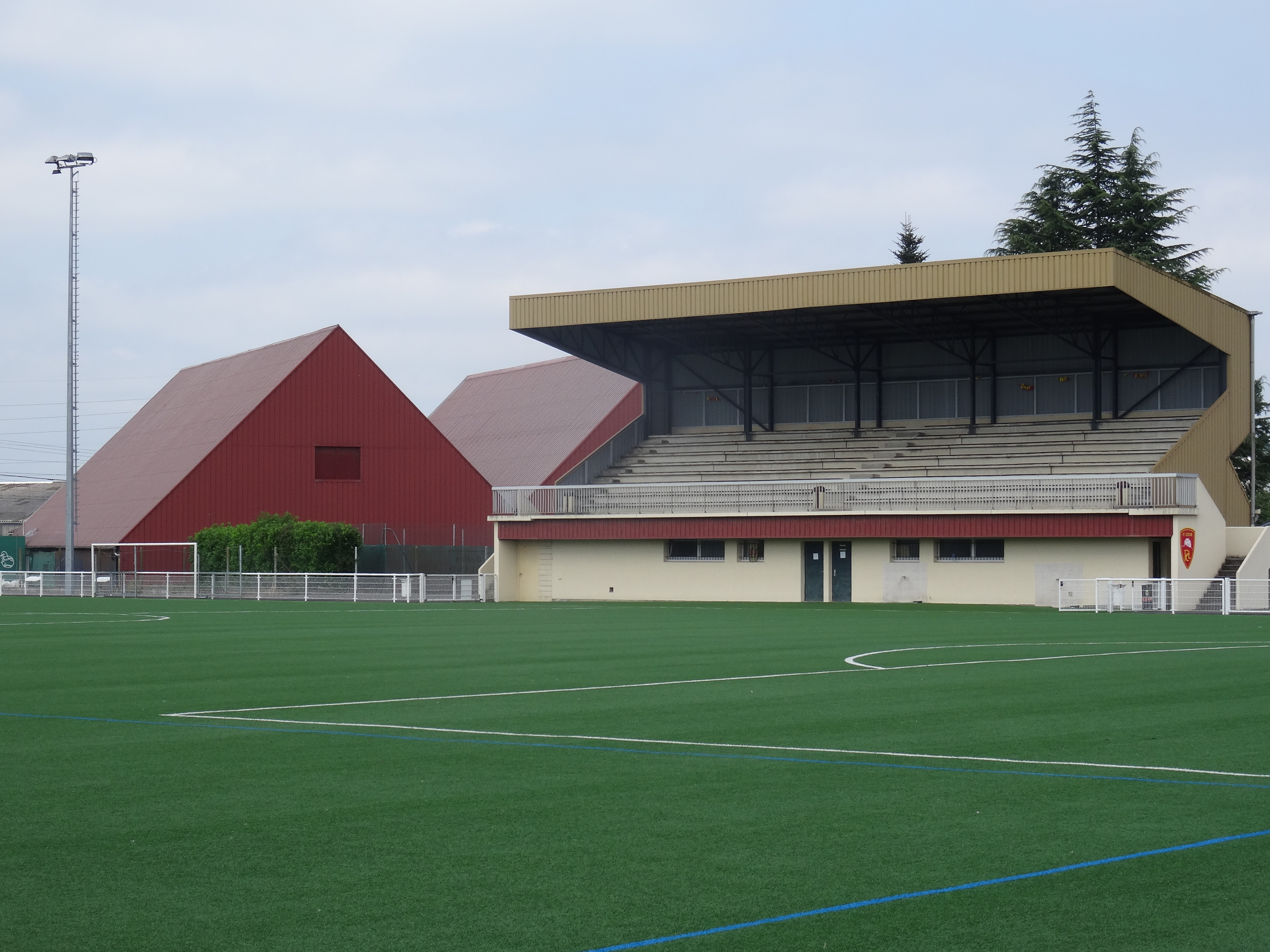
Le stade d'honneur de football Bernard-Masseillou.

La ville de Lescar dispose de plusieurs équipements publics permettant la pratique du sport.
Lescar compte notamment trois complexes sportifs omnisports (Désiré-Garrain, Paul-Fort et Victor-Hugo), ainsi qu'un stade municipal équipé de deux terrains en gazon naturel et d'un en gazon synthétique.
Enfin, Lescar dispose de sept courts de tennis et d'une salle de tennis de table, d'une piscine municipale offrant un bassin de 25 mètres en plein air ou encore d'un complexe de tir à l'arc.
Chaque année, le service des sports de la commune met en place l’événement « Faites du Sport », course multisports en équipe qui voit la participation d'environ 400 sportifs.

#### Les origines de la pratique sportive à Lescar
Le patronage Saint-Joseph est officiellement créé le 14 octobre 1921 . Créé avant l'Avenir Lescarien, le patronage Saint-Joseph permettait la pratique du football, du basket-ball, de la pelote ou encore du tir. La pratique du Football est attestée à Lescar dès 1921, lorsque le patronage Saint-Joseph dispute les championnats de l'Union régionale pyrénéenne.

#### Football
Créé en 1977, le Football Club lescarien dispose du terrain d'honneur en gazon synthétique dans le stade municipal de la ville. Son équipe senior évolue au niveau « Régional 1 » de la Ligue de football Nouvelle-Aquitaine, l'équivalent de la cinquième division nationale.

#### Rugby
Le Rugby Club Billère ASPTT Lescar (RC BAL) occupe les deux terrains en gazon naturel du stade municipal. Ce club est né de la fusion en 2004 de l'A.S. Billère, de l'ASPTT de Pau et de l'Avenir lescarien. Le club compte environ 250 licenciés. L'Avenir lescarien voit le jour le 24 juin 1923, avec pour siège le Café de La Terrasse et permet à son origine la pratique du rugby et de l'athlétisme. Le club opte pour le rugby à XIII en 1935, avant de revenir au rugby à XV durant la Seconde Guerre mondiale. Autre association historique, le club bouliste de Lescar est créé dès 1954.

#### Tennis
Le Tennis Club de Lescar (TCL), dont Jérémy Chardy a été membre.

#### Judo
Judo Club de Lescar.

#### Basket-Ball
Lescar Basket créé en 1987.

#### Volley-Ball
Lescar Promotion Volley-Ball

#### Handball
Lescar Handball

#### Cyclisme
Lescar Vélo Sprint est présidé par Gilbert Duclos-Lassalle, il a également vu les débuts de Stéphane Augé.

### Médias
L'actualité de Lescar est traitée par des médias axés sur l'actualité béarnaise. C'est le cas de trois quotidiens de presse écrite dépendants du Groupe Sud Ouest : le Sud Ouest (édition Béarn et Soule), L'Éclair et La République des Pyrénées. Communément appelé La République, ou La Rep, il s'agit du quotidien le plus lu du Béarn et de la Soule avec 143 000 lecteurs moyens au numéro.
Une antenne de France 3 Aquitaine est implantée à Pau. Elle traite quotidiennement de l'actualité en Béarn lors du décrochage local du 19/20 dans son édition « France 3 Pau Sud-Aquitaine ». France Bleu Béarn, Virgin Radio Sud Aquitaine ou encore RFM Béarn disposent de décrochages locaux. La municipalité publie chaque mois « Le 20h des Lescariens » sur sa chaîne YouTube.
Le long métrage I Feel Good (2018) de Benoît Delépine et Gustave Kervern, avec Jean Dujardin, est tourné en partie dans le village Emmaüs de Lescar.

### Cultes

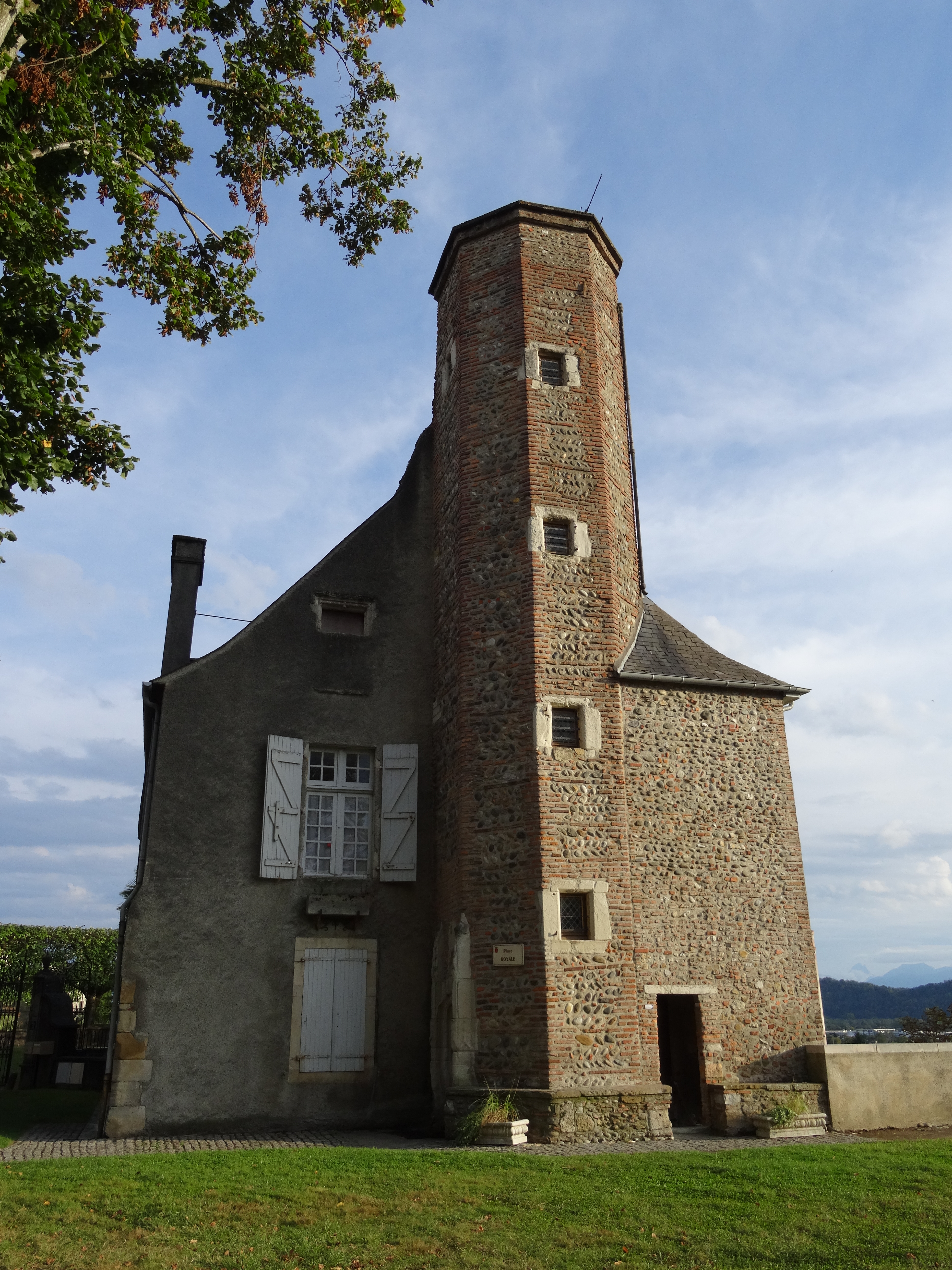
La tour du presbytère.

Seul le culte catholique est organisé au sein de la commune. Lescar dépend du diocèse de Bayonne, Lescar et Oloron, suffragant depuis 2002 de l’archidiocèse de Bordeaux. La cathédrale Notre-Dame-de-l'Assomption et l'église Saint-Julien sont réunies au sein de la paroisse « Notre-Dame-en-Béarn - Lescar »,.
Le diocèse de Beneharnum s'organise au tournant du Ve et du VIe siècle. La légende veut que saint Julien soit le fondateur du diocèse à la fin du Ve siècle. Mais aucun fait tangible ne vient confirmer cette tradition orale. Le premier évêque de Beneharnum, dont l'histoire fasse mention, est saint Galactoire. Il participe au concile d'Agde en 506 sous le titre de « Galactorius, episcopus de Benarno ». Au cours des cinq siècles suivants, l'histoire du diocèse de Beneharnum est très lacunaire, avec uniquement la mention de quelques évêques dans des documents. Avec la destruction de la cité gallo-romaine autour du IXe siècle sous les assauts des Normands, le nom de Beneharnum disparaît. C'est sous Guillaume Sanche de Gascogne à la fin du Xe siècle que le diocèse réapparaît sous le nom de Lascurris. Le diocèse de Lescar gagne progressivement en autonomie vis-à-vis de l’évêché de Gascogne durant le XIe siècle. Grégoire de Montaner semble être le premier évêque à s'affranchir totalement de cette emprise en réorganisant le diocèse béarnais. Le diocèse de Lescar est finalement supprimé en 1801, pour être rattaché à celui de Bayonne.
En janvier 2024, Gilles Bonnin, ancien prêtre de Lescar, est condamné à quatre ans de prison dont trois avec sursis probatoire, pour l'agression sexuelle de deux enfants entre 2000 et 2008,.

## Économie

### Revenus de la population et fiscalité
En 2014, le revenu médian disponible par ménage était de 24 153 € à Lescar, dont 73,8 % issus des revenus d'activité. Cette même année, 31,3 % des foyers fiscaux n'étaient pas imposables.

### Emploi
En 2014, la population âgée de 15 à 64 ans s'élevait à 6 582 personnes, parmi lesquelles on comptait 73,9 % d'actifs dont 66,8 % ayant un emploi et 7,1 % de chômeurs.
On comptait alors 6 423 emplois dans la zone d'emploi, contre 5 901 en 2009. Le nombre d'actifs ayant un emploi résidant dans la zone d'emploi étant de 4 449, l'indicateur de concentration d'emploi est de 144,4 %, ce qui signifie que la zone d'emploi offre un peu plus d’un emploi par habitant actif.

### Entreprises et commerces
Au 31 décembre 2015, Lescar comptait 1 065 établissements : 16 dans l’agriculture-sylviculture-pêche, 61 dans l'industrie, 101 dans la construction, 732 dans le commerce-transports-services divers et 155 étaient relatifs au secteur administratif.
En 2015, 92 entreprises ont été créées à Lescar, dont 59 par des auto-entrepreneurs.
Le tableau ci-dessous détaille les établissements actifs par secteur d'activité au regard du nombre de salariés :
|                                                              | Total | %     | 0 salarié | 1 à 9 salariés | 10 à 19 salariés | 20 à 49 salariés | 50 salariés ou plus |
| ------------------------------------------------------------ | ----- | ----- | --------- | -------------- | ---------------- | ---------------- | ------------------- |
| Ensemble                                                     | 1 065 | 100,0 | 617       | 327            | 63               | 36               | 22                  |
| Agriculture, sylviculture et pêche                           | 16    | 1,5   | 14        | 2              | 0                | 0                | 0                   |
| Industrie                                                    | 61    | 5,7   | 28        | 22             | 3                | 5                | 3                   |
| Construction                                                 | 101   | 9,5   | 67        | 25             | 5                | 3                | 1                   |
| Commerce, transports, services divers                        | 732   | 68,7  | 391       | 261            | 44               | 24               | 12                  |
| dont commerce et réparation automobile                       | 298   | 28,0  | 98        | 156            | 22               | 13               | 9                   |
| Administration publique, enseignement, santé, action sociale | 155   | 14,6  | 117       | 17             | 11               | 4                | 6                   |
| Champ : ensemble des activités.                              |       |       |           |                |                  |                  |                     |

#### Secteur primaire

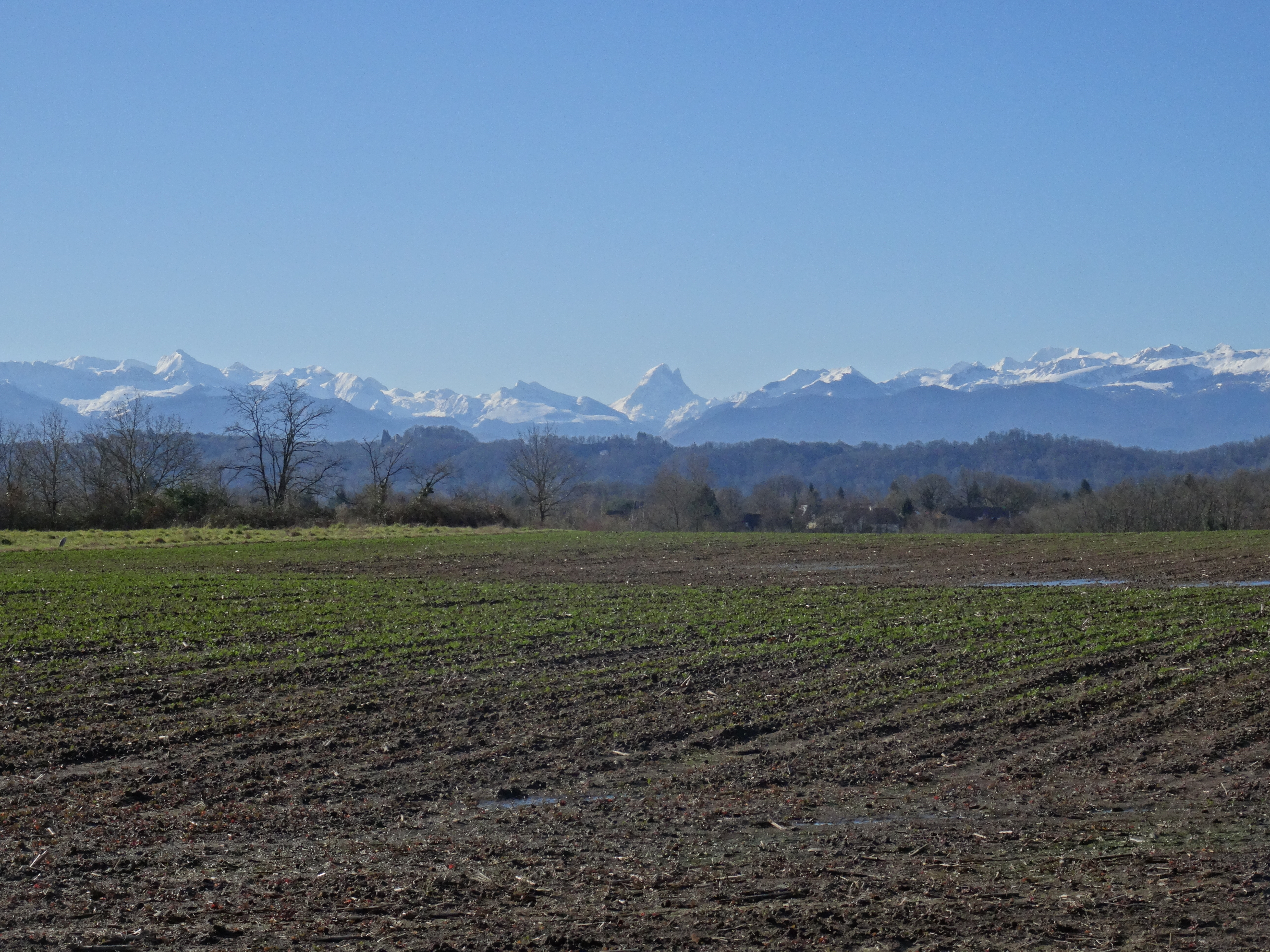
La plaine du Pont-Long regroupe une part importante des terres agricoles de la commune.

Le secteur primaire est représenté par un faible nombre d'entreprises sur la commune, une quinzaine environ dans le domaine agricole qui sont en grande partie individuelles. Le territoire communal conserve, malgré tout, un aspect semi-rural. La commune compte environ 45 % de surfaces agricoles, dont 80 % pour la culture du maïs et 10 % de céréales à paille notamment. Pendant longtemps concentrée dans la plaine du gave, la zone agricole de la commune se concentre depuis le XXe siècle sur la zone du Pont-Long.
Ce terrain marécageux est occupé pendant des siècles par les bergers de la vallée d'Ossau pour le pâturage hivernal de leurs troupeaux ou comme zone de transhumance vers les Landes de Gascogne. Les bergers ossalois revendiquent un droit d'usage de la zone, ce qui pousse à de nombreux conflits avec les populations locales, soucieuses d'étendre leur domaine cultivable pour répondre à leur croissance démographique. En 1828, le droit de propriété des Ossalois est reconnu mais ces derniers doivent en céder la moitié aux populations locales quelques années plus tard. En 1853, la partie conservée est partagée entre le syndicat du Haut-Ossau et celui du Bas-Ossau, ce dernier vendant ces terres. Avec la fin des transhumances vers les Landes de Gascogne durant les années 1950, le syndicat du Haut-Ossau accepte la location de ses terres ainsi que le défrichement mécanique pour une culture intensive du maïs. Cette période de défrichement correspond à l'introduction du maïs hybride en Béarn par la coopérative Euralis, qui permet de multiplier les rendements.
Basée sur le territoire de Lescar, la ferme du Pont-Long est considérée comme étant la plus importante du département. En plus de cette ferme, la communauté syndicale du Haut-Ossau gère des lotissements, des locaux commerciaux et industriels sur cette lande du Pont Long pour un total d'environ 1 000 ha. La commune de Lescar fait partiellement partie de la zone d'appellation de l'ossau-iraty depuis les années 1980. En 2017, la zone est étendue pour englober le Pont-Long, permettant aux producteurs ossalois de bénéficier des approvisionnements en fourrages et en céréales issus de la ferme du Pont-Long.

#### Secteur secondaire

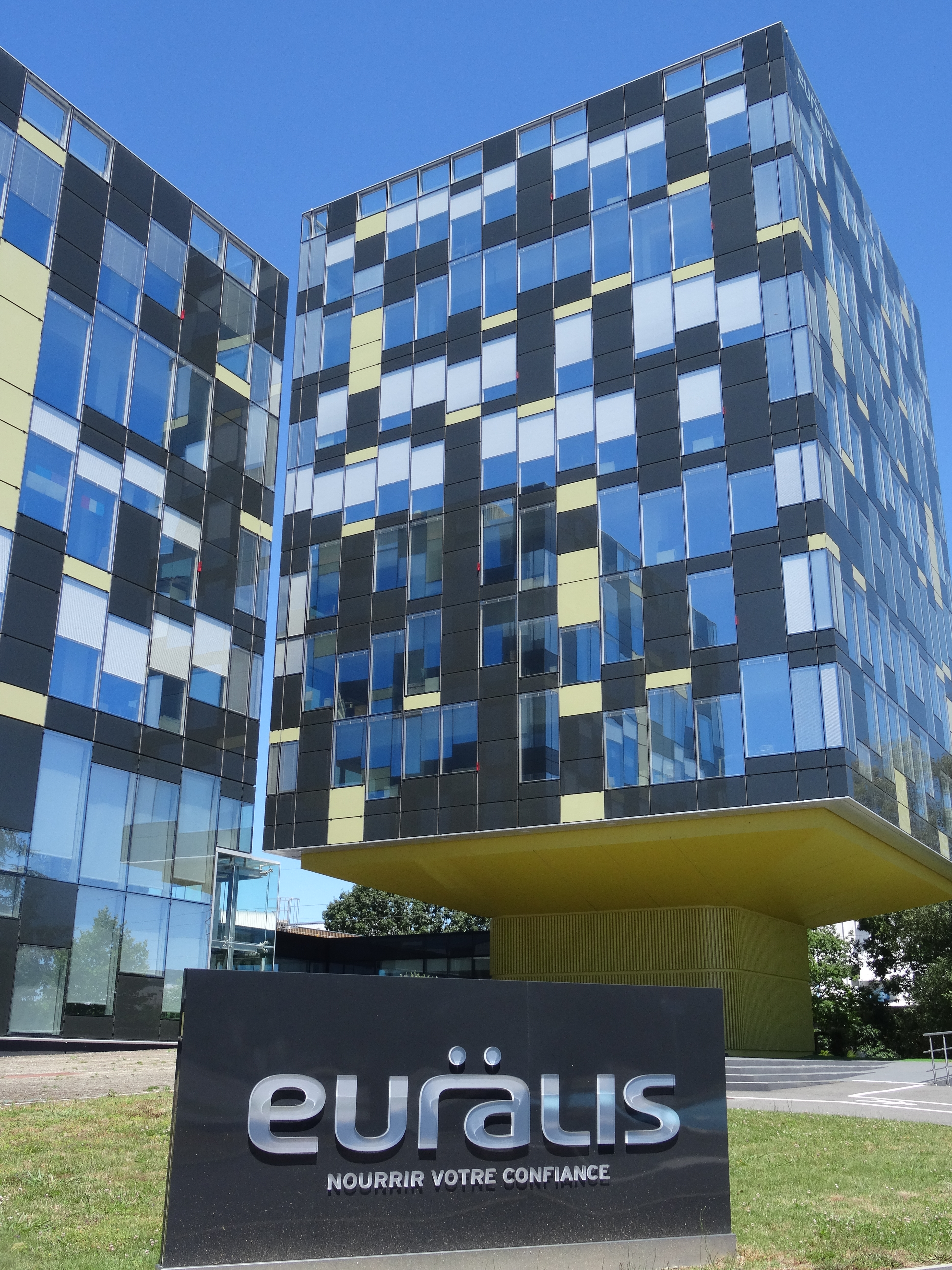
Siège du groupe coopératif Euralis.

Groupe coopératif agricole et agroalimentaire, Euralis emploie environ 5 000 personnes et a réalisé un chiffre d'affaires de 1,42 milliard d'euros en 2017. La coopérative de blé du bassin de l'Adour est créée en 1936, elle participe fortement à l'implantation du maïs hybride dans le Sud-Ouest de la France dans les années 1950. À l'étroit sur son site de Billère, la coopérative se relocalise à Lescar en 1976. Le choix de cette implantation est dicté par la disponibilité de vastes terrains, de la proximité de la voie de chemin de fer ainsi que par la position de Lescar comme première commune de production de la coopérative. En 1986, la coopérative est rebaptisée « Coop de Pau » avant d'adopter son nom actuel Euralis en 1994. Le siège social lescarien du groupe compte environ 400 salariés, il est totalement rénové en 2013.
Le Groupe Daniel a pour cœur de métier l'extraction et le concassage de granulats. Il fournit également des services dans la production et livraison de bétons, la préfabrication de produits en béton, le négoce de matériaux et le transport. Il emploie environ 300 salariés pour un chiffre d'affaires de 70 millions d'euros. Son siège social se situe à Lescar, il y dispose également d'un showroom de 350 m2. Le groupe exploite la carrière « Dragages du Pont de Lescar » sur la commune. L'artisanat est un segment important de ce secteur secondaire lescarien. Les métiers du bâtiment sont particulièrement représentés : charpente, maçonnerie, peinture, électricité,.

#### Secteur tertiaire

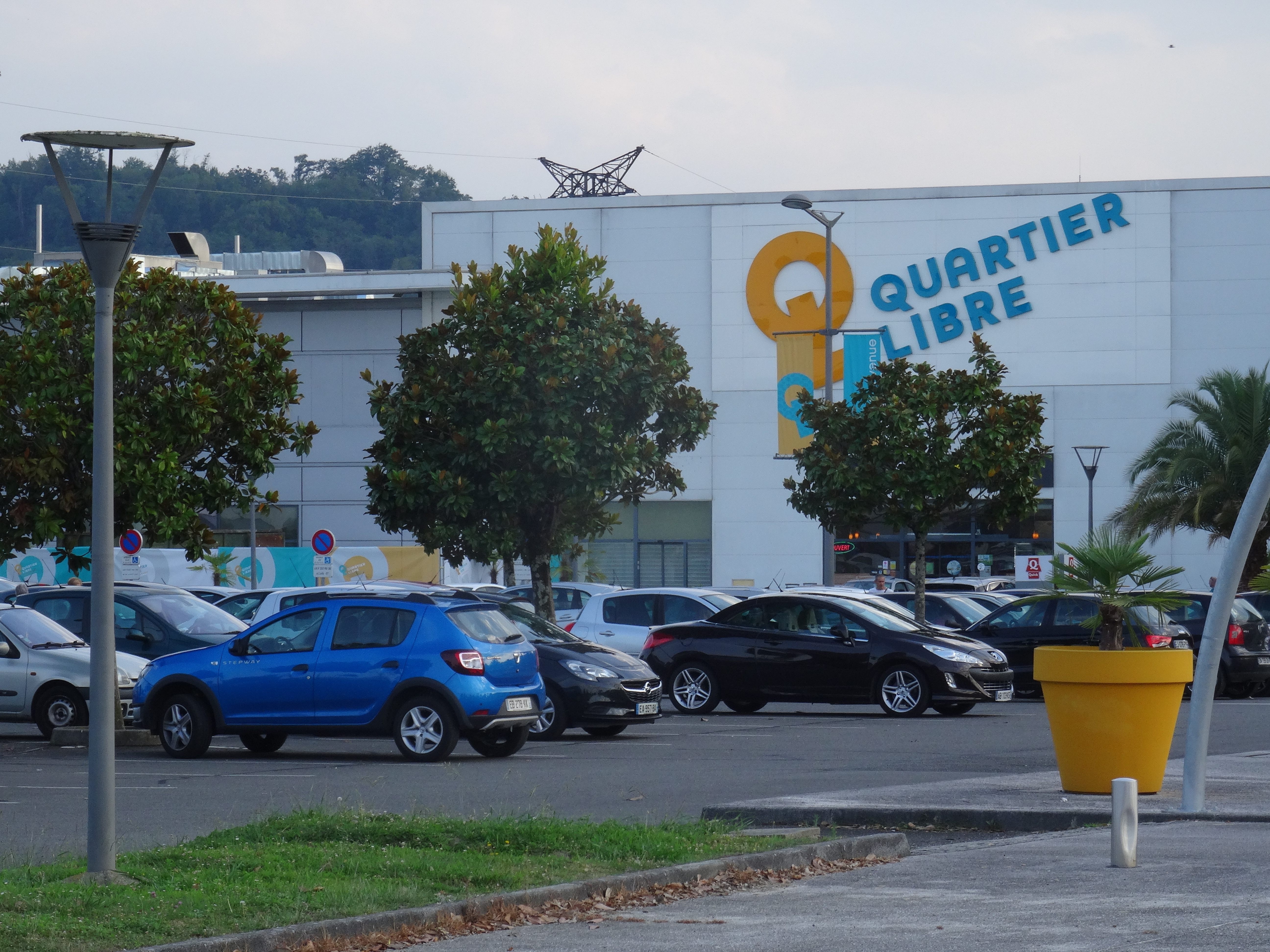
Le centre commercial Quartier Libre regroupe 60 commerces.

Le secteur tertiaire représente le principal secteur économique de Lescar, avec environ 70 % des entreprises de la commune. L'activité commerciale est particulièrement importante, avec la présence d'une vaste zone commerciale au sud de la ville. Celle-ci génère environ 500 millions d'euros de chiffre d'affaires,, soit la moitié de l'activité commerciale de l'agglomération paloise (pour 10 % des implantations). Cette zone est présentée comme l'une des plus grandes de France, composée d'environ 330 commerces et de 7 000 places de stationnement. Depuis 2002, l'association Lescar Soleil fédère environ 250 commerces issus pour l'essentiel de cette zone commerciale. Les enseignes de grande distribution représentent les plus grandes entreprises du secteur tertiaire de la commune : l'hypermarché Carrefour (330 salariés), Castorama (110 salariés) ou encore Decathlon (100 salariés). Les deux locomotives de la zone commerciale sont le centre commercial Carrefour Pau-Lescar, avec 70 commerces, et Quartier Libre, avec 60 commerces. Le premier ouvre ses portes en 1973 avant une profonde rénovation en 2017, tandis que le deuxième ouvre en 2002 par le biais du Groupe Casino.
Le commerce de proximité est regroupé autour de sept pôles commerciaux, totalisant environ 60 enseignes installées au sein des zones résidentielles. En 2016, l'association CAP Lescar est lancée pour promouvoir les commerçants et artisans de proximité de la commune. Un marché bi-hebdomadaire se tient dans la commune le mercredi après-midi et dimanche matin. L'activité commerciale lescarienne est marquée pendant des décennies par la tenue, aujourd'hui disparus, de la foire agricole du printemps et du comice agricole à l'automne, place de la Hourquie. La Cité médiévale était également animée chaque jeudi par un marché alimenté par les maraîchers locaux.
Au 1er janvier 2017, la ville compte 5 hôtels (dont 1 établissement quatre étoiles) pour 296 chambres. 104 emplacements de camping étaient recensés à la même date. De plus, un bureau d'information touristique de l'office de tourisme Pau Pyrénées est présent sur la commune.

## Culture locale et patrimoine

### Langue

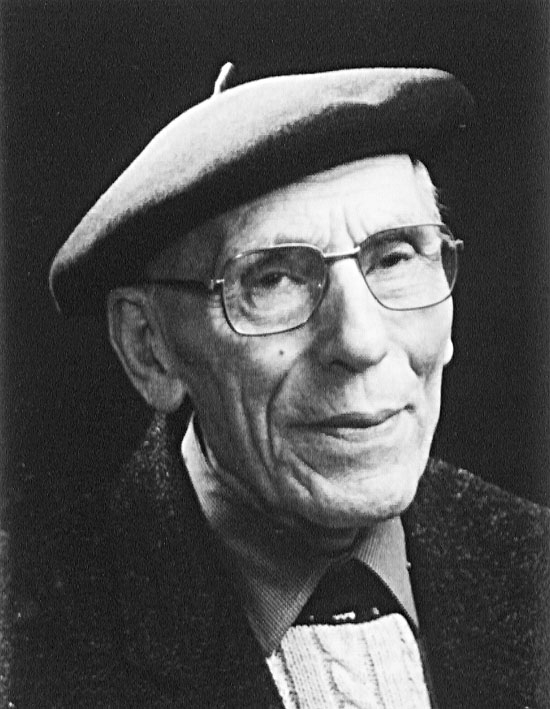
Roger Lapassade, poète béarnais.

Le béarnais (bearnés ou biarnés) est le nom donné au parler de langue d'oc du Béarn. Il s'agit d'un parler roman inclus dans la famille du gascon. Le béarnais est la seule langue utilisée par les institutions du Béarn depuis l'origine de la vicomté au IXe siècle jusqu'en 1620, il l'est ensuite concurremment au français de 1620 à 1789,. Son usage reste encore majoritaire auprès des Béarnais à la fin du XVIIIe siècle et le recul de son usage ne se manifeste guère avant la seconde moitié du XIXe siècle. L'école française entre en conflit direct avec l'usage des langues régionales à partir du dernier tiers du XIXe et ce jusqu'à la première moitié du XXe siècle.
En septembre 1993, une école Calandreta ouvre ses portes sur la commune de Lescar. Cette dernière est gérée par l'association loi de 1901 « Calandreta Lescar » créée en 1992. Ses ressources proviennent des collectivités locales, des adhérents et des actions menées par les parents. L'enseignement de l'école se fait selon le principe de l'immersion linguistique précoce. L'école compte environ soixante élèves. Le Terrier de Lescar passe pour être le plus vieux document lescarien arrivé intact jusqu'à nos jours. Rédigé en 1643 en langue béarnaise, ce texte référence quartier par quartier (vic par vic) les terrains construits, les terres cultivées et incultes qui étaient imposables, ainsi que le nom des propriétaires. Plusieurs auteurs de langue béarnaise ont un lien avec la commune, le lescarien Jean-Henri Fondeville au XVIIe siècle ou plus récemment Roger Lapassade, qui passe une partie de ses études à l'école normale dans l'entre-deux-guerres.
Vastin Lespy rapporte le dicton « Lous broujassès de Lescar », les mangeurs de broye de Lescar. La broye était le plat typique des campagnes béarnaises. La tradition rapporte également que les personnes qui allaient prendre leur repas disaient « Lèyt e lèyt e broje a culhé plée » (Lait et lait et broye à cuillère pleine) au rythme d'une sonnerie sonnant à midi à Lescar.

### Patrimoine culturel

#### Évènements culturels

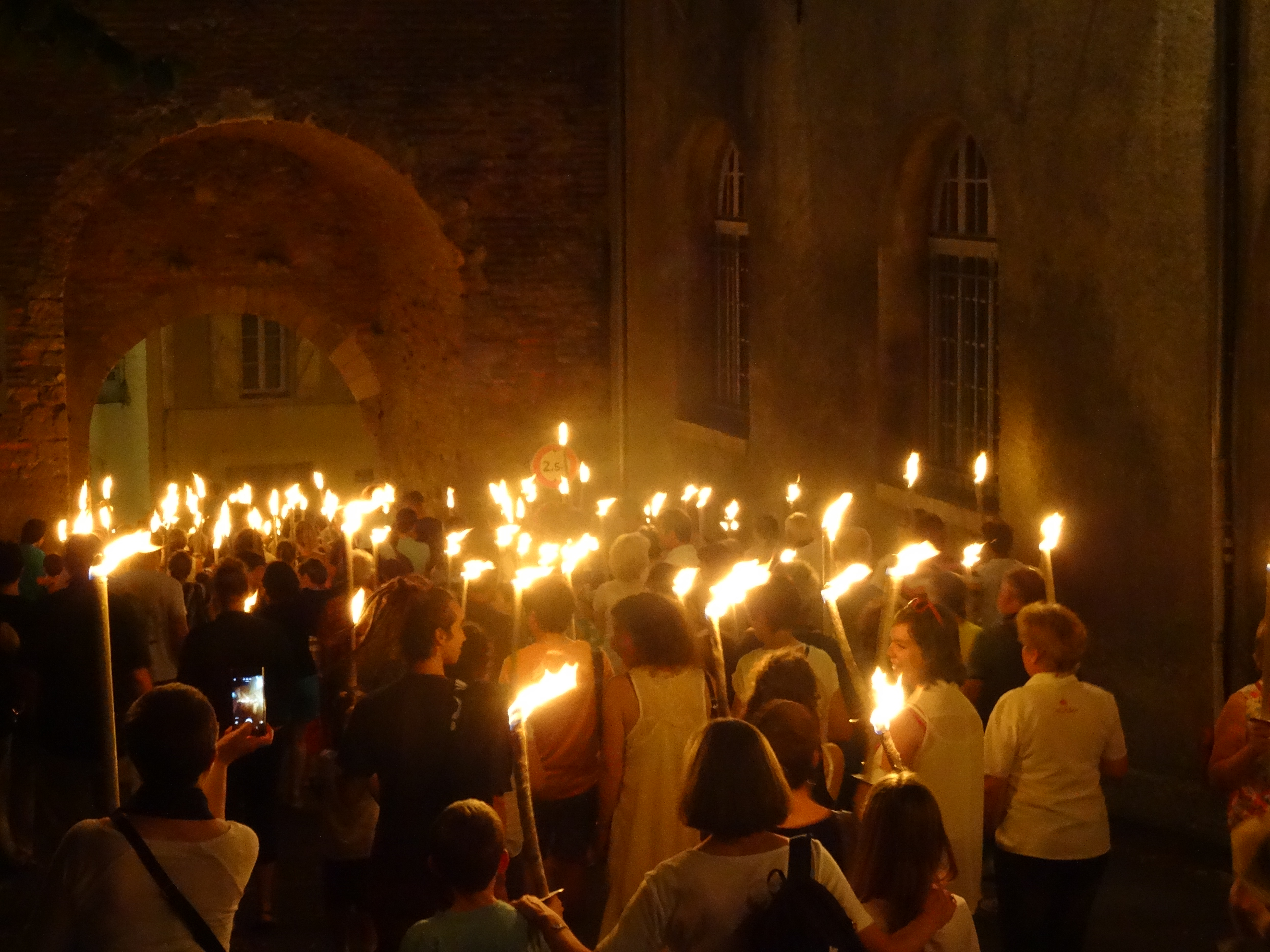
Huec de la Sent Jan.

Plusieurs évènements culturels sont organisés au fil de l'année dans la commune. Au mois de mai se déroule un festival de théâtre amateur, créé et organisé par l'association des « Mutins de Lescar ». Il est suivi, à la fin juin, par le huec de la Sent Jan (feu de la Saint Jean), une tradition millénaire en Béarn qui annonce le début de l'été : cet événement est organisé à Lescar par l'association Esquireta. La fête des Lescariens « Bonne fête Lescar ! » se déroule début juillet, désormais en même temps que « Faites du sport ».
Organisé depuis 2007, le festival Emmaüs se tient habituellement fin juillet. Il est constitué de débats, conférences et concerts. Il accueille par exemple les artistes ou groupes d'artistes IAM, Public Enemy, Oxmo Puccino, Keny Arkana ou encore The Avener. En 2011, le festival réalise jusqu'à 20 000 entrées. Depuis, les organisateurs ont décidé de recentrer l'événement sur deux jours de week-end dans le but d'accueillir un public plus familial. Autre événement phare de la saison culturelle de Lescar, les « Mystères de la Cité » se déroulent mi-septembre. Durant deux journées, son et lumières, spectacles de rue et animations festives sont proposés au cœur de la Cité médiévale ainsi qu'au pied des remparts. Cette manifestation accueille jusqu'à 20 000 personnes en 2014. Tout au long de l'année sont également donnés des concerts dans la cathédrale de Lescar.

#### Espaces culturels

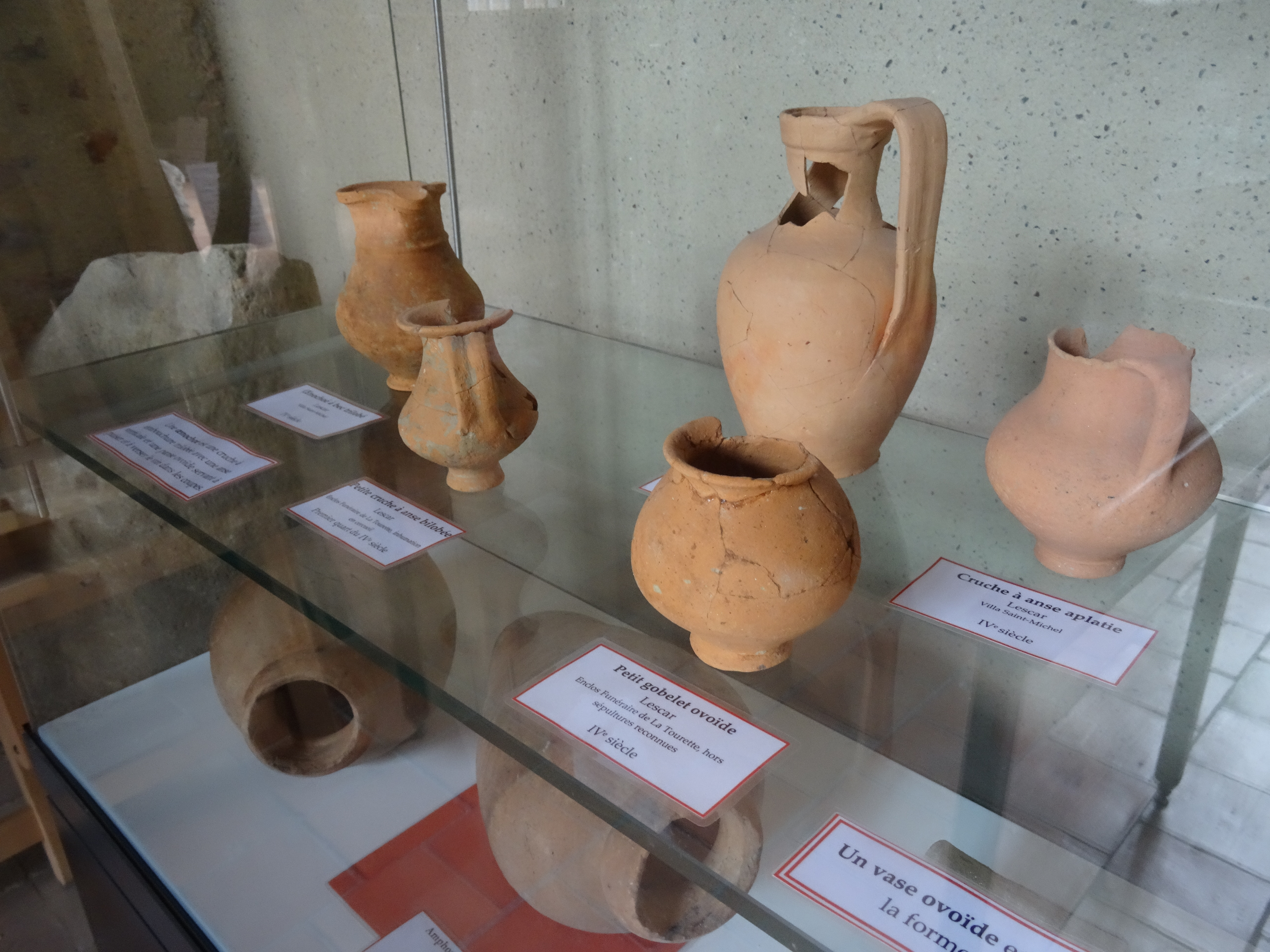
Le musée de Lescar expose des objets antiques découverts lors de fouilles.

La médiathèque de Lescar dispose d'un ensemble de 24 000 ouvrages en libre accès et pour tout public. Elle fait partie d'un réseau de dix médiathèques gérées par la communauté d'agglomération de Pau Béarn Pyrénées. Le musée de Lescar est situé dans la Cité médiévale de Lescar, au cœur des anciennes caves du palais épiscopal de Lescar. Cet espace présente un fonds archéologique datant de la Préhistoire au Moyen Âge. Ce lieu consacre également des expositions d'art ponctuelles. L'inauguration de cet espace muséographique se déroule en 1968, il est alors une annexe de l'ancien Musée béarnais de Pau. Durant une vingtaine d'années, le public peut y observer des portraits de princes béarnais ainsi que d'autres personnalités (lescariennes notamment), des dizaines de tableaux évoquant l'histoire béarnaise, des vestiges archéologiques et des outils liés au monde paysan. L'Estanquet est un espace qui réunit chaque semaine une soirée thématique liée à l'art ou à la culture. Enfin, des écoles municipales de danse, de musique et de cirque sont également présentes dans la ville.

### Lieux et monuments

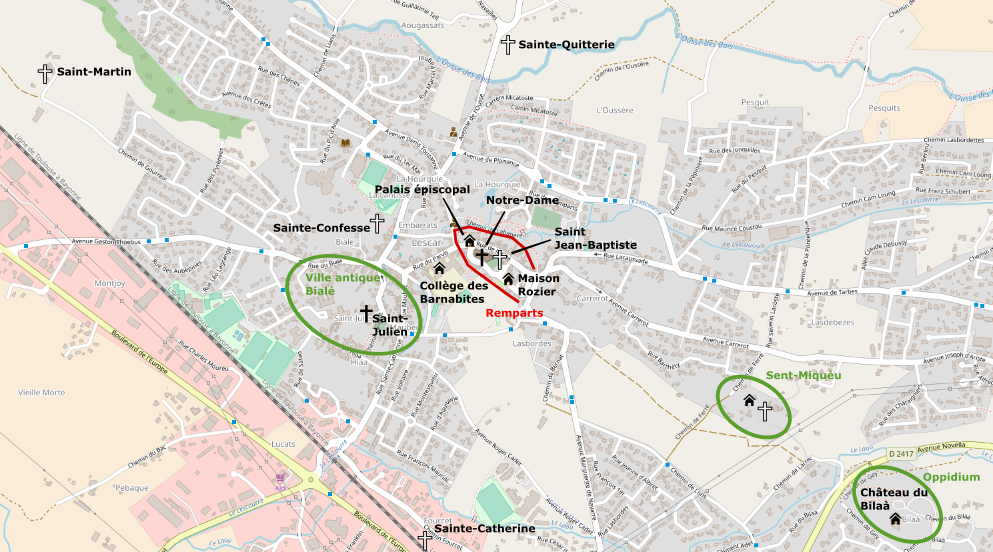
Position des principaux éléments patrimoniaux, existants ou détruits, de Lescar.

Lescar compte quatre monuments et quarante-quatre objets répertoriés à l'inventaire des monuments historiques.

#### Patrimoine civil
L'occupation humaine du site lescarien précède la cité antique de Beneharnum. Plusieurs tumuli sont identifiés et fouillés dans la zone du Pont-Long, les habitants de cette zone sont qualifiés de « groupe du Pont-Long »  par les chercheurs. Ces tumuli sont reliés à la protohistoire, leur datation les faisant remonter à l'âge du bronze. Plusieurs vases ainsi que la copie d'un poignard métallique à deux rivets, sont découverts lors de fouilles menées. Un oppidum du second âge du fer est également identifié dans le quartier du Bilaà, sur lequel est bâti le château de la famille d'Ariste. La basse-ville de Lescar représente le cœur de l'antique Beneharnum. Les archéologues ont exhumé dans le quartier du Bialé (Vialer) des voies de circulation, des égouts, des fondations de maisons ainsi que des fossés. Le premier plan complet d'une villa antique du sud de l'Aquitaine a ainsi pu être dressé. Au cours de fouilles menées en 2008, des traces de thermes publics sont découvertes sur la zone. Un caldarium de 53 m2  ainsi qu'une autre pièce de 69 m2 (tepidarium ou frigidarium) sont notamment identifiés.
L'existence de substructions dans le quartier Sent-Miquèu (Saint-Michel) est connue de longue date de ses habitants, elle est aussi l'objet de diverses légendes. Les restes d'une villa suburbaine d'envergure sont finalement découverts lors de fouilles menées entre 1885 et 1887,, complétées par de nouvelles recherches en 1968 et 1970,. La villa est implantée sur un surplomb de la vallée du gave, situé à 1,5 km à l'est de la basse-ville antique. Un premier édifice est réalisé au milieu du Ier siècle, durant le Haut-Empire, avant que la villa soit reconstruite au début du IVe siècle (Bas-Empire), atteignant 3 000 m2 sur un domaine d'environ 130 ha. Cette deuxième version de la villa est notamment équipée d'une terrasse-belvédère, exposée sud avec vue sur la vallée du gave et les Pyrénées. Il semble que la villa reste occupée durant tout le IVe siècle, avant d'être abandonnée dans la deuxième moitié du Ve siècle. Toujours au domaine Sent-Miquèu, les restes de l'enclos funéraire la Tourette sont découverts, datant du Bas-Empire. Plusieurs éléments découverts sur le site sont exposés au musée de Lescar, dont du mobilier et une mosaïque de 6,5 mètres de long sur 3,3 mètres de large. Avec les invasions barbares qui touchent l'Aquitaine à partir du début du Ve siècle, les habitants de Beneharnum aménagent l'éperon rocheux occupé aujourd'hui par la Cité. Ils se servent de ce lieu pour se protéger, grâce au dénivelé naturel du terrain. Le lieu est donc remparé à cette époque, cette défense constituant toujours une partie des remparts actuels.

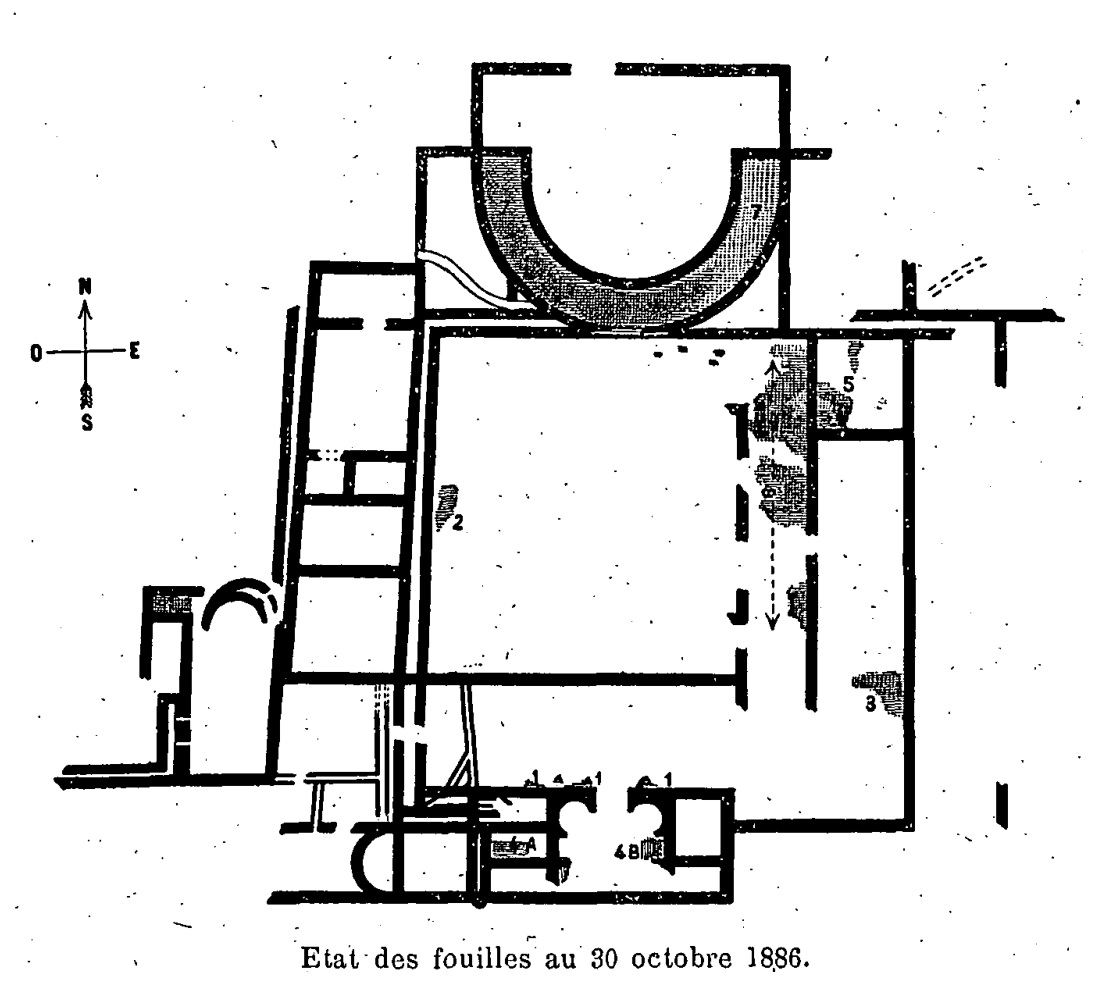
Plan de la villa Sent-Miquèu réalisé lors des premières fouilles de 1885 à 1887.

Au IXe siècle, Beneharnum subit un coup fatal avec l'invasion des Normands. Il faut attendre le Xe siècle pour voir la ville se relever sous l'impulsion des ducs de Gascogne. L'éperon rocheux remparé au Ve siècle devient alors le cœur de la ville nouvelle de Lescar. La Cité (ou Ciutat) est progressivement protégée au Moyen Âge par l'ajout de remparts et de portes défensives. La porte de l'Esquirette est réalisée à partir du XIIe siècle, elle protège l'entrée sud de la Cité. Elle renfermait une cloche (esquirete en béarnais) que l’on sonnait pour donner l’alerte auprès de la population. Adossés à la porte se trouvent les vestiges de la tour de l'Esquirette, qui était l'un des maillons des remparts ouest de la Cité et qui fut détruite partiellement durant la Révolution. Les autres portes d'entrée de la Cité ont aujourd'hui toutes disparues. Quelques vestiges subsistent pour la porte de Morlaàs (portau de Morlaàs) au nord-est et la porte de Ranque (portau de Hranca) au sud de la rue du Parvis, mais à partir du XVIIe siècle la ville cesse sûrement d'entretenir ces portes, entraînant leur disparition progressive.
Le patrimoine civil lescarien s'enrichit au XVIIIe siècle avec la construction de l'actuel lycée Jacques-Monod. Le bâtiment central est construit progressivement entre 1755 et 1779 pour permettre l'enseignement de pères barnabites. À la suite de la Révolution et de l'interdiction de l'enseignement religieux, l'ancien collège est successivement transformé en maison de détention, hôpital de guerre ou encore filature de coton. Finalement, la destination initiale de l'établissement lui est rendue en 1845, avec l'installation de l'école normale d'instituteurs du département. À partir de 1978, l'établissement devient une annexe du lycée Saint-Cricq de Pau, et enfin en septembre 1992 le lycée autonome est constitué.
Le château du Bilaà est, quant à lui, réalisé pour le compte de la famille d'Ariste en 1853. Il occupe le sommet d'un ancien oppidum du Ier siècle av. J.-C. et affiche un style néo-classique. Après son abandon au cours des années 1970, sa réhabilitation décidée en 2005 est achevée en 2011, il devient le nouvel hôtel de ville de la commune en remplacement de la maison Rozier. La partie historique de la ville est composée de maisons anciennes datant pour la plupart du XVIIIe siècle, arborant un style béarnais classique : toit pentu couvert d'ardoises, pierres de taille aux angles et ouvertures, génoise entre la toiture et le mur, galets du gave pour réaliser les murs.
Des maisons plus anciennes des XVIe et XVIIe siècles sont aussi présentes dans la Cité, réalisées notamment pour les chanoines.

Le patrimoine civil de Lescar (sélection).
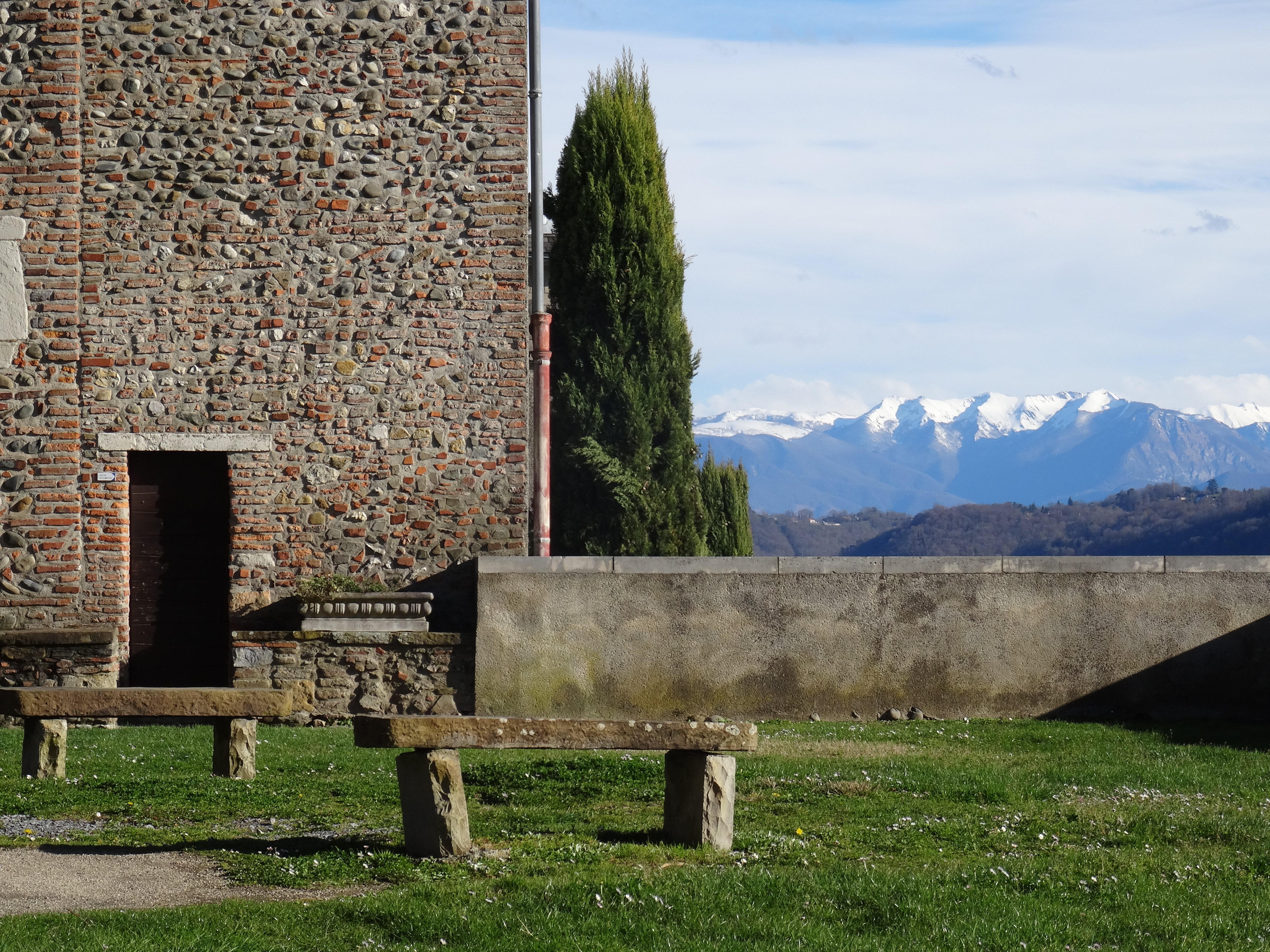
Les remparts antiques sont renforcés au Moyen Âge.
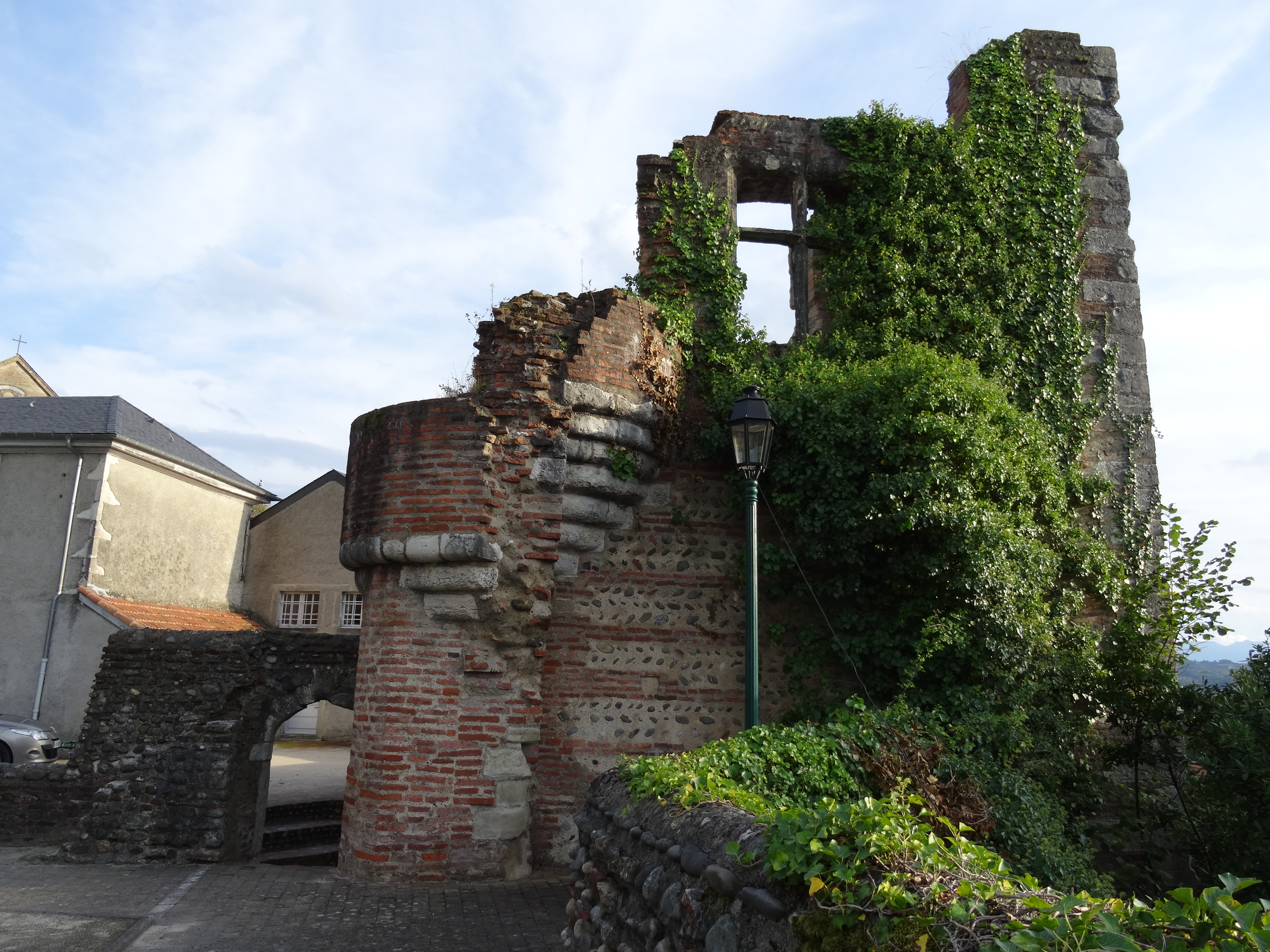
La tour de l'Esquirette est laissée en ruine depuis sa destruction vers 1800.
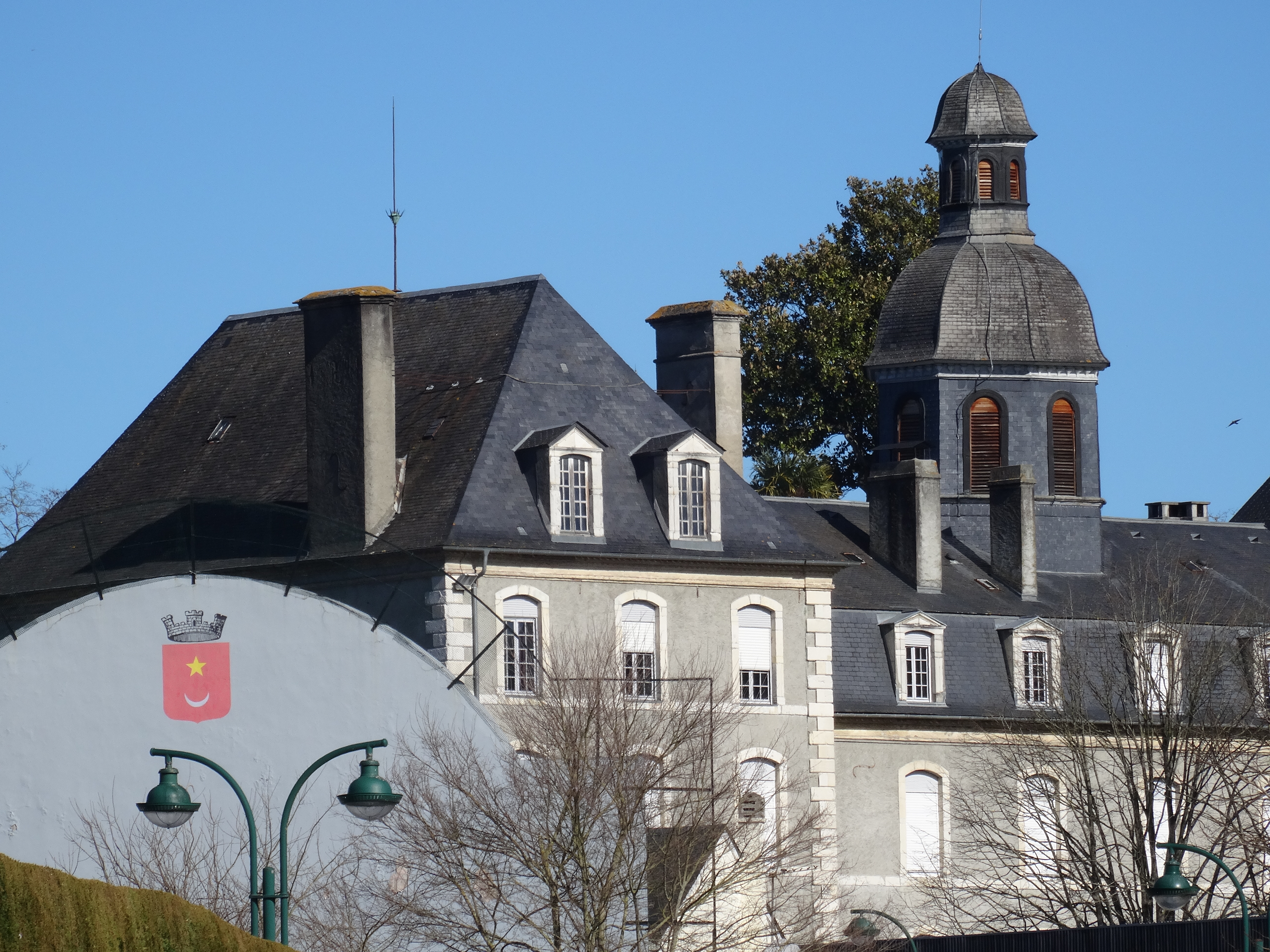
Le collège des Barnabites est construit au XVIIIe siècle.
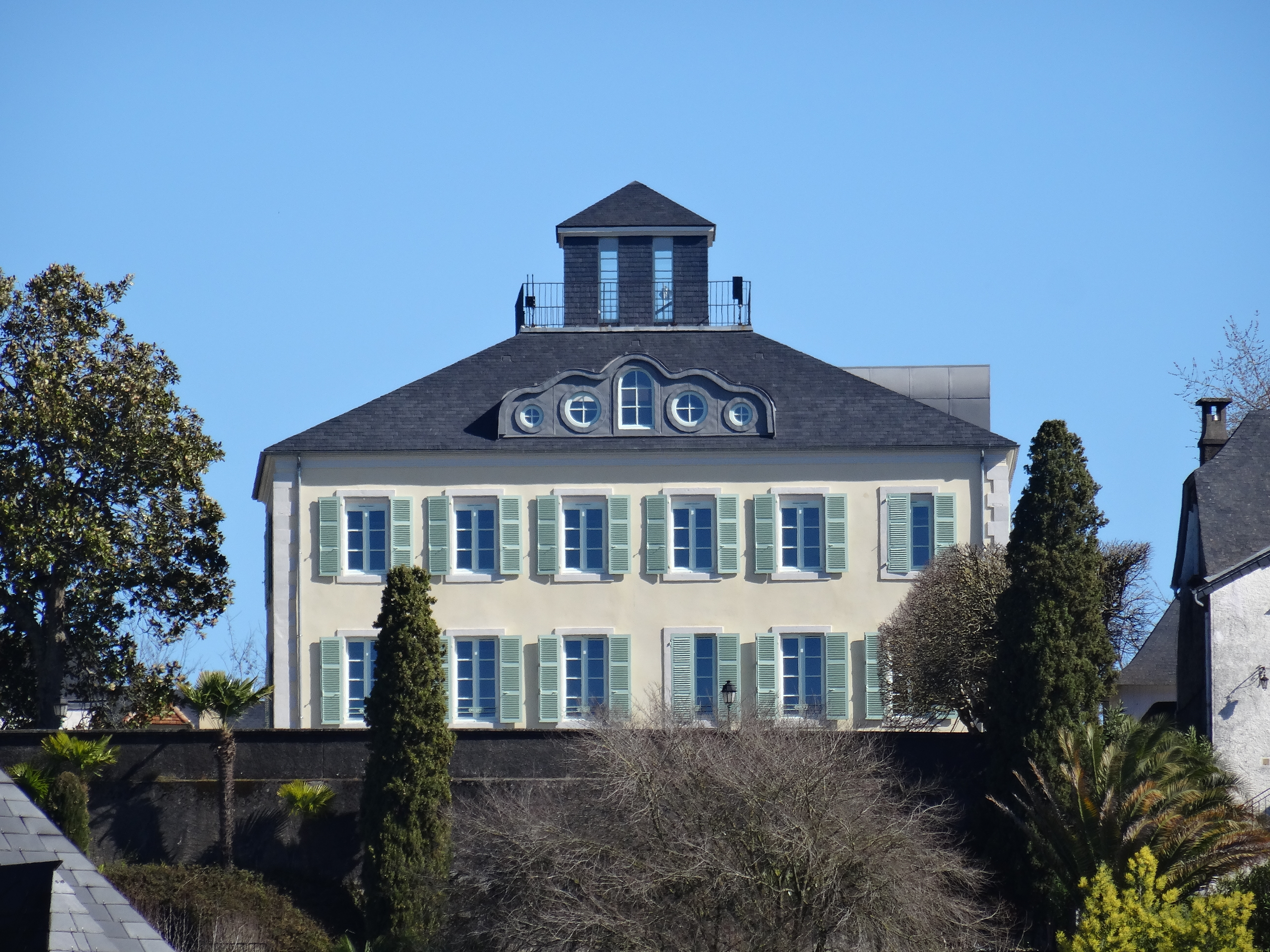
La maison Rozier est l'ancien hôtel de ville de la commune.
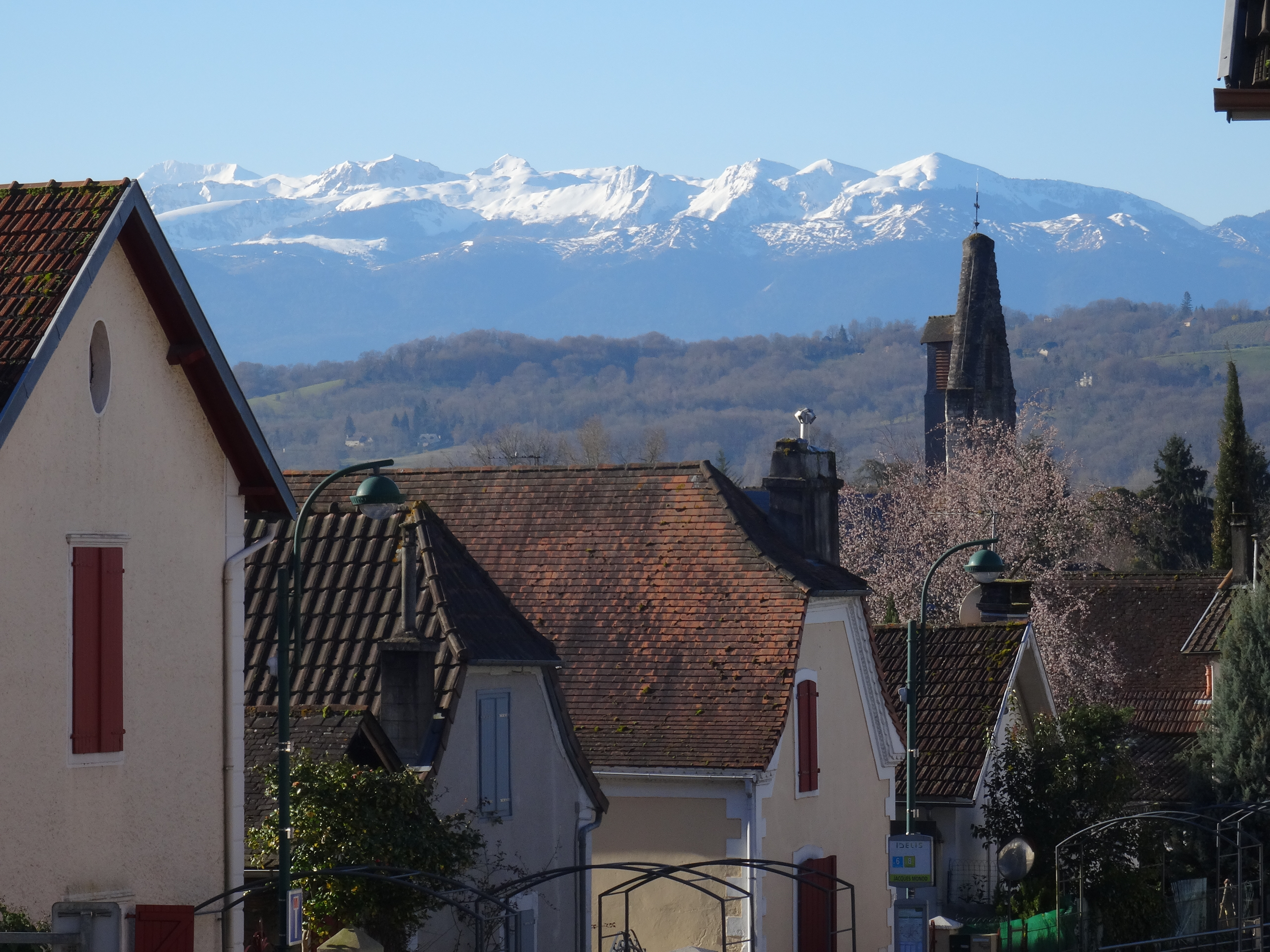
Les maisons du centre-ville de Lescar datent pour la plupart du XVIIIe siècle.

#### Patrimoine religieux
La cathédrale Notre-Dame-de-l'Assomption — place Royale — date partiellement des XIIe et XIIIe siècles. La construction de l'édifice se déroule principalement sous l'épiscopat de Guy de Lons, il fait suite à une première cathédrale édifiée au milieu du Xe siècle. La cathédrale est considérée comme l'édifice roman le plus imposant du Béarn. Saccagée par les troupes protestantes de Jeanne d'Albret, elle fit l'objet d'importantes opérations de restauration aux XVIIe et XVIIIe siècles qui permirent de sauver le chœur de la ruine. Le sol du chœur est pavé d'une mosaïque du XIIe siècle représentant une scène de chasse, où  figure notamment l'énigmatique chasseur maure unijambiste. La cathédrale recèle du mobilier inscrit à l'inventaire général du patrimoine culturel. C'est en 1929 qu'est découverte la crypte renfermant les dépouilles de neuf rois, reines, princes et princesses du royaume de Navarre. C'est à l'occasion de ces mêmes fouilles de 1929, complétées en 1985, que deux crosses sont découvertes, dont l'une datant du XIIIe siècle et représentant saint Michel transperçant avec sa lance un dragon ailé.
Siège d'un évêché jusqu'en 1801, la vie épiscopale marque de son empreinte la vie lescarienne ainsi que son patrimoine religieux. De cette époque, plusieurs éléments sont à considérer, dont le presbytère et sa tour qui datent du XVIe siècle, bâtis pour partie sur les fondations des anciens remparts. C'est au XIIIe ou XIVe siècle qu'une première maison épiscopale est réalisée face à la cathédrale dans la Cité. Ce lieu de résidence est totalement reconstruit sous l'épiscopat de Hardouin de Chalon de Maisonnoble dans le premier quart du XVIIIe siècle, il se transforme en un véritable palais épiscopal. Comme tous les biens ecclésiastiques, le palais est placé sous la main de la Nation au moment de la Révolution française. Le bâtiment est finalement vendu au citoyen Manes en 1799, qui s'empresse de procéder à sa destruction pour construire un moulin près du gave. Plusieurs éléments du palais ont résisté à la destruction, comme la tour de l'Évêché, qui était un escalier de service, ou encore les écuries ainsi que la maison du Prince. La tour carrée de l'Esquirette faisait partie des remparts médiévaux ; elle était utilisée comme oubliettes par l'évêque.

La cathédrale Notre-Dame-de-l'Assomption (sélection).
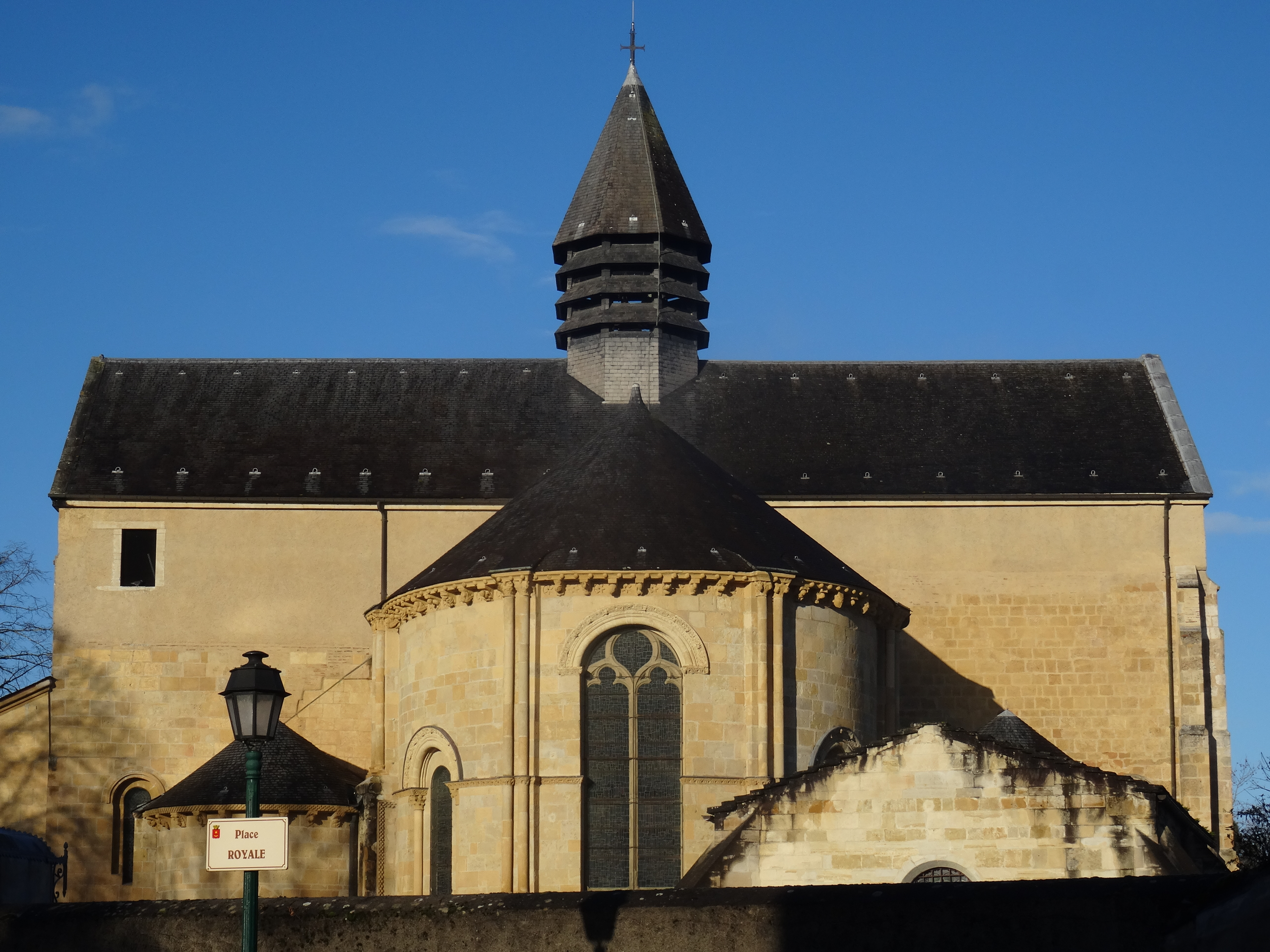
La cathédrale Notre-Dame-de-l'Assomption.
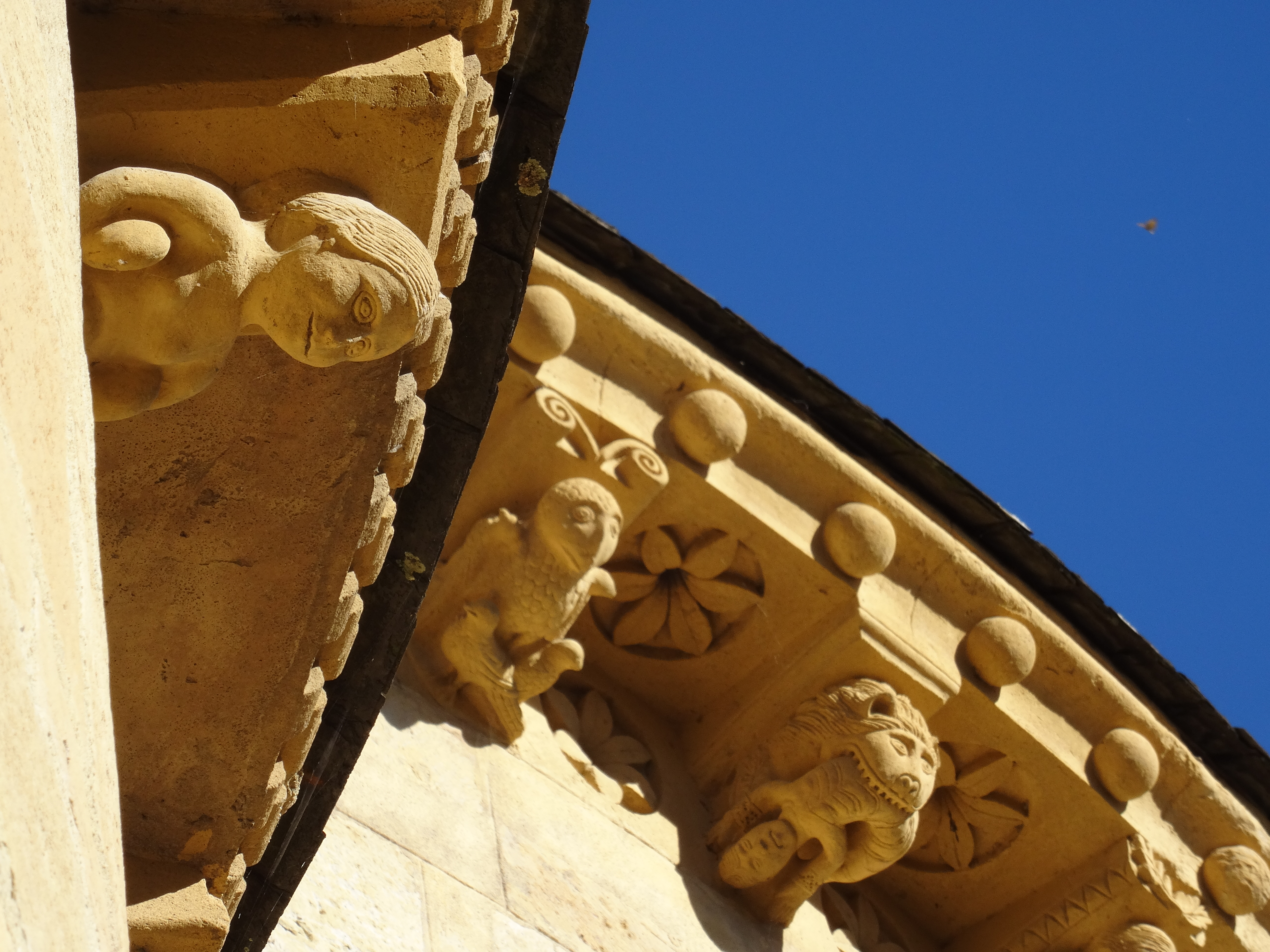
Des modillons.
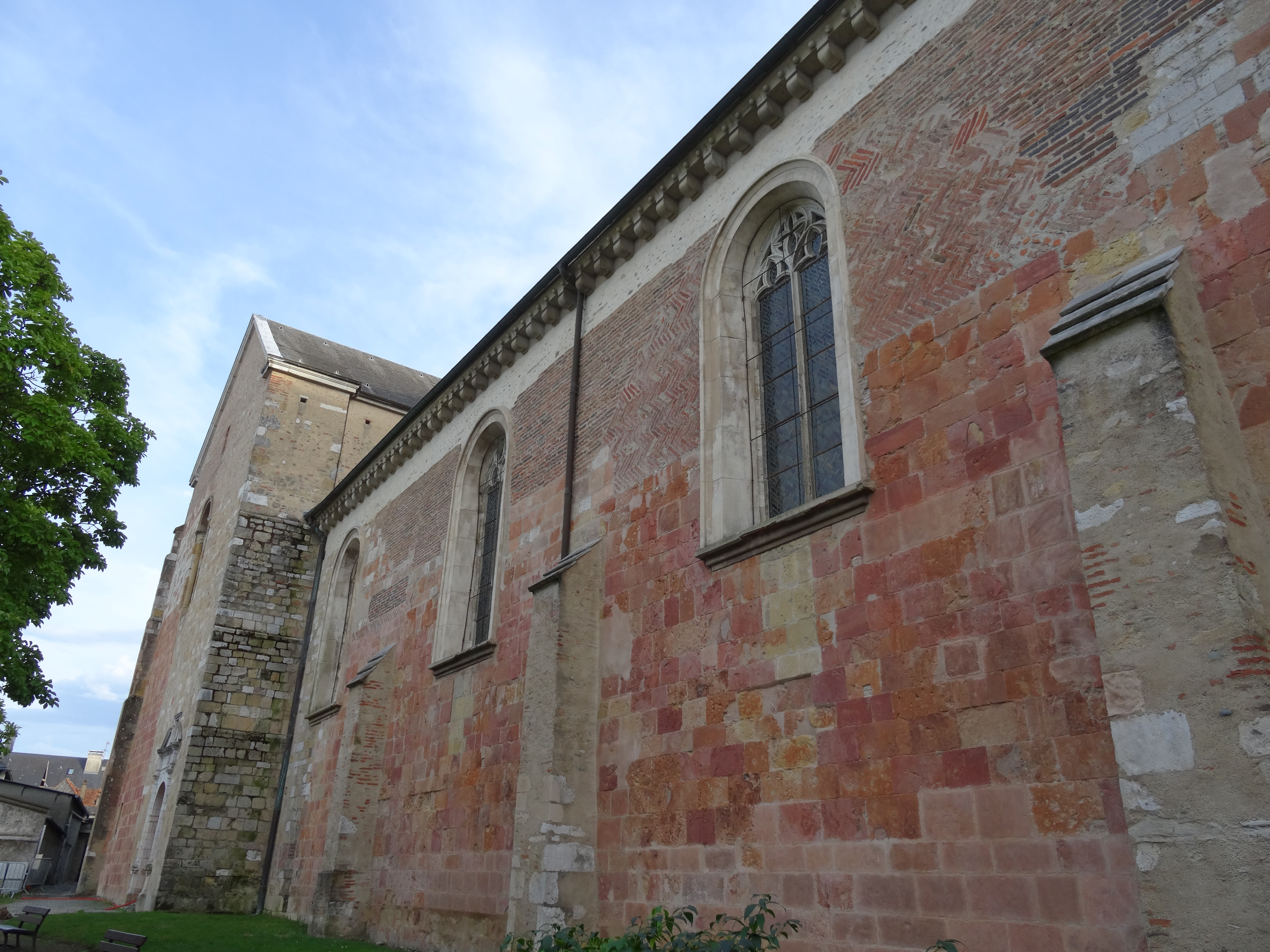
Les pierres rosées de la cathédrale romane.
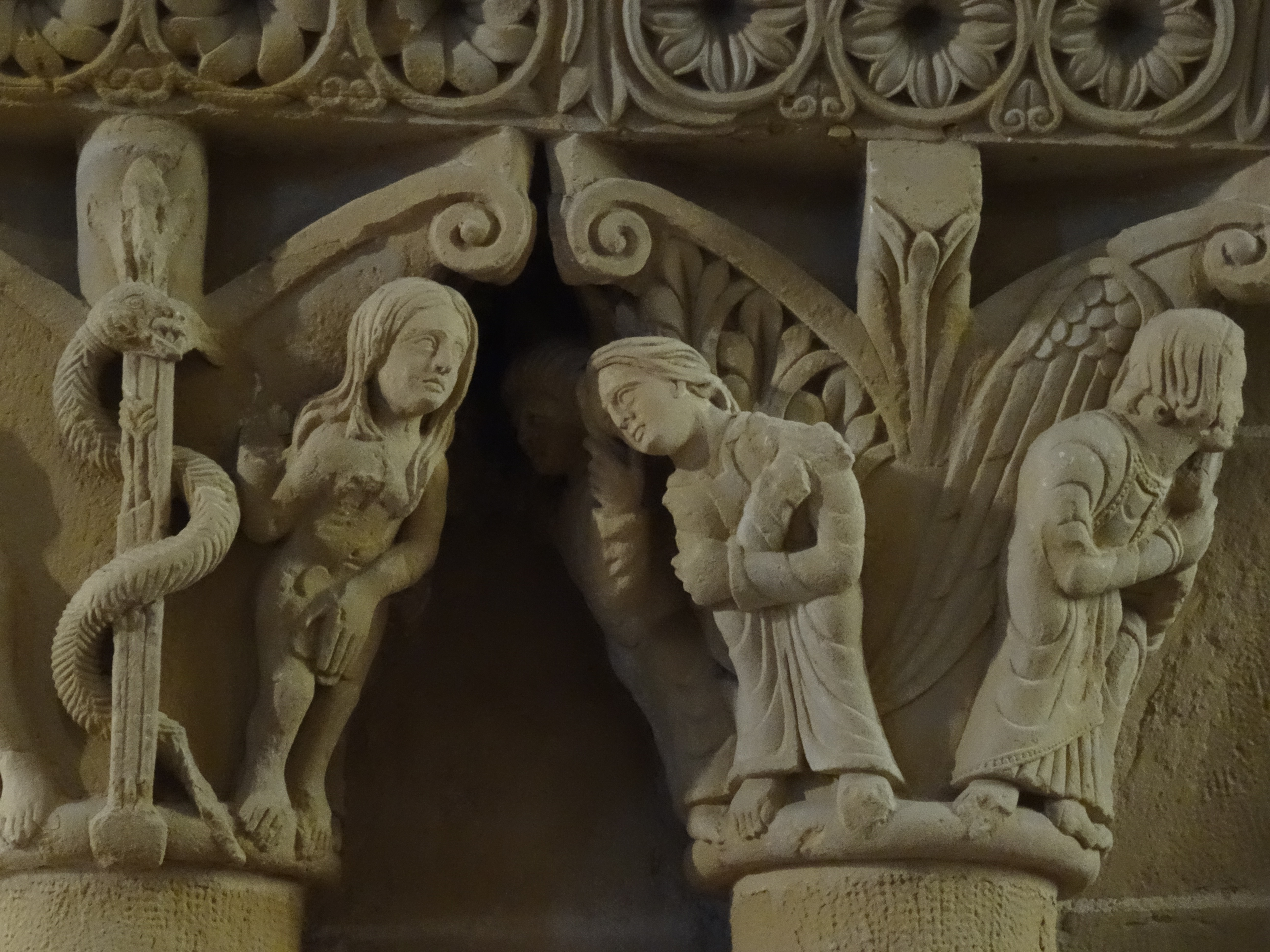
Des chapiteaux.
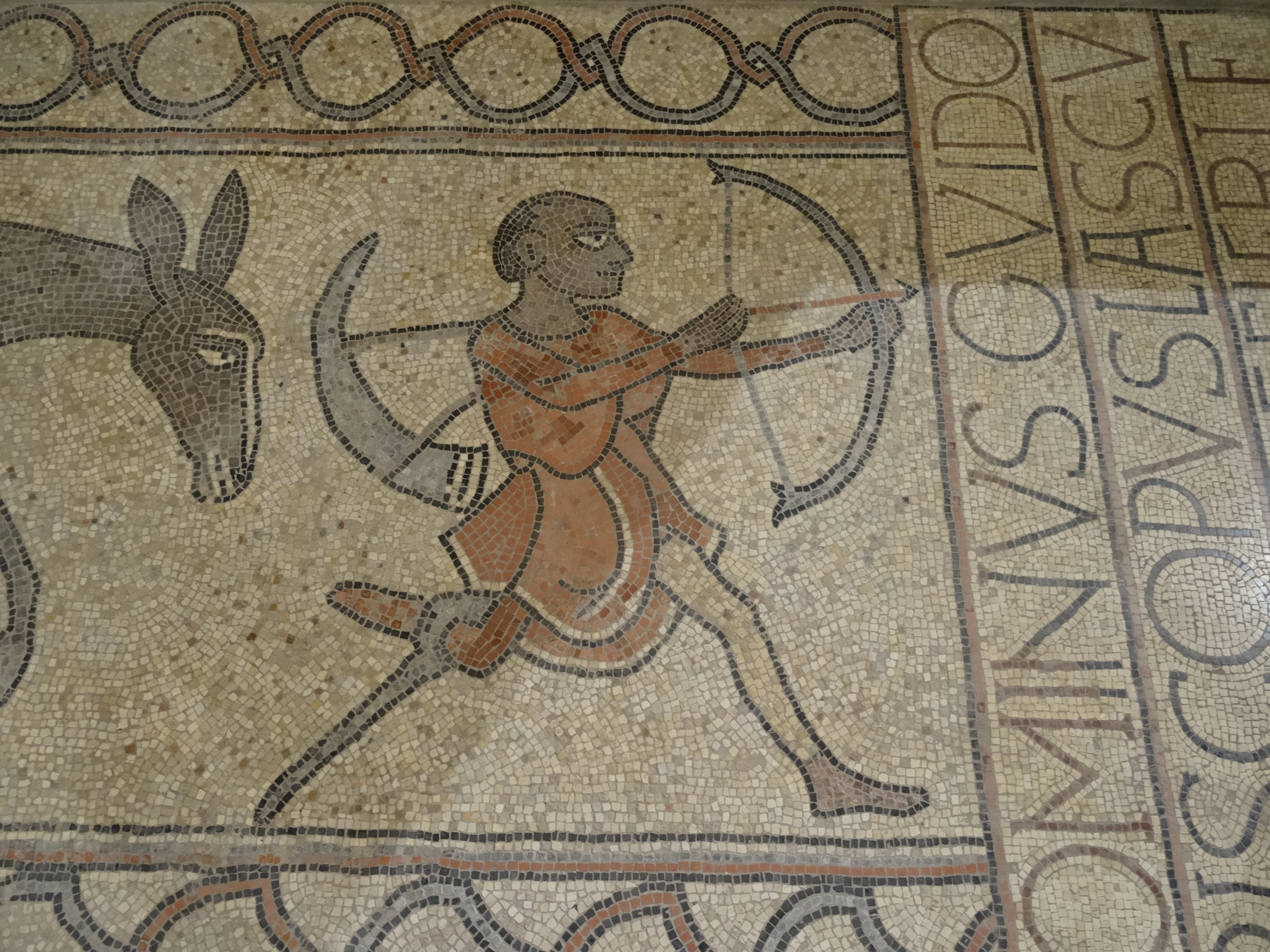
La mosaïque du chasseur maure unijambiste.

Lescar est l'une des étapes de la via Tolosana (ou chemin d'Arles), nom latin d'un des quatre chemins de France du pèlerinage de Saint-Jacques-de-Compostelle, le plus au sud. Il s'agissait de la voie la plus fréquentée jusqu'au milieu du XIIe siècle. Inauguré en avril 2018, un refuge permet désormais l'accueil des pèlerins au cœur de la Cité. La vocation religieuse de la commune se confirme avec deux autres lieux de cultes. L'église Saint-Julien, place de la Libération, en référence au saint patron de Lescar. Cet édifice est bâti sur l'emplacement de la cathédrale primitive de Beneharnum, celle-ci étant dévastée par les Normands au IXe siècle. Une nouvelle église voit ensuite le jour au XIIIe siècle dans le style roman, elle est détruite en 1569 par les troupes de Montgommery. L'église Saint-Julien est une dernière fois reconstruite au XVIIe siècle, le clocher datant lui du XVe siècle. La chapelle Mémorial de l'Aviation (ou chapelle Sainte-Jeanne-d'Arc) est construite en 1927 sur la plaine du Pont-Long, pour les besoins du camp Guynemer. Elle sert aujourd'hui à honorer le berceau de l'aviation militaire française.

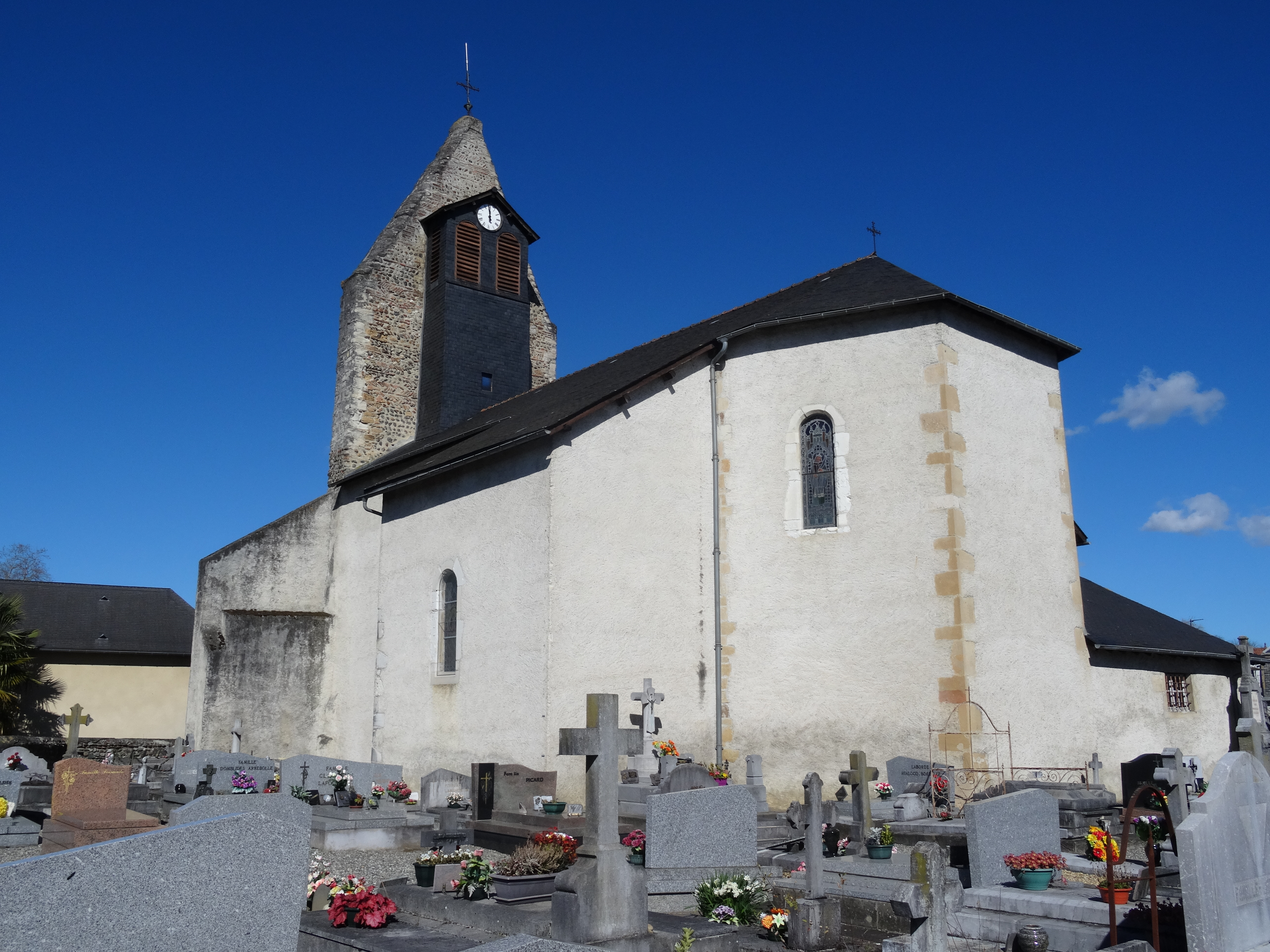
L'église Saint-Julien.

Ville supposément septénaire au Moyen Âge, Lescar comptait sept églises (outre la cathédrale) dédiées aux saints de la commune. Seule l'église Saint-Julien est toujours présente, plusieurs édifices religieux ayant disparu au fil des siècles. L'église Saint-Michel est bâtie sur le site de l'ancienne villa antique Sent-Miquèu, certains matériaux de la villa en ruine sont réutilisés autour du VIIe siècle pour l’ériger. Ce lieu de culte et son cimetière sont utilisés jusqu'au début du XVIIIe siècle par la seigneurie du Laur, l'église est au moins ruinée depuis 1771. Une église dédiée à Saint-Jean-Baptiste se dressait dès le Xe siècle près de l'emplacement actuel de la cathédrale, une autre dédiée à Saint-Martin se trouvait au lieu-dit du Gourreix (ou Gorrets), tandis qu'une église vouée à Sainte-Catherine se trouvait chemin Fourcet à l'hôpital des Ladres,. Enfin, Sainte-Confesse et Sainte-Quitterie possédaient également leur chapelle, la première au sommet de vignes sur l'actuel chemin éponyme, l'autre au pied de la côte montant vers Sauvagnon, des piliers de l'église sont découverts en 1953 dans un champ. Outre ces sept églises, Saint-Galactoire n'avait pas de chapelle dédiée mais uniquement un autel dans la cathédrale jusqu'en 1569, un oratoire collé à la cathédrale (côté sud) lui est consacré à partir de 1620. Au XVIIe siècle, les Barnabites consacrent leur nouvelle chapelle à saint Paul, sur l'emplacement de l'actuel lycée.

### Personnalités liées à la commune

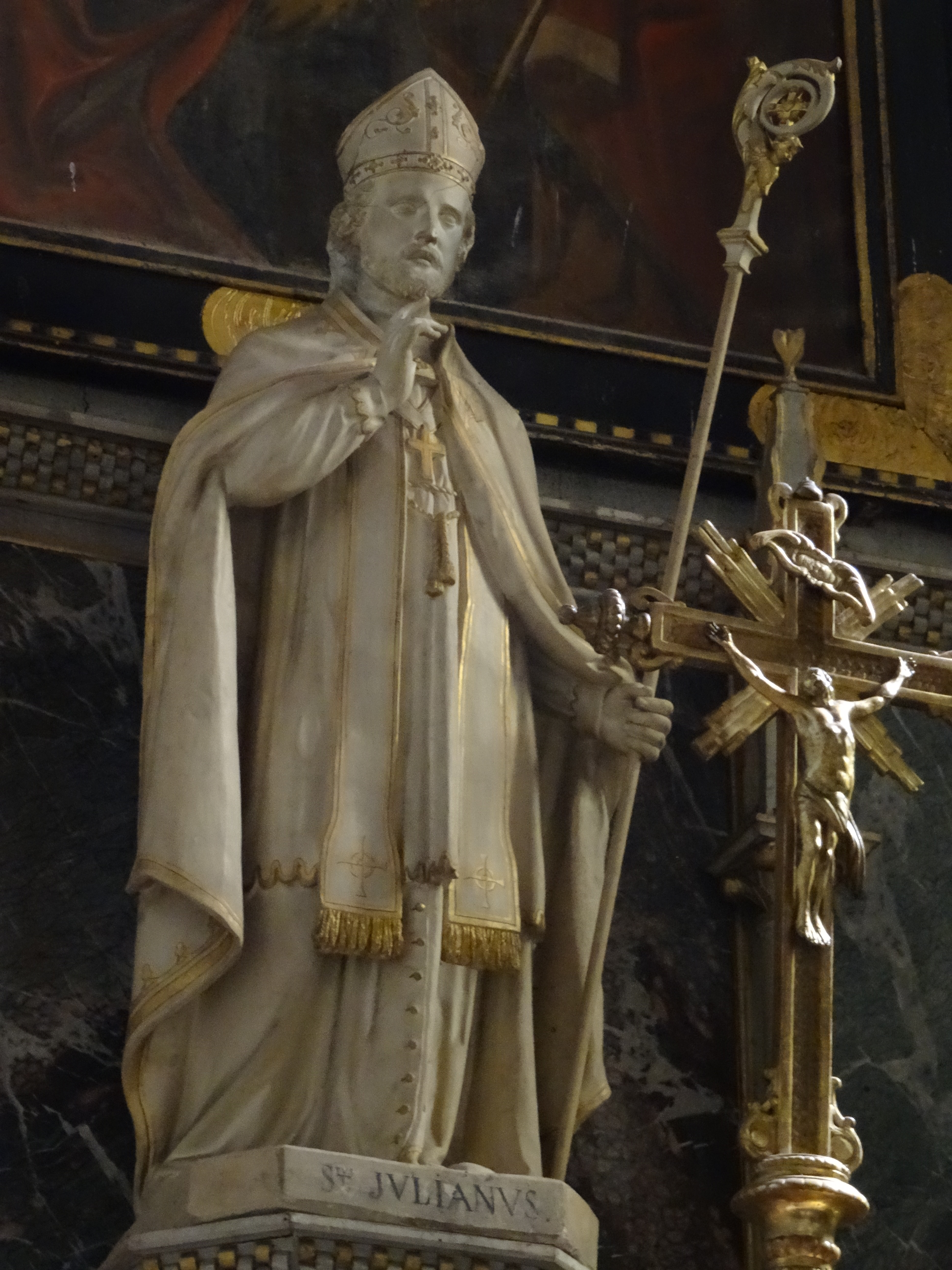
Saint Julien passe pour être l'évangélisateur du Béarn.

La vie de la commune est marquée pendant treize siècles par l'activité de son évêché : plusieurs de ses évêques sont à distinguer sur cette période. Tout d'abord, saint Julien et saint Galactoire, au temps de Beneharnum. Le premier passe pour être l'évangélisateur du Béarn ainsi que le fondateur du diocèse à la fin du Ve siècle, tandis que le deuxième assiste au concile d'Agde en 506. Saint Julien est le saint patron de la commune, il détrône dans ce sens saint Galactoire, au moment de la Réforme. Après les invasions normandes du IXe siècle, la cité renaît à la fin du Xe siècle sous l'impulsion des ducs de Gascogne. Bien que refondé, l'évêché de Lescar demeure sous le contrôle de l'évêché de Gascogne, jusqu'à Grégoire de Montaner dans la deuxième moitié du XIe siècle. Cet évêque réorganise profondément le diocèse de Lescar pour lui redonner son plein exercice. Dans la première moitié du XIIe siècle, Guy de Lons (Guido) fait bâtir l'actuelle cathédrale romane. Il participe avec Gaston IV à la prise de Saragosse en 1118 dans le cadre de la Reconquista. À la fin du XIVe siècle, l'évêque Odon de Mendousse doit exercer sa mission sous le règne de Gaston Fébus. Ce dernier force Odon à l'exil, après avoir assassiné son propre fils. À la mort de Fébus en 1391, Odon retrouve son siège et fonde les États du Béarn en compagnie de l'évêque d'Oloron. Plus tard, les épiscopats de Pierre de Foix, Jacques de Foix ou de Marc-Antoine de Noé (dernier évêque de Lescar) sont également à mettre en avant.

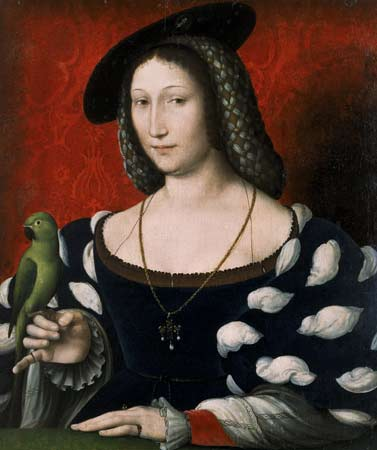
Marguerite d'Angoulême est inhumée dans la cathédrale de Lescar.

Les souverains béarnais récupèrent la couronne du Royaume de Navarre en 1479. Cet État Béarn-Navarre, à cheval sur les deux versants de la chaîne pyrénéenne, est de courte durée, les Rois catholiques prenant contrôle de la capitale navarraise, Pampelune, en 1512. Face aux troubles précédant cette perte de contrôle, les rois de Navarre choisissent la cathédrale de Lescar comme sépulture provisoire, dans l'espoir de récupérer un jour leurs possessions espagnoles. Dès 1464, Blanche de Navarre est inhumée à Lescar. François Fébus est ensuite le premier souverain de Navarre inhumé dans la cathédrale en 1483. Suivront les dépouilles des souverains du Béarn et de Navarre, ainsi que celles des princes et princesses de leur famille, jusqu'en 1555. Sont notamment inhumés les couples de souverains Jean et Catherine de Navarre ainsi que Henri d'Albret et Marguerite d'Angoulême. La cathédrale garde désormais le surnom de « Saint-Denis des rois de Navarre ». Le mariage entre Gaston de Foix et Madeleine de France en 1461, est scellé par un contrat passé à Lescar.

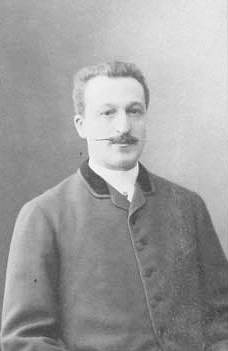
Paul d'Ariste, député-maire.

Avec la suppression officielle de l'évêché de Lescar en 1801, la vie de la commune est marquée par la figure tutélaire du maire. Père et fils, les barons Auguste d'Ariste et Paul d'Ariste jouent un rôle majeur pour Lescar durant le XIXe et le début du XXe siècle. Tous les deux occupent des fonctions nationales en tant que députés. Paul d'Ariste reste maire de Lescar pendant 35 ans, cette longévité n'est battue que par Denis Touzanne. Celui-ci reste maire pendant 37 ans jusqu'à son décès en fonction en 1970. Décoré de la Croix de guerre pour sa participation à la guerre 14-18, il participe aussi de manière active à la Résistance au sein du groupement « Combat », il est fait officier de la Légion d'honneur. Successeur de Denis Touzanne à la mairie, Roger Cadet garde ses fonctions jusqu'en 1977, il est aussi conseiller général du canton de Lescar pendant 24 ans.
Plusieurs écrivains de langue béarnaise ont un lien avec la commune. Il s'agit notamment de Jean-Henri Fondeville, né et mort à Lescar au tournant des XVIIe et XVIIIe siècles. Il écrit plusieurs pastorales, dont La pastourale deu paysaa. Plus contemporainement, Roger Lapassade (ou Rogèr de Lapassada) fonde l'association Per Nouste et publie des poèmes en langue béarnaise dans la deuxième moitié du XXe siècle. Il effectue une partie de ses études à l'ancienne École normale de Lescar. Autre écrivain, mais de langue française, Stanislas Fumet, né dans la commune en 1896, est l'une des figures du catholicisme social. Issu d'une famille de la noblesse béarnaise, Jacques de Saint-Cricq est un officier de marine et explorateur né à Lescar à la fin du XVIIIe siècle, il laisse son nom au cap Saint-Cricq en Australie-Occidentale. En 2014, l'actrice française Marie Dubois, récompensée par le César de la meilleure actrice dans un second rôle en 1977 meurt dans la commune.

### Héraldique, logotype et devise
| Blason de Lescar | Blason  | De gueules au croissant d’argent surmonté d’une étoile d’or. |
| Blason de Lescar | Détails | L'étoile symbolise le chemin de Saint-Jacques de Compostelle, Lescar étant une étape sur la voie d'Arles menant au col du Somport. Le croissant maure évoque lui la Reconquista, à laquelle l'évêque Guy de Lons participe en compagnie de Gaston IV de Béarn. Une autre version du blason est mise en avant par la commune, un modèle identique surmonté par des remparts en forme de couronne, une manière de représenter le caractère fortifié de la Cité, tout comme son statut de nécropole des rois de Navarre. Le statut officiel du blason reste à déterminer. |
| Blason de Lescar | Alias   | Version avec ses ornements extérieurs : Une couronne murale. |

Logo de Lescar jusqu'en 2007. Il représente un côté de la cathédrale.
Logo actuel de Lescar depuis 2007.